# Аврора (крейсер)
«Авро́ра» — крейсер 1-го ранга Балтийского флота типа «Диана». Назван в честь парусного фрегата «Аврора», прославившегося при обороне Петропавловска-Камчатского в годы Крымской войны.
Во время русско-японской войны участвовал в походе Второй Тихоокеанской эскадры, закончившимся Цусимским сражением. Крейсер принимал участие также в Первой мировой войне. Холостой выстрел с «Авроры» явился сигналом к началу штурма Зимнего дворца; крейсер стал одним из главных символов Октябрьской революции.
С 1948 года находится на вечной стоянке у Петроградской набережной у истока Большой Невки. Крейсер несколько раз перемещался для проведения ремонтов, последний раз вернулся на стоянку 16 июля 2016 года.
Крейсер «Аврора» является объектом культурного наследия Российской Федерации.

## Постройка

### Проектирование
Заказ крейсеров типа «Диана» был вызван внешнеполитической обстановкой, создавшейся в конце XIX века. Обострившиеся противоречия с Англией, которые удалось вскоре урегулировать дипломатическим путём, сменились постоянно возрастающей «германской угрозой» на Балтике. Новый виток гонки военно-морских вооружений на фоне напряжённой политической ситуации привёл в 1895 году к очередной корректировке двадцатилетней судостроительной программы России, принятой в 1881 году. В рамках дополнений, внесённых в программу, были заказаны три «карапасных крейсера», ставших впоследствии крейсерами типа «Диана».
Исполнителем заказа был выбран Балтийский завод, специалисты которого в течение месяца представили на рассмотрение Морского технического комитета четыре эскизных варианта крейсеров различного водоизмещения. Основой для дальнейшей разработки был выбран созданный по инициативе К. К. Ратника проект крейсера водоизмещением 6000 тонн, прототипом которого являлся новейший в то время английский крейсер «Талбот». Вплоть до ноября 1896 года происходило согласование тактико-технических характеристик будущих кораблей, а до этого (в начале июня) было принято решение о постройке серии — уже не из двух, как предполагалось изначально, а из трёх крейсеров. Третий крейсер (будущую «Аврору») было предписано заложить в Новом Адмиралтействе. Работы по строительству «Паллады» и «Дианы» осуществлялись фактически одновременно, «Аврора» же отставала от графика на протяжении всей постройки и может считаться дополнительно строившимся кораблём проекта.

### Подготовка и стапельный период
Отношением ГУКиС от 11 (23) июня 1896 года начальник управления вице-адмирал В. П. Верховский предписал приступить к работам по постройке в Новом Адмиралтействе «крейсера водоизмещением 6630 т.» типа «Диана». Такое название нового корабля сохранялось в официальных документах в течение почти года, до того момента, как Николай II принял решение об именовании крейсера.
Непосредственные работы по формированию корпуса корабля начались в Новом Адмиралтействе в сентябре — октябре 1896 года под руководством назначенного строителя крейсера корабельного инженера младшего судостроителя Э. Р. де Грофе. К этому моменту необходимых для постройки материалов (стали) не было, так как Адмиралтейский Ижорский завод был перегружен заказами и не сумел справиться, в частности, с изготовлением коробчатой (швеллерной) стали для бимсов батарейной и броневой палуб и подкрепления поперечных переборок. Кроме того, администрация завода обратилась к В. П. Верховскому с просьбой об увеличении сроков работ. В результате часть заказа по распоряжению начальника ГУКиС разместили на Александровском чугунолитейном заводе. В связи с этой задержкой на начальном этапе постройки производились только подготовка разбивочного плаза и набор стапель-блоков в эллинге. 18 (30) октября 1896, с прибытием первой партии судостроительной стали, был начат набор вертикального киля.
| Судостроительная сталь                                    | Адмиралтейский Ижорский завод Александровский чугунолитейный завод |
| Штевни и болты из прокатной морской бронзы                | Завод Я. С. Пульмана                                               |
| Палубная броня                                            | Фирма «Шатильон-Комментри»                                         |
| Броня для защиты кожухов котельных отделений и элеваторов | Адмиралтейский Ижорский завод                                      |
| Артиллерия                                                | Обуховский завод                                                   |
| Минное вооружение, комплект мачт                          | Металлический завод                                                |

31 марта (12 апреля) 1897 император Николай II повелел именовать строящийся крейсер «Авророй» в честь богини зари у римлян. Это название было выбрано самодержцем из одиннадцати предложенных вариантов наименований, в числе которых были «Гелиона», «Психея», «Юнона», «Полкан», «Боярин», «Аскольд», «Богатырь», «Нептун», «Варяг» и др .

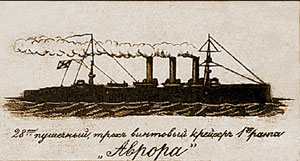
Серебряная закладная доска крейсера «Аврора»

Официальная закладка крейсеров типа «Диана» была произведена 23 мая (4 июня) 1897 года. Первой в 10:30 торжественную церемонию провели на «Авроре» в присутствии генерал-адмирала Алексея Александровича, укрепив серебряную закладную табличку между 60-м и 61-м шпангоутами и подняв на специально установленных флагштоках флаг и гюйс будущего крейсера.
Важнейшим вопросом, возникшим ещё в начале постройки и повлиявшим на её сроки, стал заказ машин для крейсера. Только 8 (20) июля 1897 года был подписан контракт с Обществом Франко-русских заводов на изготовление машин, котлов и всех механизмов, перечисленных в спецификации. Столь поздние сроки достижения соглашения были обусловлены нежеланием руководства данного предприятия делиться чертежами с Балтийским заводом, которому управляющий Морским министерством П. П. Тыртов предполагал выдать заказ. На условиях двухпроцентной скидки от цены заказанных для «Дианы» и «Паллады» комплектов механизмов руководство Франко-русского завода добилось подписания контракта на изготовление третьей партии. Стоимость всех работ, согласно контракту, равнялась 2 млн 275 тыс. рублей. Наблюдающим за изготовлением механизмов теперь был назначен старший инженер-механик А. А. Перов. Всего в непосредственном руководстве постройкой крейсера с сентября 1896 года и до окончания ходовых испытаний, то есть почти за восемь лет, было занято четверо строителей корабля офицеров Корпуса корабельных инженеров: Э. Р. де Грофе, К. М. Токаревский, Н. Н. Пущин и А. А. Баженов.
Тем временем продолжался стапельный период строительства «Авроры»; посетивший Новое Адмиралтейство 10 (22) октября 1897 П. П. Тыртов увидел форштевень крейсера уже установленным на стапеле. Ознакомившись с работами, управляющий Морским министерством отдал распоряжение не делать «ни малейшего отступления от постройки крейсеров „Диана“ и „Паллада“». К середине 1898 года степень готовности корпуса «Авроры» достигла 28 %, степень готовности машин равнялась чуть менее 60 %. Наблюдающим за изготовлением паросиловой установки стал назначенный на крейсер старшим офицером инженер-механик Н. А. Петров. Постепенно на корабле, как и на однотипных кораблях, стали появляться офицеры и судовые специалисты. По их предложению подверглось некоторому изменению торпедное вооружение кораблей серии, состоящее теперь из трёх 381-миллиметровых торпедных (минных) аппаратов: одного надводного выдвижного, расположенного в форштевне корабля, и двух подводных траверзных щитовых, установленных на носовой платформе. Соответствующий контракт был заключён с Петербургским металлическим заводом 6 (18) июня 1898. К весне 1900 года готовность «Авроры» по корпусу составляла уже 78 %. На корабле в это время шла установка различных систем и устройств.

### Спуск на воду
В 11:15 11 (24) мая 1900 года в присутствии императора Николая II и императриц Марии Фёдоровны и Александры Фёдоровны, наблюдавших за церемонией из Императорского павильона, состоялся торжественный спуск «Авроры» на воду. Под залпы артиллерийского салюта стоявших на Неве кораблей крейсер благополучно сошёл на воду, «без перегиби и течи», как докладывал впоследствии К. М. Токаревский. «По мере выхождения судна из эллинга, на нём были подняты флаги, а на грот-мачте штандарт Его Величества». Во время спуска на верхней палубе корабля в составе почётного караула находился 78-летний матрос, служивший на фрегате «Аврора». Кроме того, на спуске присутствовал бывший офицер прославленного парусника, а теперь вице-адмирал К. П. Пилкин. На следующий день новый крейсер был отбуксирован к стенке Франко-русского завода для установки главных машин. Водоизмещение корабля на момент спуска составило 6731 тонну. На спуске присутствовал тайский принц Чакрабон, обучавшийся в Пажеском корпусе.
| Корпус                                          | 2621, 36 | 38,8 |
| Броня                                           | 705,45   | 10,5 |
| Вооружение                                      | 401,67   | 6    |
| Энергетическая установка                        | 1471,3   | 21,9 |
| Вспомогательные механизмы, системы и устройства | 204,55   | 3    |
| Снабжение и команда                             | 325,51   | 4,8  |
| Котельная вода и вода для бытовых нужд          | 319      | 2,08 |
| Нормальный запас угля                           | 800      | 12   |
| Запас водоизмещения                             | 62,16    | 0,92 |

### Завершение постройки
Одновременно с началом работ по установке машин на корабле начался монтаж паропровода, вспомогательных механизмов и общекорабельных систем. К августу на крейсере появились три дымовые трубы, а 17 (30) октября 1900 был впервые поднят пар. Проведённая 30 октября (12 ноября) 1900 проба машин показала, что все они работают исправно. 2 ноября состоялись испытания на швартовах, завершившиеся подписанием акта № 559, в котором говорилось, что «комиссия не находит препятствий для перехода крейсера в Кронштадт под своими главными машинами». Тем не менее очень многие работы на крейсере оставались незавершёнными, а некоторые (установка румпельного устройства, паровой рулевой машины и электрического устройства управления рулём) — даже не начатыми.
Начиная с лета 1900 года «Диана» и «Паллада», значительно опережавшие «Аврору» в степени готовности, проходили приёмные испытания. По их результатам комиссией были отмечены серьёзные недостатки и просчёты, особенно в артиллерийской части. Легко устранимые недостатки стали с начала 1901 года спешно исправлять на достраивавшейся «Авроре»: оказавшиеся ненадёжными телефоны лейтенанта Колбасьева были продублированы переговорными трубами, некоторым изменениям подверглись также погреба боезапаса. Основной модификацией конструкции судна на данном этапе стала переделка пушечных портов на батарейной палубе и, как следствие, увеличение углов обстрела 75-миллиметровых пушек.
На всём протяжении постройки «Авроры» ощущался недостаток рабочей силы: на казённых верфях в Санкт-Петербурге в этот момент строились броненосцы «Бородино», «Император Александр III», «Орёл», «Князь Суворов», крейсер «Олег» и транспорт «Камчатка», отвлекавшие на себя значительную часть рабочих и специалистов. Испытания водонепроницаемости кормового и носового котельных отделений показали необходимость доработки креплений, что также неизбежно задерживало работы. Ещё более серьёзно на сроках постройки корабля сказалась задержка изготовления вертикальной брони для боевой рубки, выполненной Ижорским заводом некачественно. Эта работа на крейсере была окончена лишь в мае 1902 года. Наибольшие затруднения на завершающем этапе строительства пришлись на доработку электрооборудования, промышленное освоение которого российскими заводами ещё только начиналось.
В начале 1902 года на «Аврору» установили якоря системы Холла, что сделало крейсер первым во флоте кораблём отечественной постройки, оснащённым этой новинкой. К маю судно было полностью готово; 28 июля «Аврора» вышла в своё первое плавание, направляясь в Кронштадт. На борту находился новый командир крейсера капитан 1-го ранга И. В. Сухотин, заводские специалисты и половинная команда. Во время перехода на крейсере кратковременно вышло из строя рулевое управление и вследствие этого корабль коснулся бровки канала, незначительно повредив правый винт. В 13 часов 30 минут «Аврора» прибыла в Кронштадт. Последующие десять дней ушли на приготовления корабля к испытаниям.
Общая стоимость крейсера в целом составила примерно 6,4 млн рублей.
| Состав вооружения крейсера «Аврора» | Состав вооружения крейсера «Аврора» | Состав вооружения крейсера «Аврора» | Состав вооружения крейсера «Аврора» | Состав вооружения крейсера «Аврора» | Состав вооружения крейсера «Аврора» |
|                                     | июнь 1903                           | май 1907                            | зима 1916                           | 1923                                | 1941                                |
| Артиллерийское вооружение           | Артиллерийское вооружение           | Артиллерийское вооружение           | Артиллерийское вооружение           | Артиллерийское вооружение           | Артиллерийское вооружение           |
| ----------------------------------- | ----------------------------------- | ----------------------------------- | ----------------------------------- | ----------------------------------- | ----------------------------------- |
| 152-мм/45 пушка Канэ                | 8                                   | 10                                  | 14                                  | —                                   |                                     |
| 130-мм/50 пушка Б-7                 | —                                   | —                                   | —                                   | 10                                  | 10                                  |
| 75-мм/50 пушка Канэ                 | 24                                  | 20                                  | —                                   | —                                   | —                                   |
| 37-мм пушка Гочкиса                 | 8                                   | —                                   | —                                   | —                                   | —                                   |
| 63,5-мм пушка Барановского          | 2                                   | —                                   | —                                   | —                                   | —                                   |
| Зенитное вооружение                 |                                     |                                     |                                     |                                     |                                     |
| зенитная 75-мм/50 пушка Канэ        | —                                   | —                                   | 4                                   | —                                   | —                                   |
| 76-мм пушка Лендера                 | —                                   | —                                   | —                                   | 2                                   | 2                                   |
| 76-мм/55 зенитное орудие            | —                                   | —                                   | —                                   | —                                   | 2                                   |
| 45-мм/45 зенитное орудие            | —                                   | —                                   | —                                   | —                                   | 3                                   |
| 40-мм зенитная пушка Викерса        | —                                   | —                                   | 1                                   | —                                   | —                                   |
| Торпедное вооружение                |                                     |                                     |                                     |                                     |                                     |
| 381-мм торпедный аппарат            | 3                                   | —                                   | —                                   | —                                   | —                                   |

## Испытания

### Кампания 1902 года

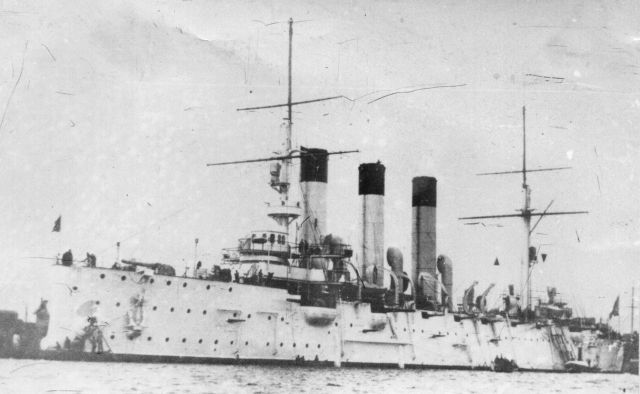
В первой кампании

8 августа начались выходы «Авроры» на заводские испытания, в основном — для устранения девиации компасов и проверки главных машин. В сентябре крейсер почти две недели находился в Александровском доке, где специалисты завода выправили повреждённые в первом выходе лопасти правого винта и установили щиты подводных минных аппаратов. 4 октября представители Франко-русского завода сообщили о готовности крейсера к приёмным испытаниям.
10 октября состоялись официальные испытания механизмов для сдачи в казну. «Аврора» под флагом председателя приёмной комиссии контр-адмирала К. П. Никонова показала на мерной линии скорость 19,66 узла, однако испытания пришлось прервать из-за обнаружившегося стука в подшипнике цилиндра низкого давления правой машины. Кроме того, во время движения крейсера был обнаружен ряд других мелких дефектов. Признав состояние машин неудовлетворительным, комиссия дала заводу две недели на исправление выявленных недостатков.

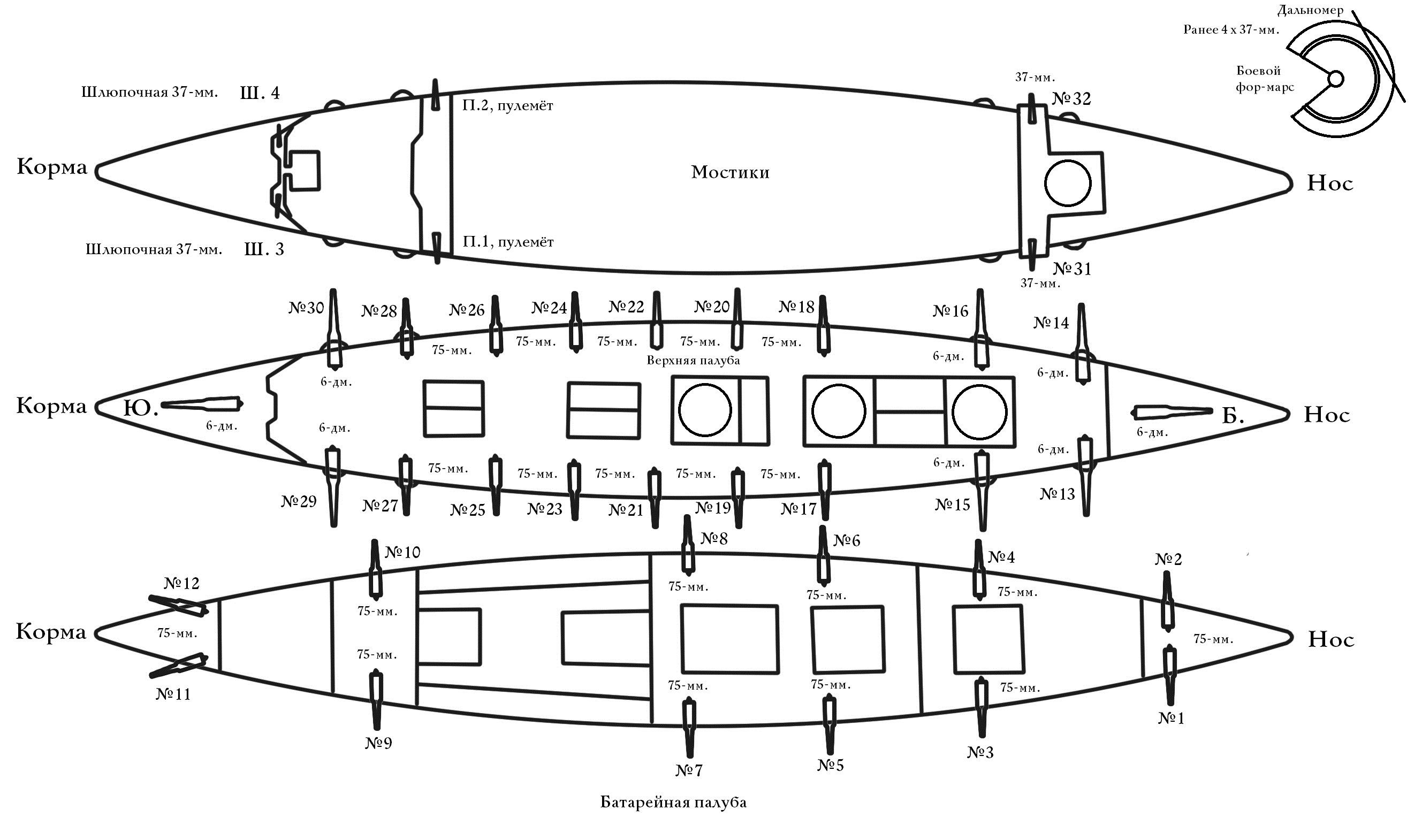
Схема размещения артиллерийского вооружения кр. «Аврора» по состоянию на 14 мая 1905 года, день Цусимского сражения. По материалам дела РГА ВМФ Ф. 726, Оп. 1, Д. 226

В следующий раз корабль вышел на мерную милю 25 октября, и на этот раз первые пробы прошли достаточно удачно. Проверка артиллерийской части показала хорошие результаты, лишь разбились 16 иллюминаторных стёкол в рамах ходовой и штурманской рубок, камбуза и других помещений. Затем 29 октября крейсер начал проходить официальные испытания котлов и машин, показав на двух пробегах скорость 19,28 узла при мощности 13 007 л. с. Однако «Аврора» вновь не выдержала оговорённого контрактом шестичасового режима полного хода: по прошествии 4 часов 50 минут испытания пришлось прервать из-за нагрева эксцентрика цилиндра среднего давления левой машины. Через два дня «Аврору», не принятую в казну, вывели из кампании, а экипаж перевели в береговые казармы. Правление Франко-русских заводов вскоре добилось продления испытаний, и крейсер на неделю вновь ввели в строй. 9 ноября состоялась очередная проба машин, в ходе которой механизмы выдержали шестичасовые испытания, но командир крейсера (бывший председателем комиссии вместо заболевшего К. П. Никонова) и старший механик отказались принять машины в казну из-за отхода от реальных условий эксплуатации корабля. Так, на всём протяжении выхода трущиеся детали машин непрерывно поливались высококачественным маслом и водой, использовался отборный уголь, а машинная прислуга по численности вдвое превосходила предписанную по штату. Окончание кампании дало Морскому техническому комитету время на рассмотрение дела, и 26 марта 1903 года было постановлено машины и котлы не принимать, а испытания перенести на лето.

### Кампания 1903 года

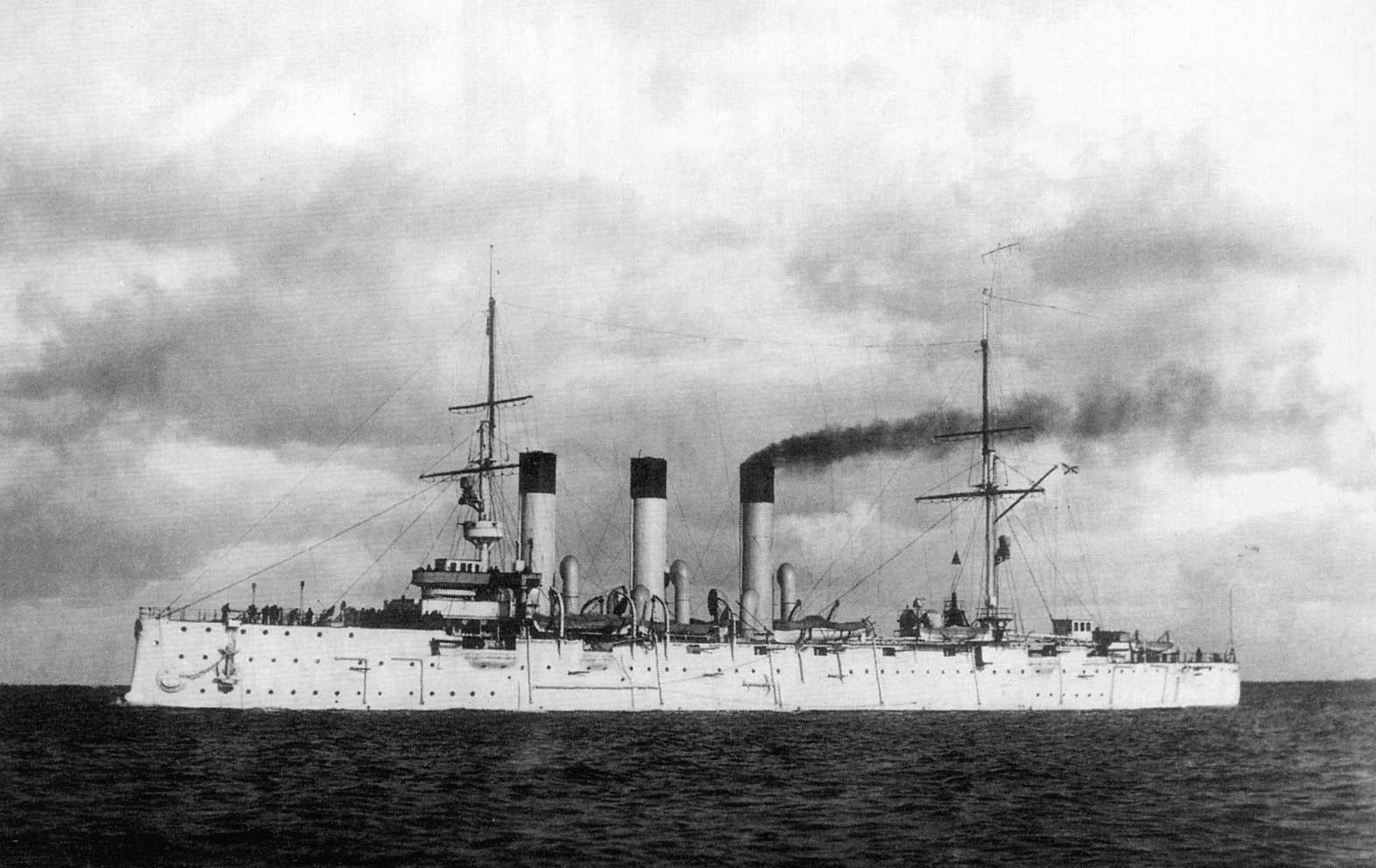
На испытаниях 14 июня 1903 года

6 июня 1903 года «Аврора» вышла в море для устранения девиации, а на 14 июня были назначены приёмные испытания крейсера. Остро вставший вопрос о пополнении Тихоокеанской эскадры вынуждал Морское министерство сжимать сроки испытаний. Управляющий министерством приказывал к концу июля полностью подготовить крейсер для перехода на Дальний Восток.
14 июня состоялись итоговые испытания крейсера в присутствии комиссии под председательством контр-адмирала К. П. Никонова. В 12:35 «Аврора» снялась с якоря, к двум часам ход был постепенно доведён до полного. Успешно выдержав шестичасовой пробег (машины работали удовлетворительно), корабль в 9:20 вечера пришёл на Большой Кронштадтский рейд. Всего в течение нескольких дней крейсер совершил четыре пробега, во время которых общая мощность трёх паровых машин составила 11 971,5 инд. л. с., а средняя скорость — 18,97 узла (максимальная — 19,2 узла). Таким образом, как и однотипные корабли, «Аврора» не сумела достичь контрактной скорости. Контрольное вскрытие механизмов показало, что все неисправности легко устранимы, поэтому комиссия «положила принять их [главные машины, вспомогательные механизмы и паровые котлы] в казну». Дата 16 июня 1903 года стала датой вхождения «Авроры» в состав Российского императорского флота. На испытаниях были выявлены некоторые особенности нового крейсера: в частности, стала очевидна сложность управления кораблём при плавании в узостях из-за расположения гребных валов бортовых машин.
К началу июля на «Авроре» был начат монтаж давно ожидаемой из Англии рефрижераторной установки. 10 июля крейсер совершил контрольный выход, опробовав торпедные аппараты. Благодаря активному участию в руководстве работами главного командира Кронштадтского порта вице-адмирала С. О. Макарова, при энергичной поддержке и. д. начальника Главного морского штаба контр-адмирала З. П. Рожественского, удалось избежать промедлений в дальнейшей подготовке крейсера; все работы, кроме введения в действие рефрижераторной машины, завершились к началу сентября.
10 сентября была получена директива Главного морского штаба, согласно которой следовало «перед отправкой в Тихий океан судов новой постройки испытывать их механизмы на продолжительном пробеге средним ходом в присутствии комиссии под председательством Командующего Отдельным отрядом судов, назначенных для испытаний, с представителем Технического Комитета и при участии заводских техников» . В качестве испытания для «Авроры» был выбран непрерывный пробег от Кронштадта до северной оконечности острова Борнхольма и обратно со скоростью 14 узлов. С 13 по 18 сентября «Аврора» находилась в этом плавании, пройдя 1158 миль со средней скоростью 273,8 мили в сутки. Все механизмы нового корабля работали исправно.
Водоизмещение: 6731 т
Длина с тараном: 126,8 м
Наибольшая ширина: 16,8 м
Средняя осадка: 6,4 м
Общая мощность машин на испытаниях: 11 971 л. с.
Наибольшая скорость: 19,2 уз
Дальность хода (10-узловой экономический ход): 4000 миль
Экипаж: 570 чел

## История службы

### В составе отряда контр-адмирала Вирениуса

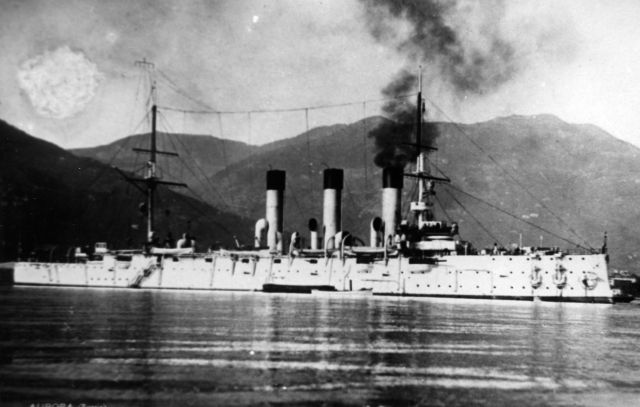
На Средиземном море

Для пополнения русских военно-морских сил на Дальнем Востоке в середине 1903 года был создан отряд под командованием контр-адмирала А. А. Вирениуса в составе броненосца «Ослябя», крейсера 1-го ранга «Дмитрий Донской», крейсера 2-го ранга «Алмаз», семи миноносцев водоизмещением по 350 т («Бодрый», «Быстрый», «Бравый», «Бедовый», «Буйный», «Безупречный» и «Блестящий»), четырёх миноносцев водоизмещением до 200 т и трёх пароходов Добровольного флота («Орёл», «Саратов», «Смоленск»), сосредотачивавшийся на Средиземном море для скорейшего следования в Порт-Артур. В его состав вошла и окончившая испытания «Аврора», которой предстояло срочно соединиться с отрядом.
25 сентября 1903 года, получив от Главного морского штаба подробные инструкции, касавшиеся предстоящего плавания, И. В. Сухотин в 12:20 отдал приказ сняться с якоря. Незадолго до выхода смотр офицерам и команде крейсера (на борту корабля теперь было 570 человек: 20 офицеров, 6 кондукторов и 543 матроса и унтер-офицера) произвёл управляющий Морским министерством вице-адмирал Ф. К. Авелан. Покинув Большой Кронштадтский рейд, «Аврора» направилась в Портленд. Помимо штатных грузов, на корабле находились материалы для ремонта броненосца «Ослябя».
В Балтийском море крейсер попал в сильный шторм, от которого удалось кратковременно укрыться лишь в зоне Датских проливов. Крупное волнение вскрыло множество недоделок по корпусу: так, сорвало и унесло левую крышку канатного клюза, орудийные порты и иллюминаторы текли, при качке вода появилась в жилой палубе и т. д. Всё это нашло отражение в написанном впоследствии рапорте командира крейсера управляющему Морским министерством. Погода улучшилась только по входе крейсера в Ла-Манш; 1 октября в 23:50, на 2 часа 30 минут позже предусмотренного графиком срока, «Аврора» пришла в Портленд. Проведя там шесть суток и силами команды выполнив мелкий ремонт, необходимый для продолжения плавания, 8 октября «Аврора» вышла в Алжир. Сильный ветер с крупной волной в Бискайском заливе сменились относительно спокойной и тихой погодой в Средиземном море. 12 октября, однако, начались неисправности в машине: загорелся подшипник, из-за чего ход пришлось уменьшить до малого. 14 октября крейсер побывал в Алжире, пополнив запасы и приготовившись к дальнейшему плаванию. Во время пути в Специю машина вновь была неисправна: с каждым переходом усиливался стук в подшипниках и золотниковых приводах. В конце октября «Аврора» присоединилась к отряду в Специи, где на неё сразу прибыл контр-адмирал Вирениус. Осмотрев корабль и выслушав доклад о степени его готовности к дальнейшему плаванию, он дал две недели на устранение неисправностей. За эти четырнадцать дней силами команды с привлечением мастеровых с берега были проведены обширные работы по приведению в порядок машинной установки.
Следующим пунктом назначения «Авроры» стала Бизерта, где сосредотачивался весь отряд. Поход до Бизерты, начатый 9 ноября, «Аврора» проделала под флагом командующего соединением контр-адмирала Вирениуса, который по прибытии в порт перешёл на «Дмитрий Донской». В Бизерте были продолжены работы по исправлению машинной установки крейсера.
21 декабря «Аврора» вышла в Пирей; во время перехода вновь обнаружились серьёзные неполадки в машинах. Доклад о происшествиях с механизмами крейсера, отправленный в Петербург, вызвал негодование контр-адмирала З. П. Рожественского. Лишь вмешательство главного инспектора механической части генерал-лейтенанта Н. Г. Нозикова предотвратило наказание старшего судового механика Н. А. Петрова. С 24 по 28 декабря на крейсере устраняли повреждения машин, а затем корабль в составе отряда направился в Порт-Саид, куда прибыл 31 декабря. В Порт-Саиде произошла встреча русских кораблей с купленным Японией броненосным крейсером «Ниссин»; 1 января 1904 года в порт прибыл броненосец «Ослябя».
8 января «Аврора» прибыла в Суэц, но из-за задержки сразу нескольких кораблей отряд был вынужден перейти в Джибути и ожидать там отстающих. В тот же день при снятии с якоря в Суэце на «Авроре» испортился рулевой привод, из-за чего пришлось отложить выход на следующий день. В Джибути 31 января было получено известие о начале войны с Японией, а 2 февраля — Высочайшее повеление о возвращении в Россию. Так как в портах запрещалось находиться большому количеству судов одновременно, отряд был разделён на две группы. «Аврора» должна была следовать совместно с несколькими миноносцами.
В ночь на 16 февраля «Аврора» с четырьмя миноносцами была послана в Суэц для разведки, причём крейсер по беспроволочному телеграфу донёс о нахождении в районе канала американского крейсера с пятью миноносцами, предположительно — японскими. В 5 часов дня отряд благополучно разминулся с этими кораблями. До Суды «Аврора» шла в одиночку, оставив отряд позади. 6 марта, дождавшись миноносцев, «Аврора» с «Буйным», «Бравым» и «Бодрым» направилась в Ферроль. 13 марта, проходя мимо Алжира, крейсер по беспроволочному телеграфу переговаривался со стоявшим там на «Ослябе» командующим отрядом; «Буйный», отправленный с поручением к адмиралу, получил повреждение в порту и был оставлен. Так как «Бодрый» отстал ещё раньше, теперь «Аврора» осталась лишь с «Бравым». 16 марта близ Кадиса с крейсером соединился миноносец «Блестящий». 20 марта русские корабли пришли в Ферроль.
Выйдя в Шербур, крейсер и два миноносца 24 марта, вопреки инструкции, совершенно случайно соединились там с основной частью отряда. 28 марта «Ослябя», «Аврора» и миноносцы направились в дальнейший путь, принимая все меры предосторожности на случай японских атак. 3 апреля отряд пришёл в Бельт, а 5 апреля в 8:30 корабли бросили якорь в порту Императора Александра III, окончив длительное плавание.

### В составе Второй Тихоокеанской эскадры

#### Подготовка к походу
Почти сразу по возвращении на Балтийское море «Аврора» была включена в состав формировавшейся Второй Тихоокеанской эскадры, причём она стала одним из немногих кораблей этого соединения, испытанных в длительном плавании. 8 апреля крейсер поставили в сухой док для осмотра корпуса и мелкого ремонта, а через два месяца, с началом навигации, «Аврора» перешла в Кронштадт. За это время на крейсер установили кожух правого гребного вала, утерянный в плавании.
В Кронштадте мастеровые Обуховского сталелитейного завода отремонтировали и усовершенствовали артиллерию крейсера: по опыту боевых действий, на корабле смонтировали броневые щиты толщиной в один дюйм для защиты артустановок главного калибра. Без щитов осталась только вторая носовая пара орудий. Все 152- и 75-миллиметровые орудия крейсера получили оптические прицелы; на носовом мостике появились два пулемёта системы «Максим». Некоторым изменениям подверглись средства связи: была установлена радиостанция немецкой фирмы «Telefunken», а для дальней сигнализации на крейсер доставили второй комплект фонарей Табулевича для установки на специальном гафеле грот-мачты и два комплекта фонарей для цифровой сигнализации (один — на правом ноке фок-мачты, второй — на левом ноке грот-мачты). Была улучшена вентиляция, недостаточность которой проявилась во время похода. После докования крейсер был перекрашен в боевые цвета Второй Тихоокеанской эскадры — чёрные борта и светло-жёлтые трубы.
11 июля командиром крейсера стал капитан 1-го ранга Е. Р. Егорьев, сменивший на этом посту И. В. Сухотина. Новым старшим судовым механиком стал Н. К. Гербих. Эти перестановки, по мнению исследователей, были вызваны личными предпочтениями З. П. Рожественского.
12 августа «Аврора» в составе эскадры перешла в Ревель и приступила к боевой подготовке, однако уже через неделю крейсер возвратился в Кронштадт для установки перепускных клинкетов на носовой водонепроницаемой переборке отделений бортовых машин. Работы затянулись до 29 августа, когда «Аврора» вернулась в Кронштадт и приняла самое активное участие в учениях. Всего с 12 по 19 сентября корабль провёл 10 учебных стрельб (не считая стволиковых), израсходовав сто восемь 152-, четыреста пятьдесят три 75- и семьсот тринадцать 37-миллиметровых снарядов.
26 и 27 сентября происходил Высочайший смотр эскадры, во время которого Николай II побывал на многих кораблях, произнося напутственные слова и благодаря экипажи за службу. 28 сентября эскадра направилась в Либаву; «Аврора» находилась в правой кильватерной колонне вместе с крейсерами «Алмаз» и «Светлана». После полудня корабли вошли в аванпорт Либавы и приступили к окончательной подготовке к предстоящему плаванию. Накануне выхода из Ревеля на «Аврору» установили механические семафоры фирмы Шихау.
| Должность                           | ФИО                                            |
| ----------------------------------- | ---------------------------------------------- |
| Командир                            | Капитан 1-го ранга Е. Р. Егорьев               |
| Старший офицер                      | Капитан 2-го ранга А. К. Небольсин             |
| Старший штурманский офицер          | Лейтенант К. В. Прохоров                       |
| Старший артиллерийский офицер       | Лейтенант А. Н. Лосев                          |
| Старший минный офицер               | Лейтенант Г. К. Старк                          |
| Ревизор                             | Лейтенант А. А. Захаров                        |
| Вахтенный начальник                 | Мичман Г. Л. Дори                              |
| Вахтенный начальник                 | Мичман М. В. Щаховский                         |
| Вахтенный начальник                 | Мичман А. В. Терентьев                         |
| Младший штурманский офицер          | Мичман Б. Н. Эймонт                            |
| Младший артиллерийский офицер       | Лейтенант князь А. В. Путятин                  |
| Младший минный офицер               | Мичман Б. П. Ильин                             |
| Водолазный офицер                   | Мичман В. В. Яковлев                           |
| Вахтенный офицер                    | Прапорщик Э. Г. Берг                           |
| Вахтенный офицер                    | Прапорщик М. Я. Сорокин                        |
| Старший судовой механик             | Старший инженер-механик Н. К. Гербих           |
| Помощник старшего судового механика | Младший инженер-механик Н. И. Капустинский     |
| Младший судовой механик             | Младший инженер-механик Ч. Ф. Малышевич        |
| Младший судовой механик             | Прапорщик М. К. Городниченко                   |
| Старший судовой врач                | Надворный советник М. М. Белов                 |
| Младший судовой врач                | Лекарь А. М. Бравин                            |
| Священнослужитель                   | Иеромонах Анастасий (Рукин)                    |
| Команда                             | 11 кондукторов и 538 унтер-офицеров и матросов |

#### Поход

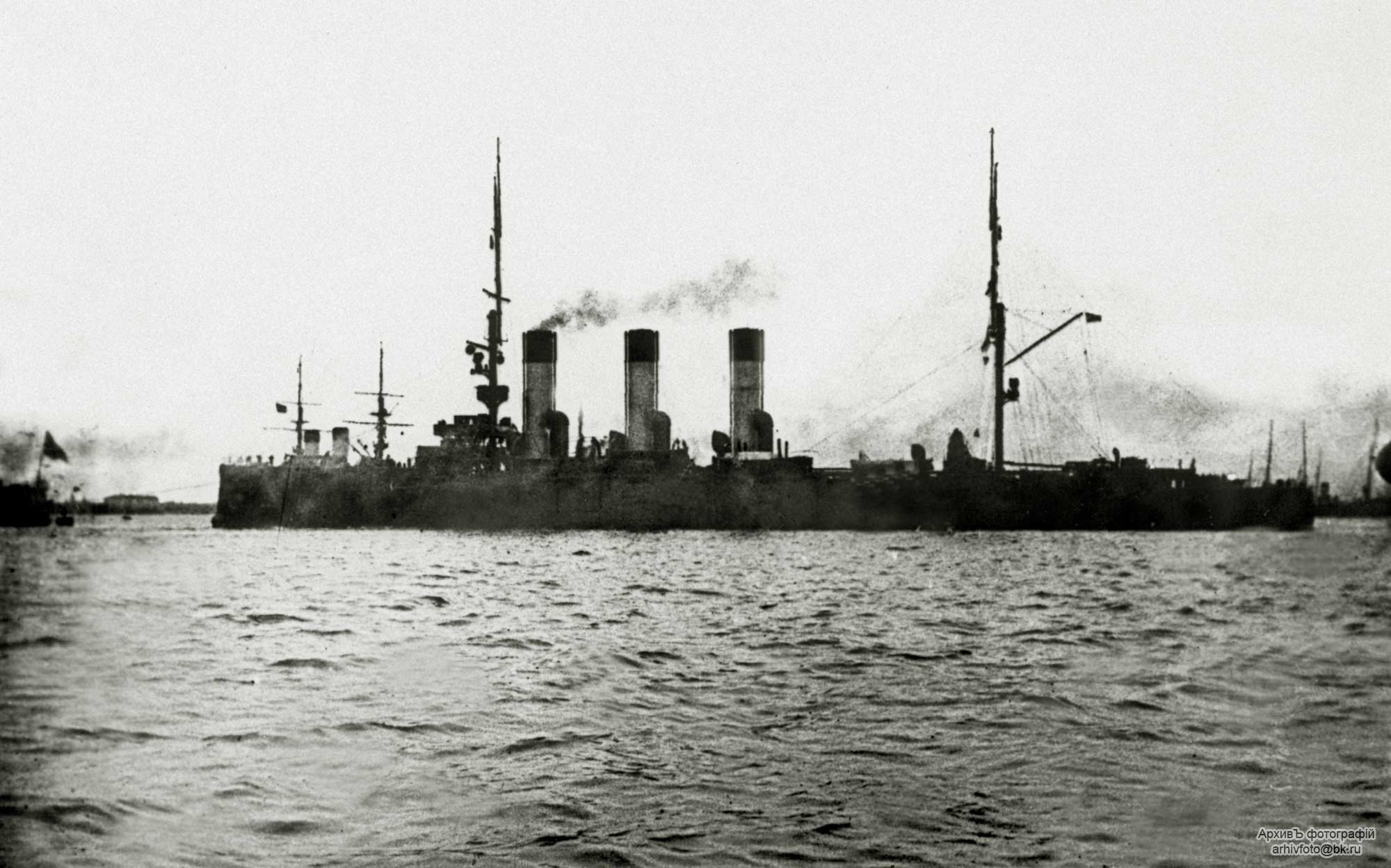
В составе Второй Тихоокеанской эскадры

2 октября Вторая Тихоокеанская эскадра четырьмя отдельными эшелонами вышла из Либавы для следования на Дальний Восток. «Аврора» возглавила третий эшелон кораблей в составе миноносцев «Безупречный» и «Бодрый», ледокола «Ермак», транспортов «Анадырь», «Камчатка» и «Малайя». 3 октября после полудня эскадра прошла остров Борнхольм, а на следующий день на якоре выдержала небольшой шторм у маяка Факкебиерг. 7 октября русские корабли Большим Бельтом прошли к Скагену. Там они были разделены на небольшие отряды; «Аврора» попала в 4-й отряд под командованием контр-адмирала О. А. Энквиста и должна была вместе с крейсером «Дмитрий Донской» и транспортом «Камчатка» следовать в Танжер. Части эскадры находились на небольшом расстоянии друг от друга, однако «Камчатка» отстала на 17 миль от своего отряда.
Со времени выхода из Либавы на эскадре установилась напряжённая обстановка, связанная с ожиданием японского нападения. На случай минных атак орудия постоянно находились в заряженном состоянии, а орудийная прислуга спала возле них.
В ночь с 8 на 9 октября с транспорта «Камчатка» стали поступать тревожные сообщения о том, что её атакуют миноносцы. С 2:50 до 23 часов «Камчатка», кратковременно открывая огонь, маневрировала и вскоре потеряла замеченные ранее корабли. При подходе к Доггер-банке впереди был обнаружен силуэт трёхтрубного судна, который двигался без отличительных огней и шёл курсом, пересекавшим курс русской эскадры, что являлось грубым нарушением международных правил плавания судов в море. К этому времени русская эскадра оказалась в самой гуще рыболовецкой флотилии. В 00:55 «Князь Суворов», осветив находившиеся вокруг него суда, принял их за миноносцы. По ним был немедленно открыт огонь всего отряда броненосцев, причём стрельба велась на оба борта. Находившиеся на левом траверзе броненосных кораблей «Аврора» и «Дмитрий Донской» также открыли боевое освещение и начали стрелять. Их появление стало неожиданностью для комендоров отряда броненосцев, которые перенесли огонь на крейсера, приняв «Аврору» за корабль противника. В течение нескольких минут в крейсер попало пять снарядов: три 75- и два 47-миллиметровых. Незначительные повреждения получил корпус, в двух местах был пробит машинный кожух, образовалась пробоина в дымовой трубе. Одним из снарядов был тяжело ранен судовой священник крейсера отец Анастасий (ему оторвало руку) и легко ранен комендор Шатило. Отец Анастасий позже скончался в госпитале Танжера. В 1:05 беспорядочную стрельбу на эскадре удалось прекратить. В 3 часа ночи отряды вошли в Ла-Манш. Инцидент со стрельбой по рыболовным судам, получивший название Гулльского, послужил причиной осложнений с Великобританией и рассматривался впоследствии в специально созданной Международной следственной комиссии.

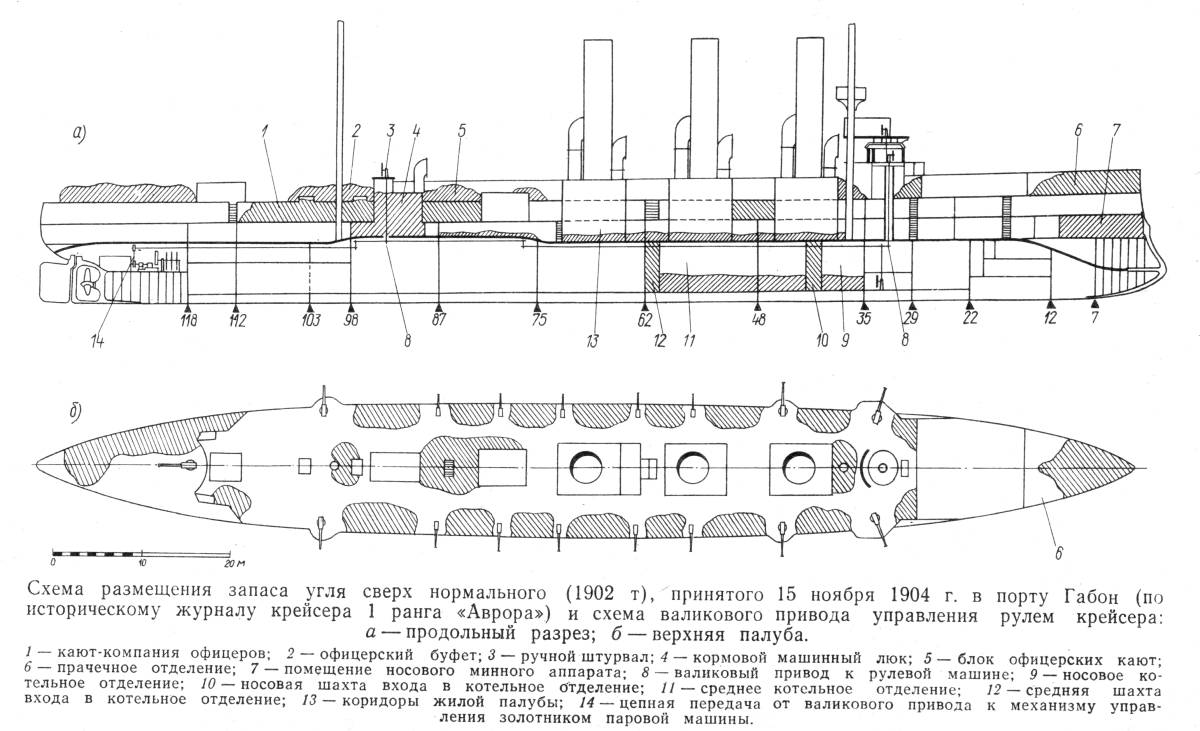
Схема размещения запаса угля сверх нормального (1902 тонны), принятого 15 ноября в порту Габон

16 октября «Аврора» и «Дмитрий Донской» с транспортом «Камчатка» прибыли в Танжер. После продолжительной стоянки в порту и погрузки угля эскадра 23 октября снялась с якоря, следуя в походном порядке в Дакар. Там состоялась очередная погрузка угля, во время которой стоявший у «Авроры» пароход помял себе борт. 3 ноября русские корабли отправились к устью реки Габун, где на «Аврору» в условиях нестерпимой жары погрузили 1300 тонн угля с темпом 71 тонна в час, что было лучшим результатом на всей эскадре. Сплочённый и образцовый по выучке экипаж крейсера не раз ставился в пример командующим эскадрой: так, когда перед переходом вокруг мыса Доброй Надежды корабль впервые принял двойной запас топлива, З. П. Рожественский лично осмотрел крейсер и в приказе порекомендовал офицерам ознакомиться со столь рациональным размещением угля. Следующим пунктом назначения стала бухта Грейт-Фиш, куда суда прибыли 23 ноября. С 28 ноября по 16 декабря, заходя ненадолго в небольшие бухты для погрузок угля, эскадра следовала на Мадагаскар. За это время корабли дважды попали в шторм, причём 8 декабря ветер и зыбь были настолько сильны, что, по оценке З. П. Рожественского, боковые колебания «Авроры» достигали 30°.
Капитан 1 ранга Е. Р. Егорьев сделал многое для улучшения морального климата на корабле. За время похода на корабле не было ни одного случая грубого нарушения дисциплины. Переведённый на «Аврору» старшим судовым врачом вместо списанного по болезни М. М. Белова надворный советник В. С. Кравченко писал в дневнике:

Первое впечатление от «Авроры» самое благоприятное. Команда весёлая, бодрая, смотрит прямо в глаза, а не исподлобья, по палубе не ходит, а прямо летает, исполняя приказания. Всё это отрадно видеть.

На первых же порах меня поразило обилие угля. Много его на верхней палубе, а в батарейной палубе ещё больше; три четверти кают-компании завалены им. Духота поэтому нестерпимая, но офицерство и не думает унывать и не только не жалуется на неудобства, а напротив, с гордостью сообщает мне, что до сих пор их крейсер по погрузке был первым, брал первые премии и вообще на очень хорошем счету у адмирала.
Образцовой была и организация досуга на крейсере. 27 февраля, на Масленицу, на «Авроре» была создана программа развлечений для нижних чинов: помимо шлюпочных гонок, знания семафорной азбуки, прицеливания, бега через марс и др., на крейсере состоялся спектакль с участием как матросов, так и офицеров. В день перехода экватора 19 ноября состоялся традиционный праздник с участием всего экипажа, не занятого на вахтах. Театральная группа с «Авроры» нередко посещала с выступлениями корабли эскадры.
Во время стоянки на Мадагаскаре на Второй Тихоокеанской эскадре ожидали присоединения к главным силам дополнительных отрядов, шедших через Суэцкий канал. Здесь же до эскадры дошли известия о падении Порт-Артура и гибели Первой Тихоокеанской эскадры.
21 декабря «Аврора» с «Адмиралом Нахимовым» под флагом контр-адмирала О. А. Энквиста и «Дмитрием Донским» перешли в Диего-Суарес для сопровождения угольщиков. Затем крейсера направились в Нуси-Бе для соединения с отрядом адмирала Д. Г. Фелькерзама; к 30 декабря там сосредоточилась вся эскадра. Для охраны транспортов приказом командующего был сформирован крейсерский отряд в составе «Алмаза», «Авроры» и «Дмитрия Донского». Чуть позже он пополнился крейсером «Олег».
С 28 декабря 1904 по 5 января 1905 года с перерывами производилась погрузка угля, во время которой «Аврора» установила новый «рекорд» скорости — 84,8 тонны в час. В дальнейшем, в силу ряда обстоятельств, эскадра была вынуждена задержаться в Нуси-бе. За это время в кают-компании крейсера произошли некоторые перемены: кроме смены старшего судового врача, списанный по болезни ревизор был заменён мичманом М. Л. Бертенсоном, а новым священнослужителем стал отец Георгий.
13 января состоялись первые учебные стрельбы эскадры по щитам на дистанции до 36 кабельтовых. Несмотря на ясную и тихую погоду, результаты стрельб были неудовлетворительны: «Аврора», однако, была отмечена в приказе за «серьёзное отношение к управлению стрельбой».
3 марта в 3 часа дня эскадра вышла в море и выстроилась в походный порядок, предусмотренный распоряжениями командующего, данными накануне выхода. «Аврора» вместе с вспомогательным крейсером «Днепр» шла в кильватер «Жемчугу» на правом траверзе первого броненосного отряда. Задачей крейсеров по-прежнему являлась охрана транспортов. Переход через Индийский океан стал одним из труднейших участков маршрута: уголь постоянно приходилось принимать прямо в океане, нередко при помощи катеров и шлюпок.
26 марта эскадра миновала Малаккский пролив, и на кораблях начали подготовку к бою. Командир крейсера писал в дневнике:

Лазарет и операционная устроены были так скверно, что ими в тропиках совершенно нельзя было пользоваться. Пришлось приспособлять новые помещения, устраивать возможную защиту их от артиллерийского огня. Вся провизия была сосредоточена почти в одном месте, а потому в случае затопления этой части судна 600 человек остались бы без еды. Многое в этом роде пришлось исправить. На верхней палубе пришлось устроить из запасных булливиновских противоминных сетей защиту от попаданий деревянных осколков мачт и траверзы из таких же сетей с матросскими койками для защиты прислуги орудий. Выломаны и убраны внутренние деревянные щиты бортов, могущие дать массу осколков.
31 марта эскадра прибыла в бухту Камрань и задержалась у побережья Индокитайского полуострова до соединения с отрядом контр-адмирала Н. И. Небогатова. В случае появления на виду бухты значительных сил неприятеля предполагалось дать им бой, причём «Олег» и «Аврора» должны были действовать, согласно замыслу З. П. Рожественского, по возможности наступательно. 6 апреля «Аврора» участвовала в манёврах совместно с отрядом броненосцев; 9 апреля эскадра покинула Камрань и перешла в соседнюю бухту Фан-Фонг, а в 3 часа дня 26 апреля соединилась с отрядом Небогатова в 20 милях от входа в эту бухту.
1 мая 1905 года Вторая Тихоокеанская эскадра после некоторой реорганизации и кратких приготовлений оставила берега Аннама и направилась во Владивосток. «Аврора» заняла своё место с правой наружной стороны колонны транспортов в кильватер крейсеру «Олег». 10 мая при полном штиле состоялась последняя угольная погрузка, уголь принимался с расчётом иметь ко входу в Корейский пролив запас, которого должно было хватить до Владивостока. Вскоре после отделения транспортов крейсера «Олег», «Аврора», «Дмитрий Донской» и «Владимир Мономах» вместе с третьим броненосным отрядом составили левую кильватерную колонну. Вечером 13 мая был получен приказ «с рассветом иметь пары во всех котлах и быть готовым к бою». В ночь на 14 мая эскадра вошла в пролив.

#### Цусимское сражение

##### 6:30 — 13:20. Перед боем
В 6:30 14 мая на горизонте по правому борту был замечен японский разведчик «Идзуми». Эскадра к этому моменту шла 9-узловым ходом и находилась в двух кильватерных колоннах: первую составляли 1-й и 2-й броненосные отряды, во второй шли «Император Николай I», «Генерал-адмирал Апраксин», «Адмирал Сенявин», «Адмирал Ушаков», «Олег», «Аврора», «Дмитрий Донской» и «Владимир Мономах». В 8 часов на кораблях русской эскадры по случаю высокоторжественного дня «Священного Коронования Их Величеств» подняли стеньговые флаги. После 9 часов во мгле стали вырисовываться идущие параллельным курсом японские корабли 5-го и 6-го боевых отрядов; в это же время З. П. Рожественский счёл нужным начать перестроение броненосных отрядов в одну кильватерную колонну. Изменение строя растянулось более чем на час; японские крейсера, обогнав эскадру, скрылись в тумане. В 10:20 вблизи русских кораблей был обнаружен пароход, который «Жемчуг» отогнал. В 11 часов команде дали обедать повахтенно.
В 11:10 был замечен отряд вице-адмирала Дева, догонявший эскадру и шедший сходящимся с ней курсом. Через пять минут с броненосца «Орёл» был произведён нечаянный выстрел по крейсеру «Касаги»; стрельба была тут же подхвачена остальными броненосцами. Японские корабли немедленно начали отходить, вступив в перестрелку. В 11:14 свои первые выстрелы сделала и «Аврора», прекратив огонь сразу после приказа командующего эскадрой «не бросать снарядов». По пробитии отбоя команда продолжила обедать. В полдень, следуя сигналу с «Князя Суворова», броненосцы выстроились в одну кильватерную колонну и стали последовательно ложиться на курс NO 23°.
В 12:20 эскадра начала перестроение, прерванное кратковременным приближением неприятельских разведчиков. К 12:30 русские корабли вновь оказались в двух колоннах, шедших 9-узловым ходом. В 13:20 справа по курсу в семи милях показались главные силы Соединённого флота.

##### 13:20 — 19:00. Бой

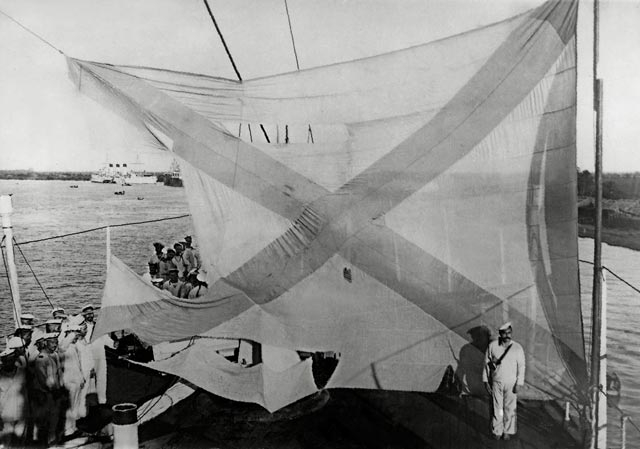
Кормовой флаг крейсера после Цусимского сражения

После появления неприятельской эскадры крейсерский отряд контр-адмирала Энквиста по сигналу командующего склонил курс вправо и прибавил ход, выйдя таким образом из линии броненосцев и зоны перелётов. В соответствии с пожеланиями начальника отряда, высказанными перед боем, отряд крейсеров получил возможность действовать в бою самостоятельно, выполняя главную задачу — охрану транспортов.
С началом боя главных сил, крейсер «Идзуми» стал сближаться с русской эскадрой, открыв огонь по «Владимиру Мономаху». «Олег» и «Аврора» оказали поддержку «Владимиру Мономаху», сделав несколько выстрелов по японскому крейсеру. Далее перешли на правый борт транспортов, прикрывая их с восточного направления. «Идзуми», получив одно попадание, вскоре отошёл.
В начале третьего часа дня на юге показались обошедшие русскую эскадру с запада 3-й (вице-адмирал Дева: «Касаги», «Читосэ», «Отова», «Нийтака») и 4-й (вице-адмирал Уриу: «Нанива», «Такачихо», «Акаси», «Цусима») японские отряды, с целью напасть на транспорты. В 14:30 японские крейсера пошли на сближение, открыв огонь. «Олег» и «Аврора» повернули вправо, прикрыв собой транспорты, и развили ход 17—18 узлов, стремясь отвлечь на себя огонь противника. Ведя бой левым бортом, русские крейсера разошлись с неприятельскими отрядами контр-курсом на дистанции 28 кабельтовых, пройдя таким образом между японскими кораблями и своими транспортами. Так как русский крейсерский отряд уступал противнику по огневой мощи, контр-адмиралу Энквисту приходилось осуществлять сложное маневрирование, чтобы как можно чаще менять расстояние до противника и не давать ему пристреляться. Бой продолжился на параллельных курсах: японские корабли, выполнив последовательный поворот, вели огонь правым бортом.
Во время боя с японскими отрядами «Аврора» получила первые повреждения: осколки нескольких снарядов, взорвавшихся при ударе о воду, в нескольких местах пробили обшивку у ватерлинии; снаряд небольшого калибра, попавший в помещение нижней лебёдки, сделал пробоину площадью 0,28 м², что привело к затоплению верхней и нижней ям и крену в 4° на правый борт. Залетевший через орудийный порт осколок вывел из строя 75-миллиметровое орудие. 120-миллиметровый снаряд ударил в верхушку фок-мачты, однако разлетевшиеся осколки никого не задели. Шестидюймовый снаряд, попавший в район боевой рубки, окутал всё удушливым дымом; его осколки перебили почти весь расчёт носовой 152-миллиметровой пушки.
С 14:50 для русских крейсеров, попавших под перекрёстный огонь, начался самый тяжёлый период боя. Огонь японских кораблей, дистанция до которых сократилась до 24 кабельтовых, стал более точным. «Аврора» получила сразу несколько попаданий: сначала 75-миллиметровым снарядом был выведен из строя элеватор подачи и паровой катер; следующий снаряд того же калибра не разорвался и был выброшен в море комендором А. Н. Кривоносовым. 8-дюймовый снаряд, попавший в стык борта у верхней палубы, уничтожил почти 2 м² обшивки и вывел из строя два 75-миллиметровых орудия. От этого попадания загорелись приготовленные к стрельбе патроны; взрыва погреба удалось избежать благодаря самоотверженным действиям стоящих на подаче матросов Тимерева и Репникова. Около 15 часов крейсер был поражён сразу двумя 6-дюймовыми снарядами, попавшими в правый борт в районе носового мостика. Осколками этих снарядов были выведены из строя расчёты двух 152-миллиметровых орудий, а взрывы произвели пожар на рострах. При тушении пожара был ранен старший офицер корабля капитан 2-го ранга А. К. Небольсин. Он получил две раны в голову — одну сквозную, другую — проникающую до кости, раны в предплечье и правое колено, а также два ожога 3-й степени.
В 15:12 75-миллиметровый снаряд попал в трап переднего мостика. Его осколки и обломки трапа попали через смотровую щель в рубку и, отразившись от её купола, разлетелись в разные стороны, ранив всех находившихся в рубке. На мгновенье потерявший управление крейсер был возвращён на курс рулевым Цапковым. Капитан 1-го ранга Егорьев получил смертельное ранение в голову и вскоре скончался. В командование кораблём вступил сначала старший штурман К. В. Прохоров, затем его сменил старший офицер А. К. Небольсин.
В 15:35 с «Олега» был замечен пылающий «Суворов»; адмирал Энквист, оставив «Донского» и «Мономаха» при транспортах, пошёл к нему на помощь, но вскоре изменил своё намерение и вернулся. К этому времени с юга появился 6-й японский боевой отряд адмирала Того-младшего, состоявший из четырёх крейсеров. Около 16 часов соединившиеся по сигналу Энквиста «следовать за мной» русские крейсера («Дмитрий Донской», «Владимир Мономах», «Светлана», «Алмаз», «Жемчуг» и «Изумруд») вновь подверглись перекрёстному огню противника: с одной стороны по ним стреляли приблизившиеся «Ниссин» и «Касуга», с другой — отряды Дева, Уриу и Того-младшего. В это время с «Авроры» была замечена торпеда, попадания которой крейсер едва избежал.
За этот период боя «Аврора» получила ещё несколько попаданий, главным образом, в носовую часть. Осколки 203-миллиметрового снаряда перебили якорь-цепь, свернули клюз и сделали две пробоины, через которые вода затопила отделение носового торпедного аппарата.
Для выравнивания крена, возникшего из-за множественных попаданий в подводную часть, были затоплены угольные ямы левого борта. Ещё один 203-миллиметровый снаряд, разорвавшийся под полубаком, пронизал крейсер насквозь, пробив 10 лёгких переборок и сделав в правом борту большую пробоину.
В течение боя на «Авроре» осколками шесть раз был сбит флаг, но его неизменно поднимали на место. К вечеру он был изрешечён, но продолжал развеваться над крейсером.

Наш широкий новенький кормовой флаг, весь превращённый в жалкие лохмотья, сбиваемый в течение боя шесть раз, теперь снова лежал на палубе, и подоспевший лейтенант Старк тотчас же скомандовал своим резким металлическим голосом, спокойно, как всегда: «На флаг! Флаг поднять!» Но теперь это не так легко было сделать: все концы были оборваны, и флаг на гафеле пришлось поднять по-иному (на эринс-талях). Туда под огнём полез боцман Козлов.
В 16 часов, ведя с японскими кораблями бой на параллельных курсах, русские крейсера вместе со всей эскадрой стали постепенно склоняться сначала на север, затем — на восток. К этому времени положение отряда Энквиста стало безвыходным, так как силы противника увеличились за счёт подошедшего отряда адмирала Катаока. Около 16:30 колонна русских броненосцев оказалась между японскими и русскими крейсерами, что дало последним некоторую передышку. В 17:30 бой возобновился с новой силой, и «Аврора» получила ряд попаданий в кормовую часть. Осколками одного из снарядов были убиты двое и ранены 14 человек прислуги орудий кормового плутонга. Раненый князь А. В. Путятин, находившийся при кормовых орудиях, несмотря на сильнейшую потерю крови, оставался в строю до окончания боя. Когда тяжелораненого мичмана Яковлева проносили мимо орудий, которыми он командовал, молодой офицер повторял: «Братцы, цельтесь хорошенько».
Около 19 часов артиллерийский бой из-за наступающей темноты окончился. На «Авроре» к этому моменту были следующие потери: один офицер и девять матросов убиты (кроме того, пятеро нижних чинов позже умерли от ран); восемь офицеров и 74 нижних чина получили ранения различной степени тяжести. Большинство пострадавших — 57 человек — были комендорами и орудийной прислугой.

##### После боя

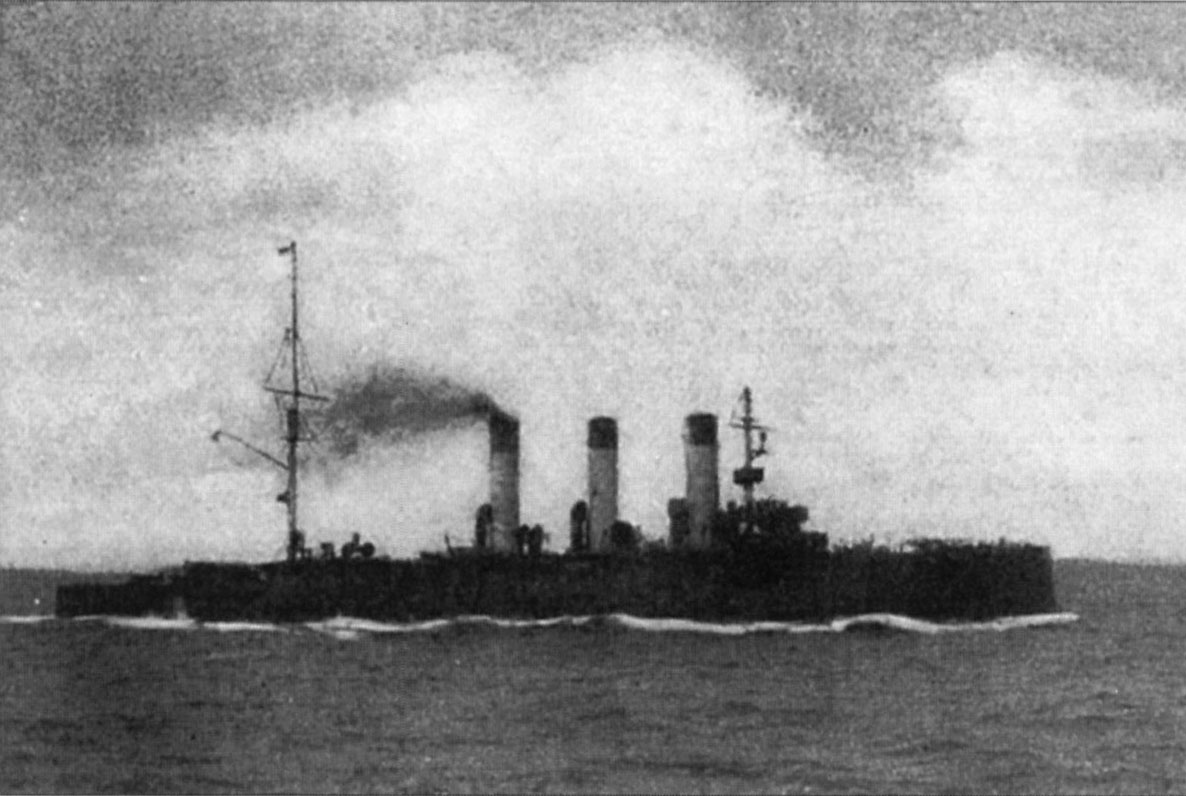
После боя. Фотография сделана 15 мая 1905 года с крейсера «Олег».

Вскоре после захода солнца, следуя за «Императором Николаем I» — флагманским кораблём принявшего командование адмирала Небогатова, эскадра пришла в полное расстройство. Начинавшиеся минные атаки не дали новому командующему возможности собрать эскадру; после 19 часов отряд адмирала Энквиста, находившийся несколько слева позади главных сил, перестал быть виден с броненосных кораблей. Крейсерскому отряду с этого момента пришлось действовать самостоятельно.
На поле сражения с наступлением темноты в большом количестве появились японские миноносцы. Чтобы избежать атак, на крейсерах выключили все огни и прекратили стрельбу. Тем не менее русские корабли часто были вынуждены уклоняться от торпед, полагаясь на ход и манёвр, открывая огонь только в крайних случаях. В 21 час из-за постоянной смены курса на высокой скорости «Светлана», «Алмаз» и «Донской» отстали; ещё ранее отстал «Мономах». Таким образом, к 22 часам с адмиралом Энквистом, кроме «Олега» и «Авроры», остался только «Жемчуг». Идя на юг, русские крейсера делали попытки повернуть во Владивосток, но всякий раз сталкивались с японскими кораблями. Нередко с «Авроры» были слышны даже выстрелы из торпедных аппаратов; всего мимо неё и «Олега» за ночь прошло более 17 торпед. Адмирал Энквист принял решение о выходе из Корейского пролива курсом на юго-запад, надеясь встретить по пути эскадру. К 2 часам ночи 15 мая отряд покинул зону минных атак и уменьшил ход до десяти узлов; в 3 часа отряд находился на 33° 30' с. ш. и 128° 42' в. д.
За ночь на «Авроре» произвели минимальные исправления повреждений: мелкие пробоины были заколочены деревянными пробками с ветошью, на крупные наложили щиты с матрасами; переборки затопленных отсеков подкрепляли упорами. Много работы пришлось на долю медиков крейсера, так как после боя на перевязку стали спускаться оставшиеся на боевых постах раненые.
Как выяснилось, в Цусимском сражении «Аврора» выпустила по противнику 303 152-миллиметровых, 1282 75-миллиметровых и 320 37-миллиметровых снарядов. Сам крейсер получил 18 попаданий японских снарядов.
В 6 часов утра крейсера уменьшили ход до десяти узлов, следуя по-прежнему на юго-восток. В ожидании встречи с противником корабли в течение ночи поддерживали пары во всех котлах, что из-за пробоин в трубах привело к повышенному расходу угля. Исходя из этого, адмирал Энквист принял решение зайти в Шанхай для пополнения запасов. После обмена сигналами адмирал со штабом в полдень перешёл на «Аврору», так как А. К. Небольсин, командовавший крейсером после смерти командира, был сам ранен в бою. Флаг начальника отряда из-за отсутствия фор-стеньги подняли на грот-мачте, хотя там мог находиться только царский штандарт или флаг командующего флотом. В последующие дни на крейсере соорудили импровизированный флагшток, который смонтировали на фок-мачте.
До 3 часов дня команды приводили свои корабли в порядок: выбрасывали за борт различные обломки и осколки, стреляные гильзы, заделывали пробоины, мыли окровавленные и обгорелые палубы и надстройки. В 3:55 были преданы морю тела 14 павших в бою моряков; тело командира поместили на вельбот и решили похоронить на берегу. После торжественной церемонии крейсера 8-узловым ходом продолжили путь.
После встречи утром 16 мая с пароходом «Свирь», направлявшимся в Шанхай, адмирал решил идти с крейсерами в Манилу, куда «Свирь» должна была выслать угольщик. В последующие дни крейсера 8-узловым ходом шли к цели; на «Авроре» продолжались работы по исправлению повреждений. Ночью несли только закрытые кормовые фонари; дежурная прислуга находилась у орудий. В эти дни врачом В. С. Кравченко впервые в мире был применён рентгеновский аппарат для обследования раненых в корабельных условиях.
20 мая отряд в поисках угля зашёл в Суал, но этот филиппинский порт, как донесли направленные на берег для разведки моряки, был заброшен. 21 мая похоронили командира «Авроры», тело которого сохранить не удалось: в полдень, под салют из семи пушечных выстрелов, гроб с телом Е. Р. Егорьева был опущен в море. Через два часа стали слышны радиопереговоры военных судов, а вскоре на горизонте появился отряд кораблей, шедший встречным курсом. Орудия были тотчас же заряжены и наведены на предполагаемого противника; на русских крейсерах пробили боевую тревогу. С марса доложили, что корабли не похожи по типу на японские, а лейтенант фон Ден определил, что это два броненосца и три крейсера американского флота. Так как холостые заряды на «Авроре» отсутствовали, салют пришлось производить боевыми, направляя выстрелы в воду. Через несколько часов русские корабли, сопровождаемые американской эскадрой, прибыли в Манилу и в восьмом часу вечера бросили там якоря. На следующий день состоялась встреча адмиралов Энквиста и Трэна. На ней было принято решение о назначении специальной комиссии для осмотра повреждений и определения сроков ремонта русских крейсеров.

##### Повреждения, полученные в Цусимском бою

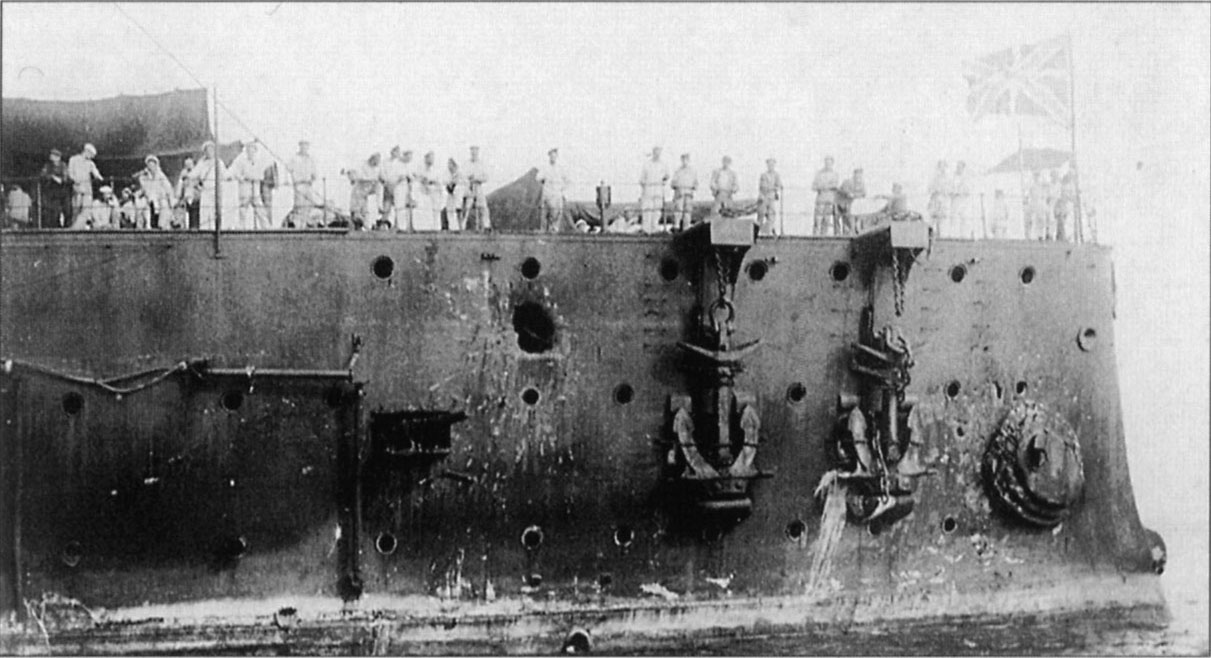
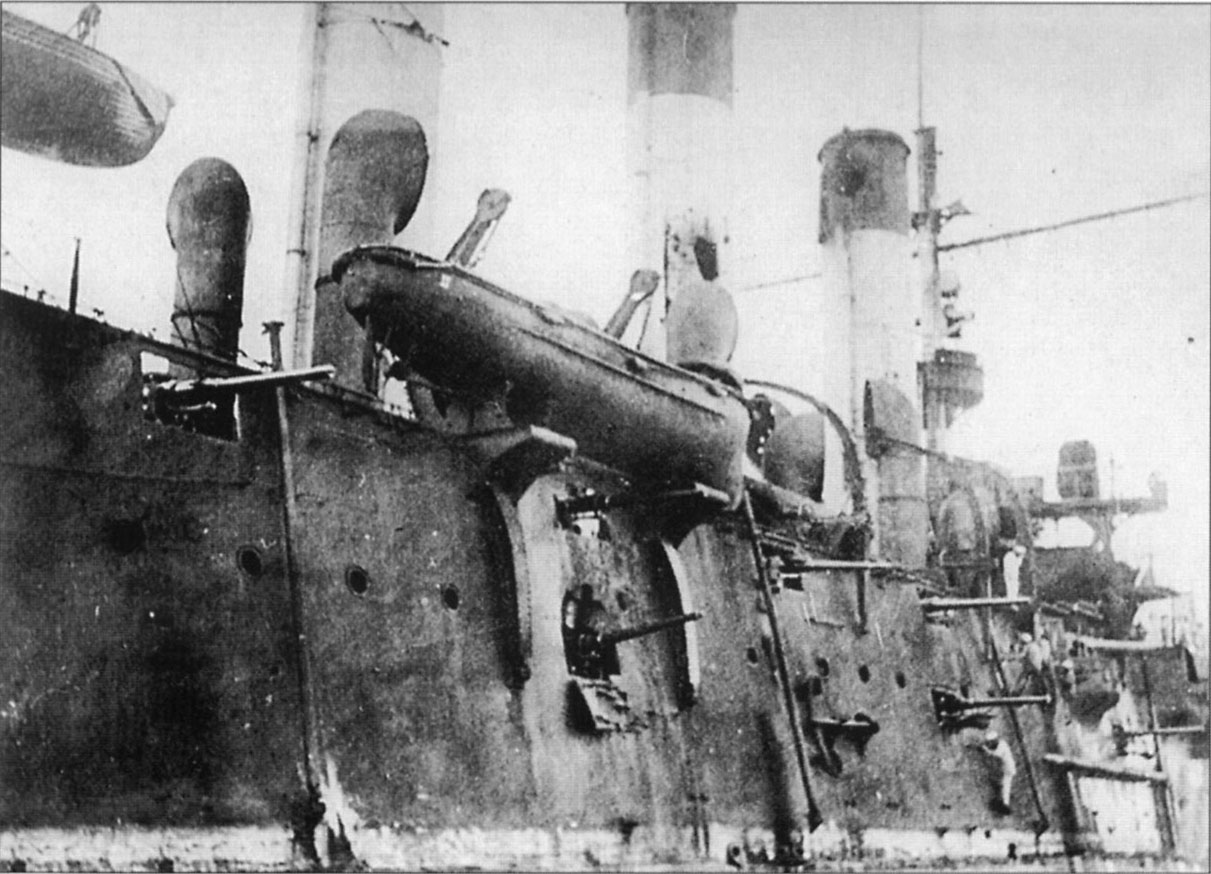
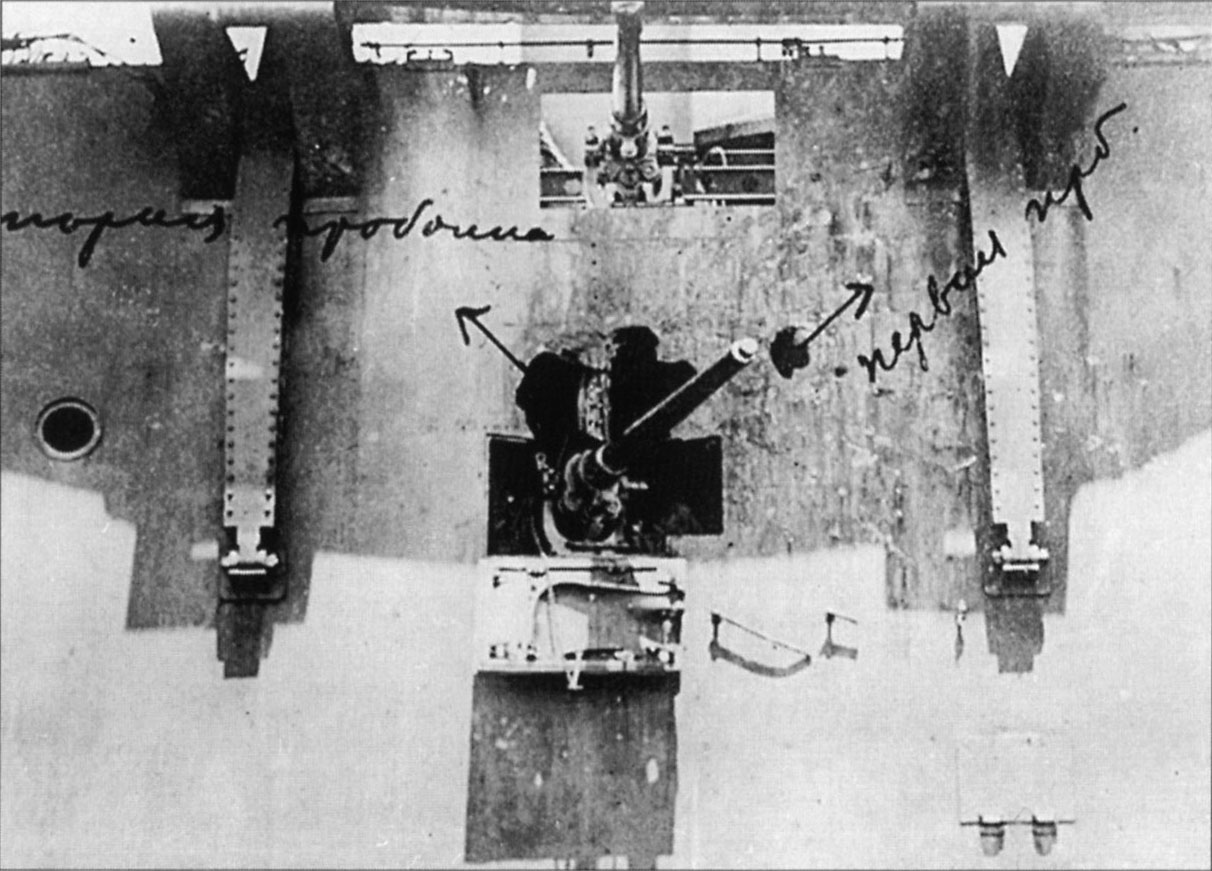
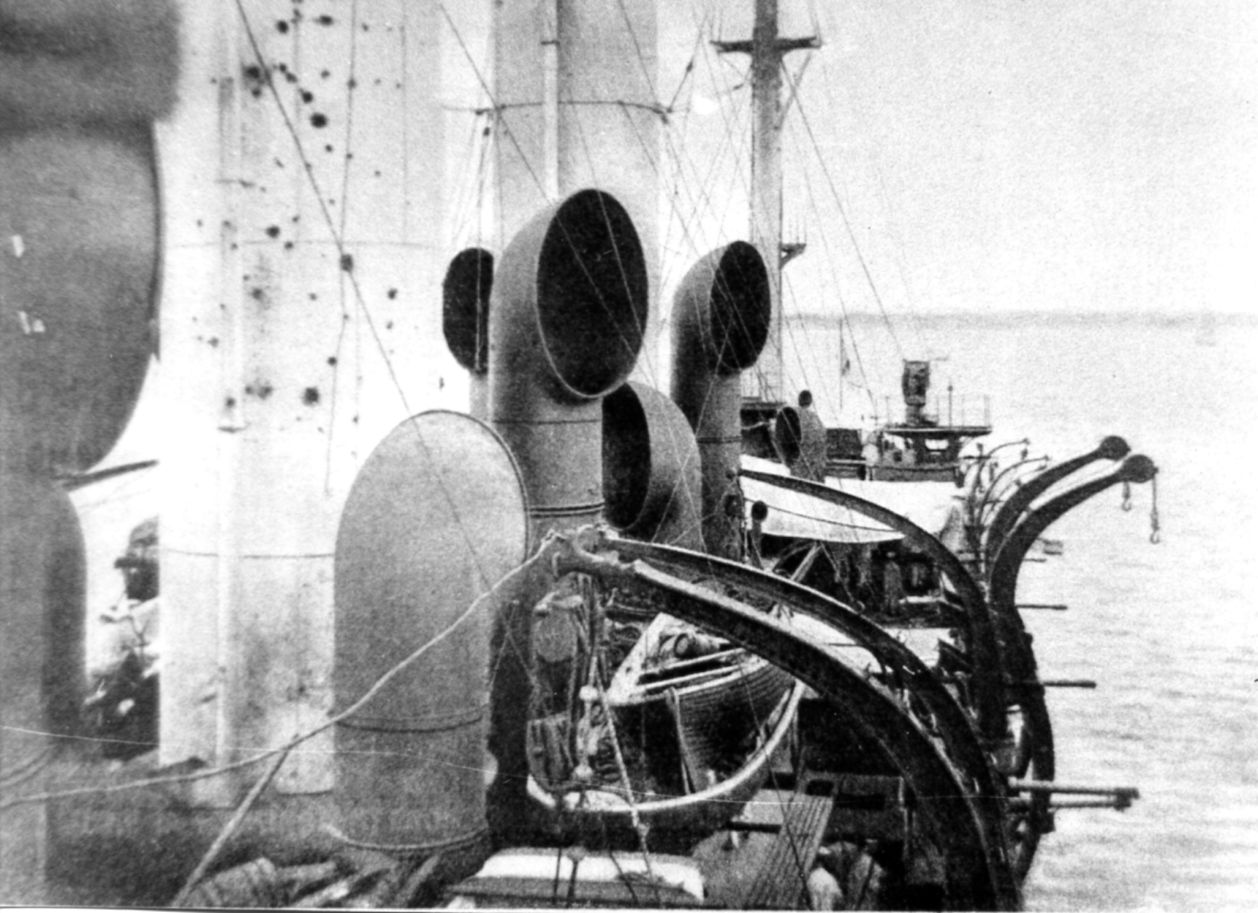

По свидетельству старшего минного офицера лейтенанта Г. К. Старка, за время боя «Аврора» получила 18 попаданий снарядами среднего и малого калибров. Основные повреждения крейсера:
- На правом борту осколками выведен из строя клюз; перебита якорная цепь; якорь перестал отдаваться.
- От клюза к верхней палубе в метре от ватерлинии находились две пробоины площадью 0,18 м² и 10-15 небольших отверстий; два шпангоута деформированы.
- В помещении носового минного аппарата повреждено крепление правого якоря, выбито несколько заклёпок.
- Разорвавшимся в районе 71-го шпангоута правого борта снарядом в стыке батарейной палубы нанесена большая пробоина и разрывы на протяжении 3,7 м; два шпангоута погнуты.
- В районе 40-го шпангоута трещина и 5 пробоин.
- Во второй угольной яме более десяти мелких пробоин.
- На левом борту в районе 65-го шпангоута образовалось три пробоины; разбит трап на ходовой мостик.
- На спардеке в районе 47-го шпангоута пробоина площадью 0,45 м².
- Дымовые трубы получили множественные повреждения, наиболее крупным из которых стала пробоина площадью 3,7 м в передней трубе; средняя труба из-за пробоины примерно такой же площади несколько наклонилась вперёд.
- Все шлюпки, катера и баркасы крейсера изрешечены осколками, как и вентиляционные раструбы.
- Фок-мачта «Авроры» получила три попадания: первым снесена фор-стеньга и фор-марс-реи, вторым сбита треть стеньги, третий попал в мачту у топа, сделав в ней трещину.
- Артиллерия крейсера претерпела существенный урон: все 75-миллиметровые орудия, кроме одного, получили повреждения, а пять из них вышли из строя окончательно. Кормовое 152-миллиметровое орудие правого борта стало непригодным к стрельбе, правое 37-миллиметровое орудие кормового мостика сбито за борт со всей установкой.
- Марсовая дальномерная станция уничтожена; с правого крыла кормового мостика сбит прожектор. Единственный дальномер Барра и Струда разбит.

По итогам осмотра крейсера в Маниле американская комиссия определила, что «Авроре» для безопасного продолжения плавания требуется 30 суток ремонта.

##### Интернирование
Первая встреча с адмиралом Трэном обнадёжила Энквиста, но 24 мая Трэну из Вашингтона поступила инструкция, согласно которой русский отряд должен был либо разоружиться, либо покинуть порт в течение 24 часов. Вопрос разрешился телеграммой из Петербурга, полученной на следующий день: «Ввиду необходимости исправить повреждения, разрешаю вам дать обязательство американскому правительству не участвовать в военных действиях. Николай».
26 мая с команды крейсеров была взята подписка о неучастии в военных действиях, а 27 мая 1905 года война для экипажей судов отряда закончилась. В местный арсенал (форт Кавите) были сданы замки орудий и детали машин, чтобы исключить выход кораблей из бухты. Последнее было проведено несмотря на протест адмирала Энквиста, говорившего о частых тайфунах в Маниле, при которых необходимо удерживать корабли с помощью машин. Флаги и вымпелы кораблей не спускали; офицеры дали письменное обязательство не покидать Манилу.

### Стоянка в Маниле

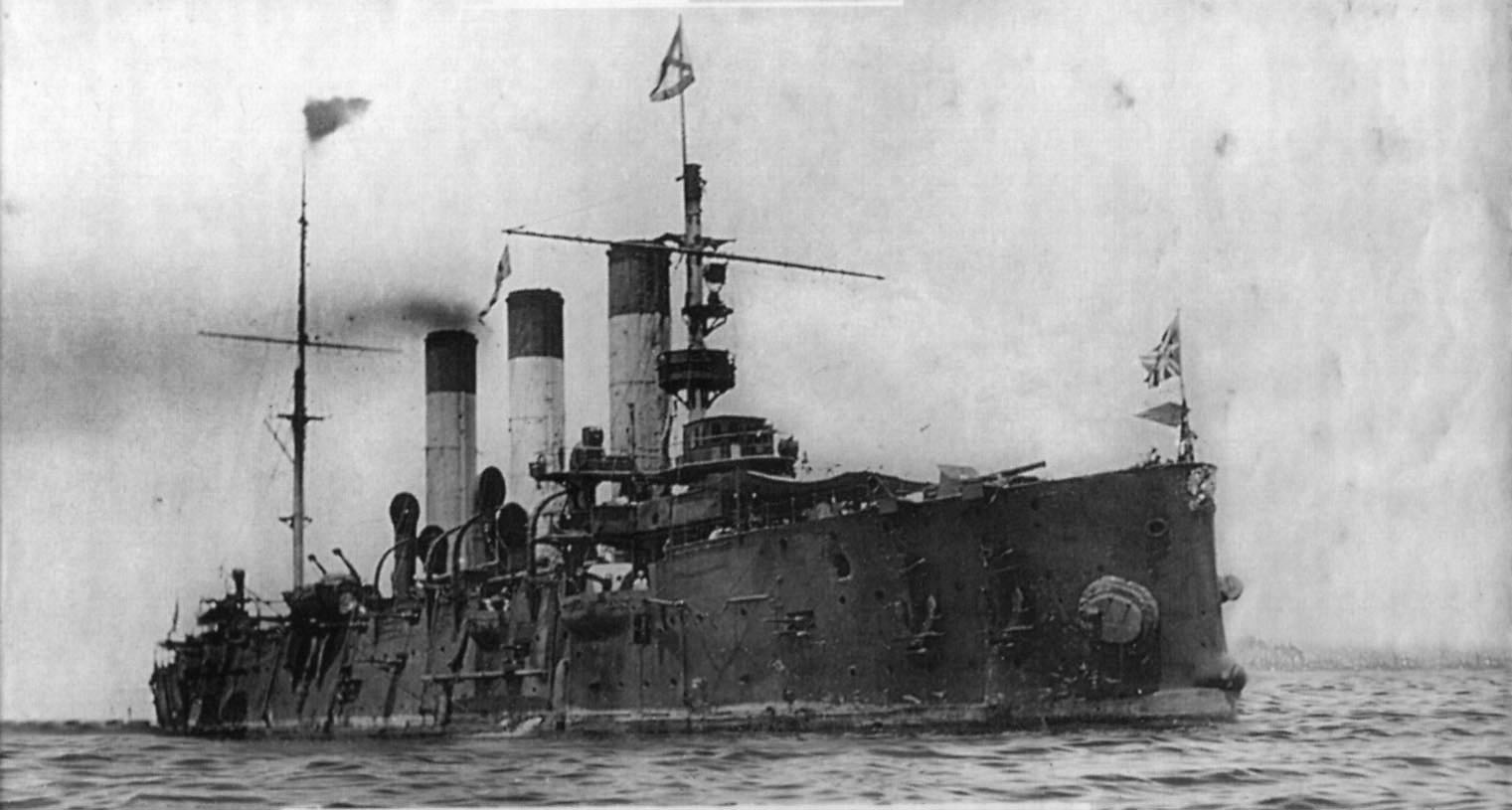
Под флагом контр-адмирала Энквиста на рейде Манилы

Ещё до интернирования с «Авроры» в американский морской госпиталь для лечения были отправлены 26 человек; в день разоружения в связи с предстоящей длительной стоянкой в порту списали ещё 14 человек. Контракты на ремонт корпуса «Авроры» заключили с местными заводами. Уже 30 мая на крейсер прибыли 55 мастеровых — в основном, китайцы. Повреждённые листы обшивки снимали, для чего высверливали заклёпки и либо выправляли, либо заменяли новыми. Контроль за работами осуществляли офицеры, оставшиеся на корабле, следя каждый за своей частью.
По договорённости с начальством порта на берег с «Авроры» в день разрешалось отпускать 35 человек. Первоначально никакого падения дисциплины среди команды не наблюдалось; напротив, матросы «посвежели и приобрели бравый вид». Вскоре из иностранных газет до команды дошла информация о восстании на броненосце «Князь Потёмкин-Таврический», что привело к ропоту среди нижних чинов «Авроры». Во избежание брожения сразу по получении из России «Нового времени» эта газета была публично зачитана. После этого наступило некоторое успокоение.
Появились случаи рукоприкладства на крейсере: приказом контр-адмирала Энквиста за применение такой меры «дисциплинарного воздействия» был наказан инженер-механик поручик Малышевич, а приказом командира крейсера — инженер-механик поручик Шмоллинг.
Разразившаяся в городе в середине августа эпидемия холеры привела к кратковременному прекращению связи с берегом. Команды перестали пускать в увольнение, рабочих — на суда. Русские крейсера испытали на себе и несколько тропических тайфунов, во время которых разводили пары и прогревали машины, чтобы корабли не выбросило на берег. Вопреки желанию американской администрации механизмы русских кораблей из строя выведены не были и функционировали.
Еженедельно на «Авроре» происходили собрания офицеров отряда, результатом которых стало составление обобщённого доклада «Каким быть флоту», направленного в Главный Морской штаб.
Окончив ремонт в августе, русские крейсера приступили к боевой подготовке и организации повседневной боевой службы. Вместо убывших офицеров на «Аврору» были переведены лейтенанты Н. И. Игнатьев и В. И. Дмитриев с «Жемчуга». Первый занял пост старшего артиллерийского офицера, второй — старшего штурмана.
23 августа 1905 года в США был подписан Портсмутский мирный договор между Россией и Японией, и в ожидании его ратификации корабли русского отряда приступили к подготовке к возвращению на Родину. 20 сентября на «Аврору» прибыл новый командир крейсера капитан 2-го ранга В. Л. Барщ. Капитан 2-го ранга Небольсин 9 октября отправился в Вашингтон, где ему предстояло занять пост морского агента. 28 сентября «Жемчуг» и «Аврора» выходили в море на пробу машин.
10 октября из американской столицы поступило официальное извещение, что русские корабли свободны в своих действиях. В течение следующих нескольких дней на «Авроре» устанавливали на место возвращённые замки орудий, принимали необходимые запасы угля, воды и провизии.

### Возвращение в Россию

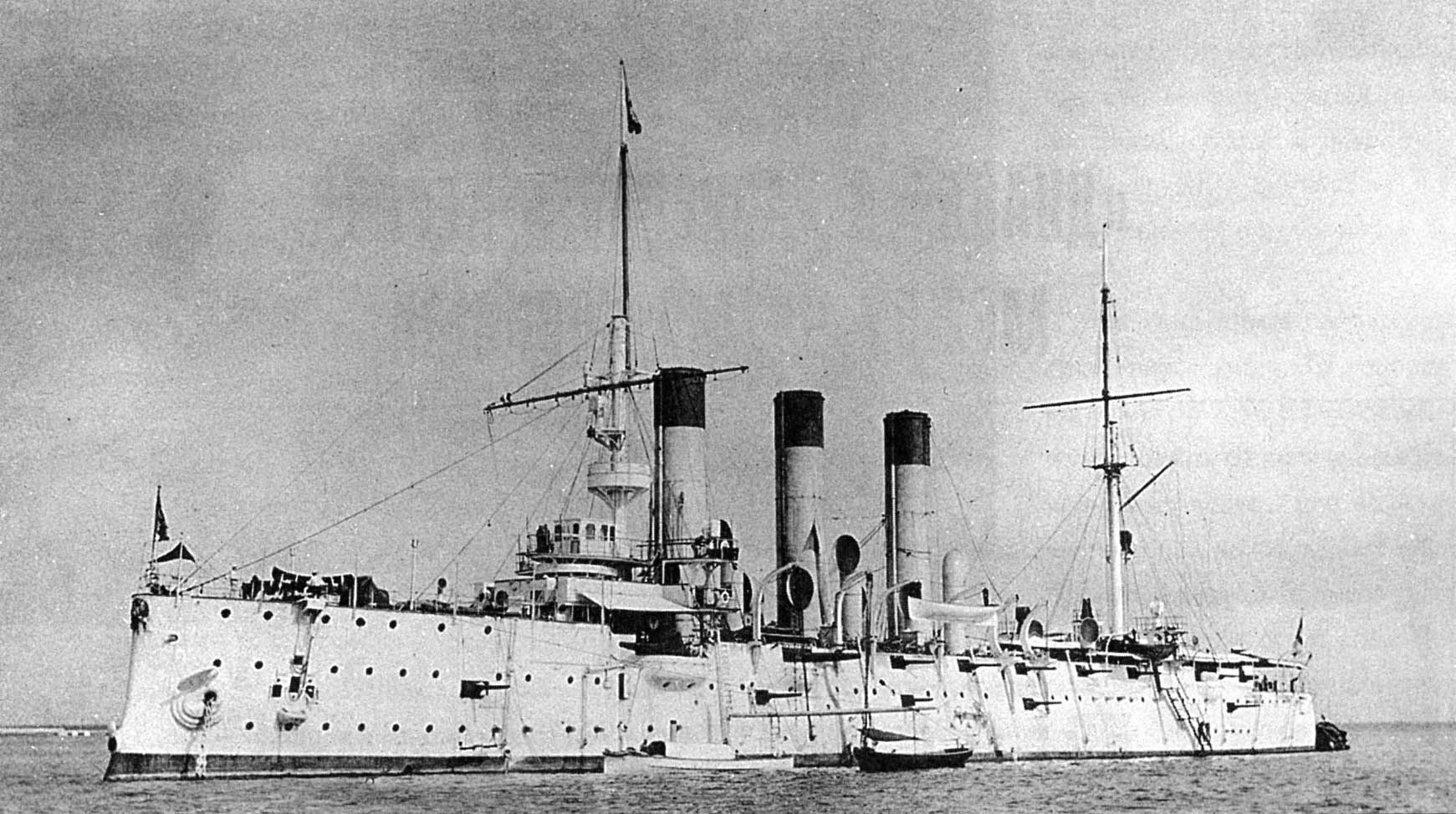
На пути в Россию

15 октября в 8 часов утра русские корабли, вновь выкрашенные в белый цвет, обменявшись салютом и троекратным «ура» с американскими кораблями, покинули Манилу. 9 сентября 1905 года было принято «высочайше одобренное» распределение интернированных кораблей, согласно которому в Балтийское море должны были направиться «Цесаревич», «Громобой», «Россия», «Богатырь», «Олег», «Аврора», «Диана» и «Алмаз». Бывшие суда Владивостокского отряда крейсеров под начальством контр-адмирала К. П. Иессена отправились самостоятельно, так что в месте сбора — Сайгоне — к отряду Энквиста присоединились только «Цесаревич», «Диана» и «Алмаз». По прибытии кораблей в порт 20 октября было получено приказание срочно отправить в одиночное плавание «Диану», доукомплектовав её офицерами с остальных судов. С «Авроры» на «Диану» были назначены ещё не успевшие освоиться на крейсере старший штурманский офицер лейтенант В. И. Дмитриев, старший артиллерийский офицер лейтенант Н. И. Игнатьев и судовой механик поручик Н. И. Капустинский. 10 ноября «Цесаревич» отправился в Сингапур для ремонта. На «Алмаз» прибыли недостающие офицеры: на «Аврору» были назначены шестеро человек: старший штурманский офицер лейтенант П. П. Палецкий, старший артиллерийский офицер лейтенант В. С. Васильев, вахтенные начальники мичманы А. А. Колчак, Д. И. Федосиу и А. А. Скрыдлов и младший механик поручик А. Е. Картович.
Слухи о происходивших в России событиях привели к брожению в командах кораблей отряда. Это особенно сильно проявлялось на флагманском корабле — «Авроре», где более 300 человек ожидали демобилизации. С получением газет из России адмирал Энквист провёл с командой разъяснительную беседу, объяснив, насколько это было возможно, суть происходившего и зачитав манифест от 17 октября. После этого обстановка на крейсере стала значительно спокойнее.
26 ноября «Аврора», «Олег» и «Алмаз» снялись с якоря и направились в Коломбо. В этом порту от отряда отделился «Алмаз»; 21 декабря «Аврора» и «Олег» пришли в Джибути. Здесь на них были поставлены спектакли, куда приглашали моряков других кораблей. Продолжив плавание, крейсера встретили 1906 год в Красном море. Неисправности, обнаруженные в котлах «Олега», задержали отряд в Алжире, куда вскоре пришла телеграмма с распоряжением «Авроре» идти на Балтику самостоятельно. Адмирал Энквист остался на «Олеге», приказав командиру «Авроры» взять на борт «83 нижних чина команды крейсера „Олег“, подлежащих увольнению в запас флота».
28 января «Аврора» под командованием произведённого в капитаны 1-го ранга Барща покинула Алжир и 3 февраля прибыла в Шербур. В этом порту от французской сыскной полиции были получены сведения о якобы закупленной командой партии револьверов. Проведённые обыски не дали результата. 14 февраля крейсер вышел в свой последний переход. На завершающем отрезке пути в Северном море корабль попал в сильный шторм, во время которого был сорван прожектор на верхнем мостике и выстрел левого борта.
19 февраля 1906 года «Аврора» бросила якорь в порту Либавы, откуда 458 дней назад вышла в составе Второй Тихоокеанской эскадры.

### Межвоенная служба

#### 1905—1908

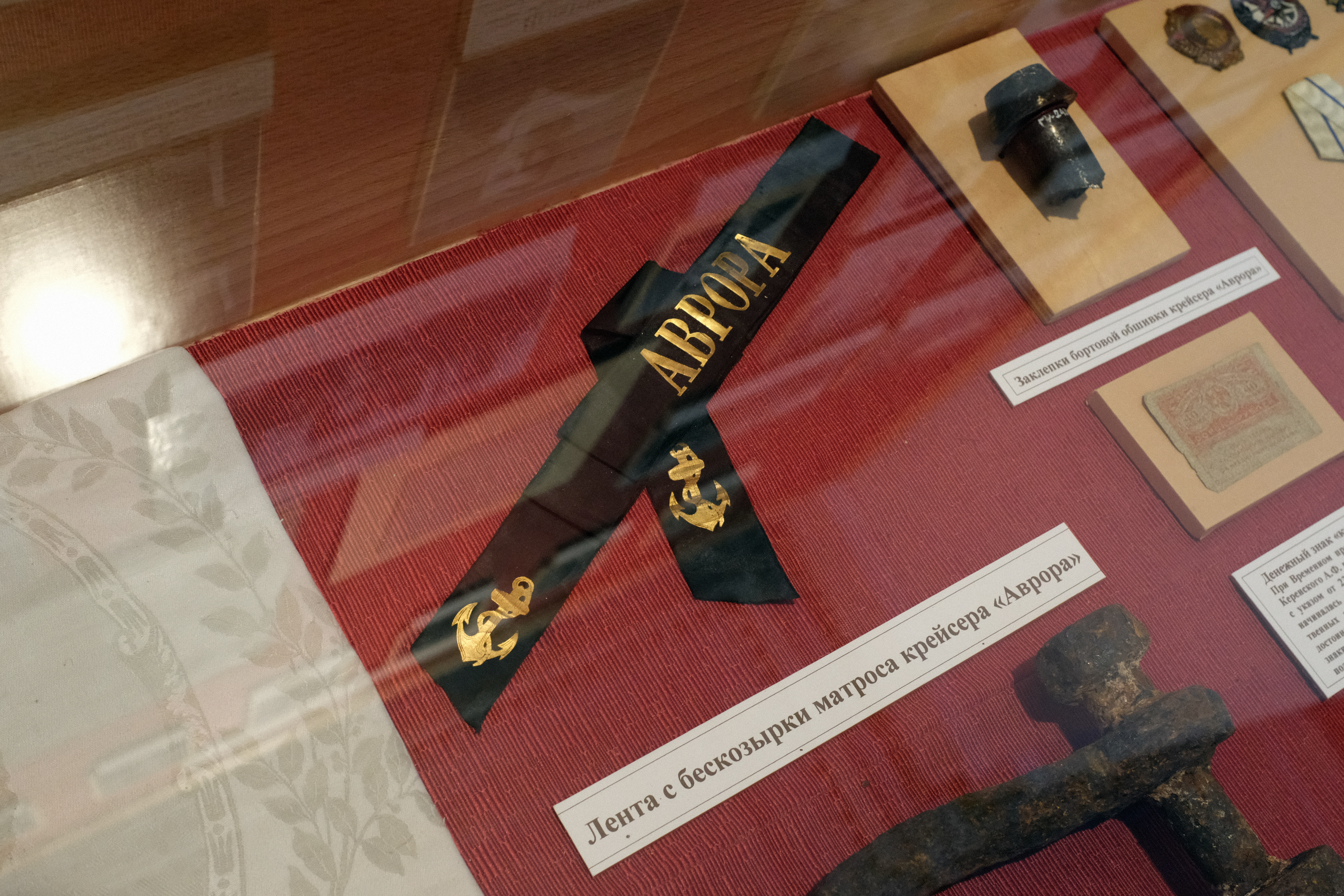
Лента с бескозырки матроса крейсера "Аврора" в Музее Черноморского флота города Севастополя

В Либаве командир флотского экипажа порта контр-адмирал В. В. Ленденстрем устроил «Авроре» смотр; крейсер посетила комиссия, опросившая нижних чинов о претензиях. 25 февраля была начата демобилизация; до 28 февраля «Аврору» покинули три партии демобилизованных общей численностью около 330 человек. В полночь 10 марта крейсер спустил вымпел и вступил в вооружённый резерв. На корабле к этому моменту осталось всего 157 человек.
В середине мая «Аврора» перешла сначала в Кронштадт для сдачи артиллерийского боезапаса, затем — в Петербург, к стенке Франко-русского завода, где крейсеру предстояло встать на ремонт. По воспоминаниям Г. К. Графа, проведшего на корабле чуть более полутора месяцев, «за недостатком офицеров и благодаря малому количеству команды, вахты были отменены. Мы несли суточные дежурства, что сильно облегчало службу и не делало её однообразной, как если бы нам пришлось стоять четыре или пять вахт».
В ходе ремонта на «Авроре» были выполнены самые неотложные работы по машинам и котлам. Некоторые изменения претерпела артиллерийская часть: с корабля сняли все 37-миллиметровые пушки, кроме двух шлюпочных, и элеватор на фор-марс, а также установили на кормовом мостике ещё два пулемёта Максима. На месте отремонтировали три 152-миллиметровых орудия. Шесть 75-миллиметровых пушек, которые требовали основательного ремонта или замены, демонтировали. Всю зиму «Аврора» находилась в Константиновском доке в Кронштадте, где был выполнен ряд работ по исправлению повреждений.
К маю крейсер был подготовлен для выхода в море: на нём установили отсутствовавшие 75-миллиметровые орудия, два дальномера Барра и Струда и отремонтировали систему ПУАО. Летом «Аврора» отправилась в плавание с гардемаринами, посетила несколько заграничных портов. В Стокгольме на крейсер не вернулось 11 нижних чинов, поиски которых окончились безрезультатно.
В марте 1908 году новым командиром «Авроры» стал капитан 1-го ранга барон В. Н. Ферзен. Эту летнюю кампанию, как и предыдущую, крейсер провёл в плаваниях по Балтийскому морю. Во время стоянки в Стокгольме 19 июня вновь произошёл массовый побег нижних чинов. 13 августа корабль ошвартовался у стенки Балтийского завода, готовясь к длительному ремонту.
В ходе почти годового ремонта были выполнены следующие работы:
- Демонтаж подводных траверзных минных аппаратов
- Капитальный ремонт всех трёх главных машин, вспомогательных механизмов и котлов
- Замена передней и средней дымовых труб
- Проводка дополнительной пожарной магистрали, установка трёх паровых помп Вартингтона
- Демонтаж двух 75-миллиметровых орудий, находившихся на 71-м шпангоуте; вместо них произведена установка двух 152-миллиметровых пушек
- Главный калибр крейсера снабжён новыми удлинёнными щитами и раздельной наводкой
- Демонтаж боевого марса
- Усовершенствование защиты боевой рубки
- Внесение ряда мелких изменений в конструкцию для удобства предстоявшего размещения на корабле воспитанников Морского корпуса

Таким образом, артиллерийское вооружение крейсера после ремонта состояло из десяти 152-миллиметровых и двадцати 75-миллиметровых орудий.
25 августа 1909 года состоялся выход корабля на ходовые испытания, повторённый 9 сентября из-за выявленных недостатков. Вторая проба машин дала положительные результаты, и крейсер начал подготовку к заграничному походу. К этому времени командиром «Авроры» стал капитан 1-го ранга П. Н. Лесков.

#### 1909—1914

«Аврора» в 1909—1910 годах
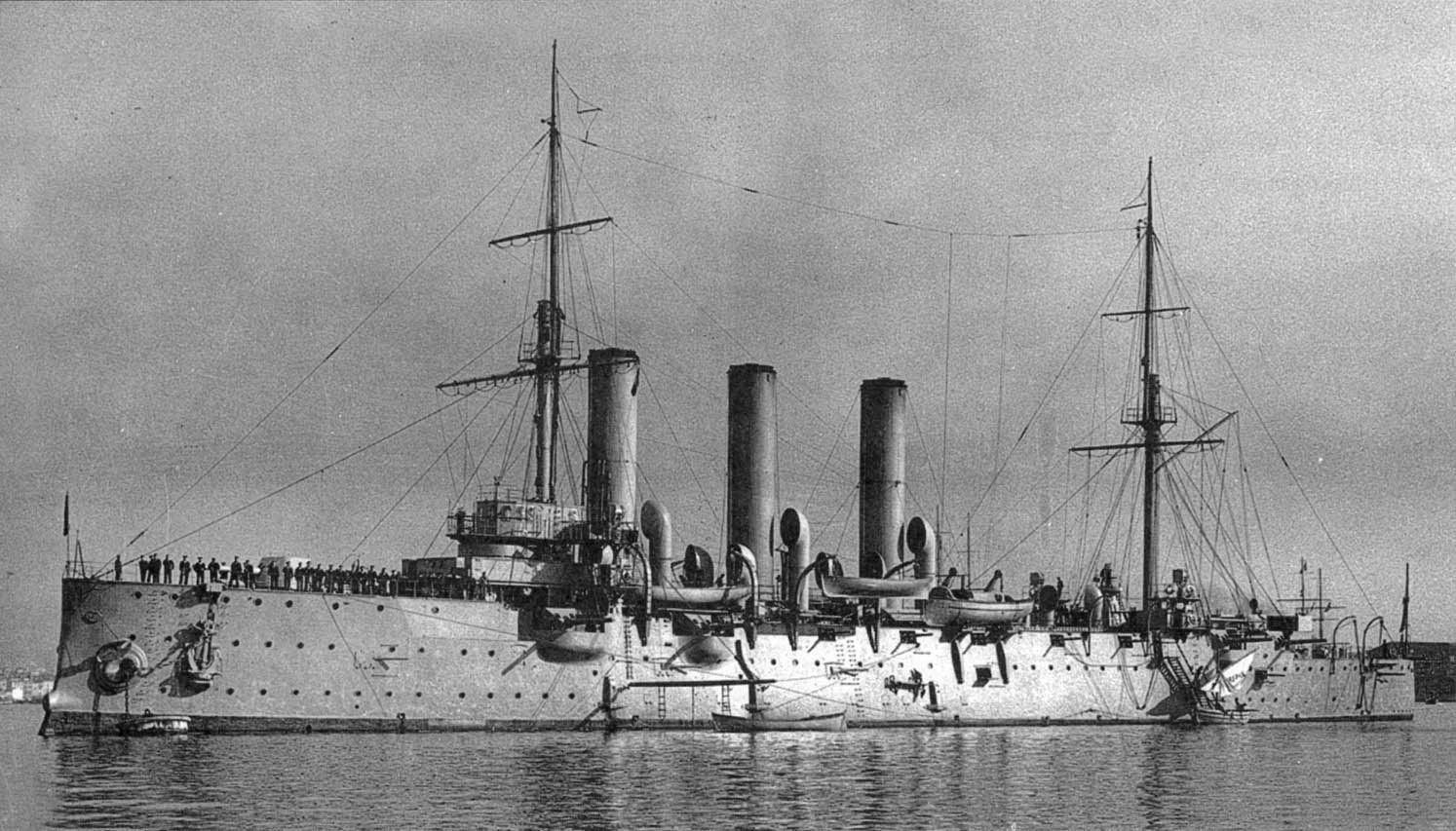
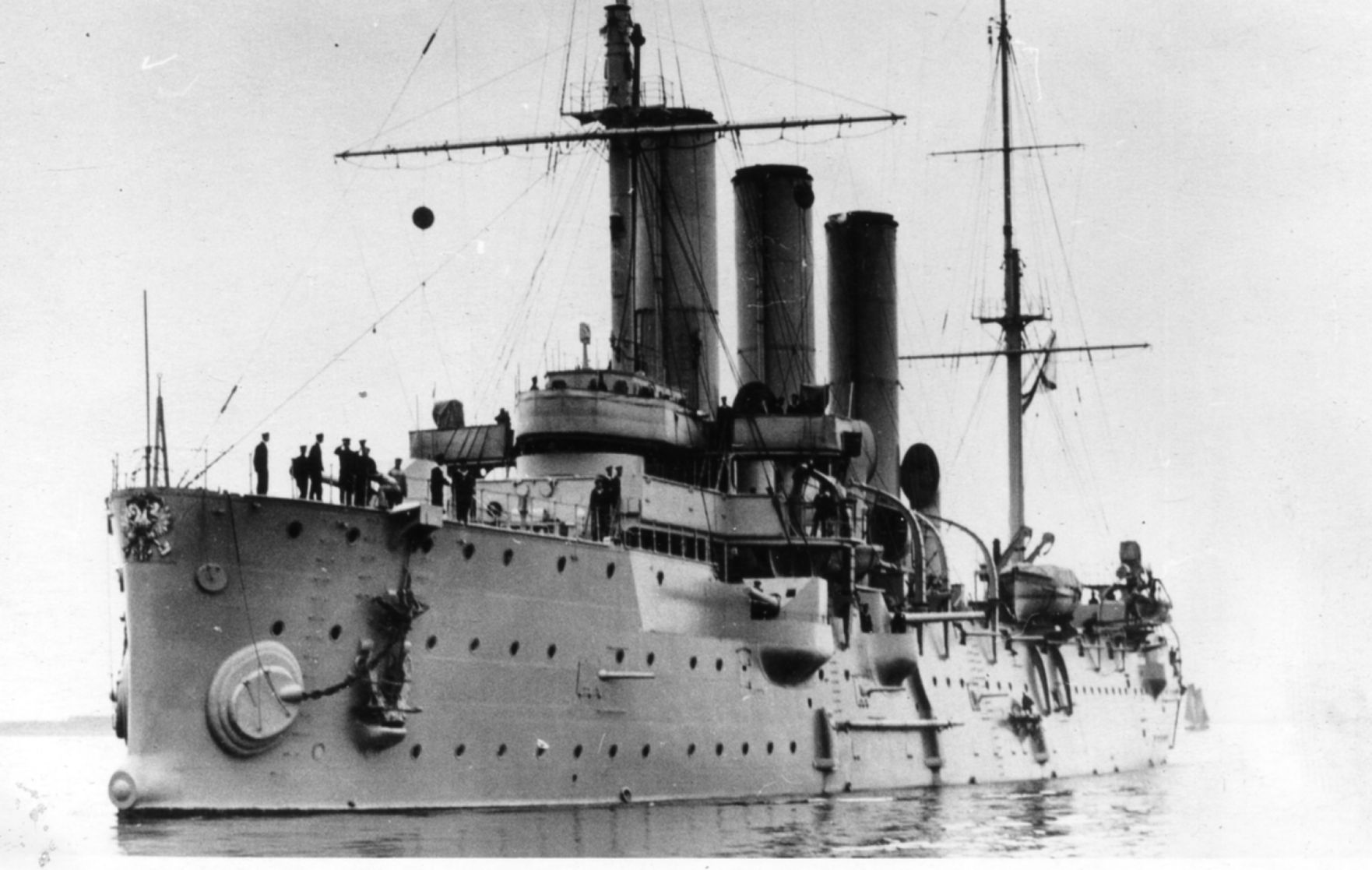
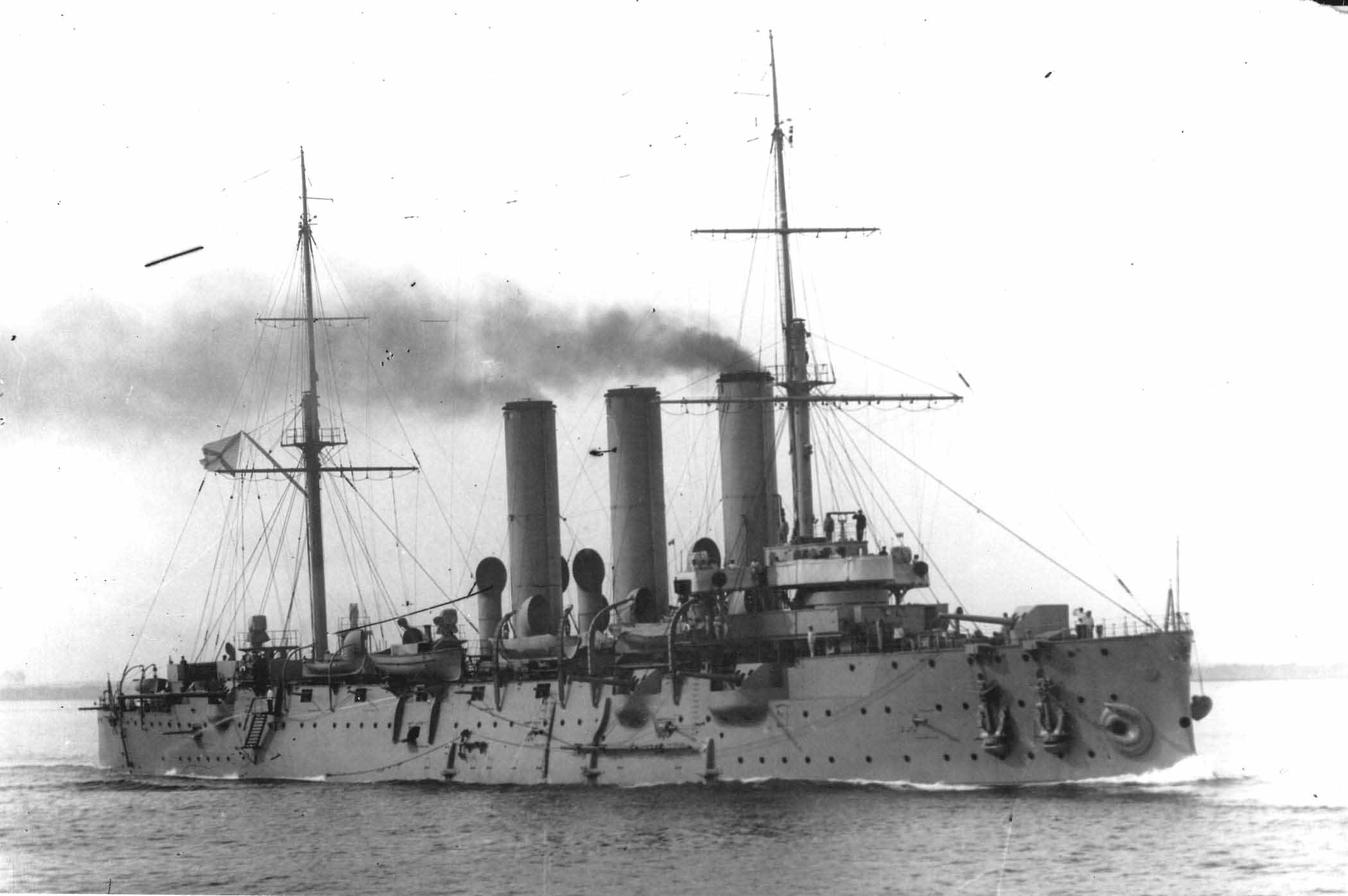

Осенью 1909 года «Аврора» вошла в состав отряда крейсеров («Диана» (флагманский) и «Богатырь»), отправлявшийся в заграничное плавание с гардемаринами и учениками школ строевых унтер-офицеров. С октября 1909 года по 4 апреля 1910 года «Аврора» пробыла в Средиземном море и Атлантическом океане, посетив Алжир, Бизерту, Вильфранш, Смирну, Неаполь, Гибралтар и ряд других портов, приняв участие в Кильской неделе и других мероприятиях. По возвращении на Балтийское море крейсер провёл два месяца в действующем флоте.
В ноябре 1910 года «Аврора» вновь вышла в заграничное плавание. Находясь на Средиземном море, крейсер посетил Мессину для получения золотой медали в честь русских моряков, принявших участие в спасательных работах во время землетрясения 1908 года. В первую же ночь визита в городе вспыхнул большой пожар; аварийная партия с крейсера первой прибыла на место бедствия и вступила в борьбу с огнём задолго до приезда городской пожарной команды. За это в качестве награды «Аврора» получила 1800 апельсинов и столько же лимонов. Спустя восемь дней при стоянке в испанском порту Малага экипаж крейсера вновь принял участие в борьбе с огнём на берегу. 31 марта 1911 года корабль возвратился на Балтику. В соответствии с новой организацией флота, установленной приказом по морскому ведомству № 57 от 25 февраля 1911 года, «Аврора» вошла в состав бригады крейсеров 1-го резерва.
Весной и летом «Аврора» находилась в учебном плавании по Балтийскому морю, с 11 по 24 августа прошла докование в Кронштадте и 21 сентября вышла в Сиам для участия в торжествах по случаю коронации сиамского короля Рамы VI.
22 сентября крейсер зашёл в Ревель (ныне Таллин) для осмотра и инструкций главнокомандующего ВМФ. Оттуда он взял курс на Плимут, затем выйдя в Алжир, 5-9 октября находился там в стоянке. Затем крейсер направился в Неаполь, где на борт прибыл великий князь Борис Владимирович вместе со своей свитой, направлявшийся в Бангкок. 14 октября крейсер вошёл в Порт-Саид, оттуда перейдя до Адена (ныншений Йемен), затем до Коломбо (Шри-Ланка), затем до Сабанга (остров Суматра, ныне Индонезия), а оттуда в Сингапур, после чего крейсер вышел в Бангкок. Коронационные торжества продлились с 1 по 11 декабря. По возвращении на судно Бориса Владимировича, 12 декабря крейсер вышел из Бангкока, следуя домой. 19 декабря, выйдя из Сингапура, крейсер взял курс на Батавию (ныне Джакарта), в этот день, по случаю пересечения экватора, состоялось традиционное празднование этого события с участием великого князя. В Батавии крейсер пробыл с 21 по 29 декабря, затем вышел в Коломбо, где и остался там весь оставшийся 1911 год.
14-23 января 1912 года крейсер находился в Коломбо, далее последовал в Джибути, где простоял до 2 февраля этого же года. 6 февраля «Аврора» прибыла в Суэц, и войдя в Суэцкий канал, впоследствии держала курс на Порт-Саид. Оттуда 13 февраля крейсер вышел в Фалерскую бухту (Греция), где 15 февраля встал на якорь. В тот же день на палубу крейсера для встречи вступили принц Греческий и Датский, королевич Николай и его супруга, великая княжна Елена Владимировна. 21 февраля на крейсер вместе с Николаем и Еленой Владимировной прибыла греческая королева Ольга Константиновна, супруга короля эллинов Георга I, в тот же день крейсер «Аврора» уходил из бухты, и высочайшие особы провожали его на королевском катере. 24 февраля крейсер прибыл в Неаполь, и, простояв там пять дней, вышел в порт Виллафранка. Во время пребывания там крейсера, 4 марта его посетила великая княгиня Анастасия Михайловна и великий герцог Мекленбург-Шверинский Фридрих Франц IV. 6 марта с крейсера отбыл великий князь Борис Владимирович, и ввиду ожидавшихся осложнений взял курс на Крит. Прибыв 10 марта в бухту Суда, крейсер занял пост стационера, входя в состав международной эскадры «держав-покровительниц» Крита. На самом острове крейсер пробыл до 24 июня.
16 июля 1912 года «Аврора» возвратилась на Балтийское море, оставшись на зиму в Кронштадте.
С наступлением навигации 1913 года «Аврора» под командованием капитана 1-го ранга Виктора Карцова вновь начала совершать учебные плавания с воспитанниками Морского корпуса по всему Балтийскому морю. В конце кампании корабль был поставлен на ремонт у Нового Адмиралтейства, однако из-за занятости рабочих удалось выполнить лишь минимум работ. С началом кампании 1914 года «Аврора» стала флагманским кораблём учебного отряда и совершила небольшое практическое плавание с кадетами. 16 июля командиром «Авроры» стал капитан 1-го ранга Г. И. Бутаков, а крейсер вошёл в состав 2-й бригады крейсеров Балтийского моря («Россия» (флагманский), «Богатырь» и «Олег»).

### Первая мировая война

Крейсер в 1917 году

#### Участие в боевых действиях
В 12:20 17 июля 1914 года на «Авроре» была получена радиограмма «Морские силы и порта, Дым, Дым, Дым», объявлявшая о приведении морских сил Балтийского моря в полную боевую готовность. В течение нескольких часов на крейсере были произведены приготовления к бою, а на следующий день бригада перешла в Ревель. После царского манифеста о войне с Германией «Аврора» в составе соединения выходила в дозор к западу от центральной минно-артиллерийской позиции у устья Финского залива. В конце августа крейсер принял участие в охранении потерпевшего аварию у острова Оденсхольм крейсера «Магдебург». В последние дни 1914 года «Аврора» совместно с «Дианой» провела недельное крейсерство в Ботническом заливе.
Зимой во время стоянки в Гельсингфорсе на крейсер установили фор-трал, рельсы для минных постановок и приспособили корабль для приёма до 150 гальваноударных мин образца 1908 года. С началом навигации «Аврора» перешла в Кронштадт, где на неё установили четыре 152-миллиметровых орудия, снятых с «Дианы», демонтировав шестнадцать 75-миллиметровых пушек и заделав порты в бортах. Таким образом, «Аврора» теперь была вооружена четырнадцатью 152-миллиметровыми пушками и четырьмя 75-миллиметровыми, расположенными на верхней палубе.
Лето 1915 года «Аврора» провела в Або-Оландской шхерной позиции, участвуя в сложных походах по изучению фарватеров и прикрывая траление. Следующая зима прошла в ремонтных работах, так как во время одного из плаваний во льдах крейсер повредил оба бортовых винта. В Гельсингфорсе на «Аврору» установили 40-миллиметровую зенитную пушку Виккерса и четыре «противоаэропланных» 75-миллиметровых орудия Канэ, составивших пятый плутонг. 8 февраля 1916 года командиром крейсера был назначен капитан 1 ранга М. И. Никольский.
С началом кампании 1916 года «Аврора» выполняла программу практических плаваний с корабельными гардемаринами, только в июле вернувшись в состав своей бригады. Вскоре «Аврору» начали спешно готовить для обеспечения планируемой десантной операции в Рижском заливе. Перейдя в середине июля в Рижский залив через Моонзундский канал, крейсер принял активное участие в содействии сухопутным войскам, поддерживая их артиллерийским огнём. Несколько раз «Аврора» подвергалась атакам гидроавиации противника, но ни разу не пострадала.

#### Ремонт
6 сентября крейсер вернулся в Кронштадт и начал подготовку к капитальному ремонту, который должен был окончиться только к апрелю 1917 года. Работы на корабле начались спустя две недели, когда крейсер ввели в Константиновский док, предварительно сняв с него всю артиллерию.

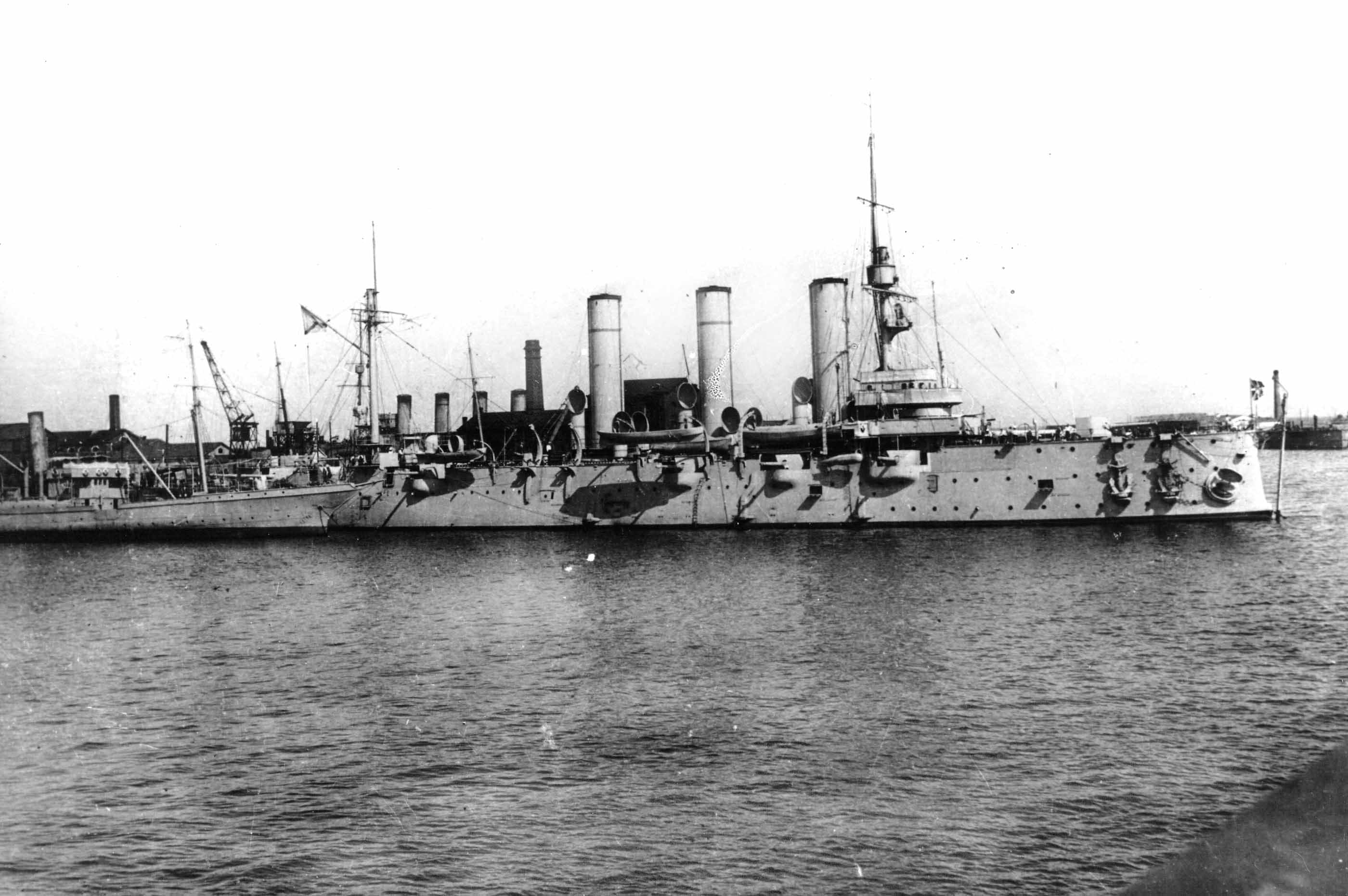
На ремонте, 1917 год

В ходе ремонта рабочие Франко-русского, Адмиралтейского и Обуховского заводов должны были выполнить следующий объём работ:
- Перестановка орудий по предложению командира крейсера: баковую 152-миллиметровую пушку — ближе к носу, ютовую — к корме, а орудия № 17 и № 18 (кормовые в районе 109-го шпангоута) — ближе к бортам.
- Обновление ПУАО и оборудование специального поста «противоаэропланной» артиллерии.
- Ремонт тиковой палубы.
- Починка пародинамо, замена электропроводки.
- Обновление средств радиосвязи.
- Монтаж аппаратуры подводной сигнализации.
- Установка парового шпиля.
- Переоборудование жилых помещений в связи с предполагаемым увеличением экипажа до 723 человек.

### Февральская революция
Когда летом 1916 года стало известно о планах по постановке «Авроры» на ремонт, капитан 1-го ранга М. И. Никольский написал донесение, в котором указывал на возможное пагубное влияние длительной стоянки в порту на команду крейсера. В нём он писал, в частности: «Команда, до сих пор не поддававшаяся преступной агитации, поддастся ей и, как это часто бывает, перейдёт в другую крайность — благодаря своей сплочённости из самой надёжной во время войны станет самой ненадёжной. Почва для этого самая благоприятная — долгая стоянка в Петрограде у завода». Исходя из этих взглядов, сразу после начала ремонта в Кронштадтском порту Никольский установил на крейсере жёсткий порядок; в частности, ввёл ограничения на сход команды на берег и потребовал тщательного осмотра всех запираемых после работ помещений. Считая, что уберечь нижних чинов от разлагающей революционной пропаганды можно лишь жёсткой дисциплиной и постоянной занятостью, Никольский направлял всю энергию на соблюдение строгого порядка. За свою требовательность командир вскоре получил в матросской среде прозвище «Вирен». Офицеры также недолюбливали нового командира и обращались к нему исключительно формально. Назначенный в январе 1917 года старший офицер крейсера П. П. Огранович, по отзывам сослуживцев, вёл себя вызывающе с младшими офицерами и командой, был «придирчив и грубо-формален». Тем не менее вплоть до февральских событий команда «Авроры», в которой преобладали старослужащие, отличалась сплочённостью и верностью воинскому долгу.

#### События 27 февраля 1917 года
С началом Февральской революции 27 февраля 1917 года Никольский в связи с забастовкой на заводе распорядился усилить вооружённый караул на крейсере; теперь его возглавляли не кондукторы, а офицеры. Вскоре на «Авроре» с согласия Никольского были размещены арестованные агитаторы и «подстрекатели». Через некоторое время в команде крейсера распространились слухи, что корабль собираются использовать как плавучую тюрьму. Поэтому Никольский, опасаясь осложнений с командой, настоял на том, чтобы задержанных убрали с крейсера. Когда конвой вывел арестованных на палубу, стоявшие на шкафуте революционно настроенные матросы отреагировали на их появление радостными криками «Ура! Браво! Освободить!» Не подчинившись приказанию вахтенного начальника прекратить шум, матросы продолжали кричать и наносить оскорбления караульным, не уходя со шкафута. Тогда Никольский и старший офицер крейсера Огранович открыли по толпе матросов огонь из револьверов, и палуба мгновенно опустела. Выстрелами Никольского (он стрелял одновременно из двух револьверов) и Ограновича были ранены трое матросов: двое легко и один — Порфирий Осипенко — смертельно. Спустившись в каюту, Никольский доложил в штаб о случившемся; оттуда последовало предложение прислать сотню казаков для усмирения возможного бунта. Командир «Авроры» категорически отказался от этой меры, рассчитывая на благоразумие команды. Затем был сыгран «Большой сбор» поротно, и Никольский разъяснил каждой роте моряков ситуацию на крейсере и в городе, объясняя происходящие в Петербурге беспорядки изменой и провокацией, организованной немцами. Тем не менее в адрес командира и офицеров слышались открытые угрозы. Ночью на мостике «Авроры» были установлены пулемёты, чтобы избежать нападения с берега.
Утром был созван офицерский совет, на котором решили не открывать огонь даже в случае попытки бунтовщиков овладеть крейсером. 14 офицеров, 11 кондукторов и трое гардемаринов не могли рассчитывать на поддержку большей части команды, следовательно, кровопролитие было бы бесцельным. После побудки 28 февраля команда крейсера приступила к приборке помещений. В 9 часов напротив «Авроры» начали появляться группы рабочих, которые вскоре превратились в демонстрацию с красными флагами, лентами и повязками. Среди демонстрантов были и вооружённые люди. Из толпы послышались выкрики, призывающие команду крейсера бросить работу и идти в город. По свидетельству очевидцев, Никольский заявил, что не собирается задерживать команду на корабле и все желающие, кроме занятых вахтой, дежурствами и караулом, могут сойти на берег. После этих слов командир «Авроры» ушёл к себе в каюту.
Толпа тем временем заполнила корабль; спешившие на берег матросы торопились и переодевались в выходное платье. Всё оружие, в том числе офицерское, было роздано на руки, частично — рабочим. Узнав о том, что 27 февраля офицеры стреляли в команду и среди неё были раненые, рабочие потребовали немедленной расправы над командиром и старшим офицером крейсера. Матросы решили отвести их в Таврический дворец, куда сводили сопротивлявшихся восстанию лиц. С Никольского и Ограновича сорвали погоны и начали, издеваясь, сводить их по сходням на берег. Там рабочие потребовали, чтобы офицеры шли во главе шествия с красными флагами в руках. Никольский и Огранович категорически отказались. Старшему офицеру «Авроры» нанесли удар штыком в горло, и он, обливаясь кровью, упал на землю. Никольского снова стали заставлять нести красный флаг, однако он вновь отказался. В этот момент из толпы раздался выстрел; пуля попала Никольскому в голову, и он скончался на месте. Кроме офицеров, на корабле избили нелюбимого командой кочегарного кондуктора Ордина.

#### Летняя кампания
Для осуществления демократических прав матросов на «Авроре» был избран судовой комитет, председателем которого стал артиллерийский унтер-офицер Я. В. Федянин. В первом его составе большевики отсутствовали, но к июню, после выступления на крейсере видных пропагандистов, таких как М. И. Калинин, В. Володарский, Б. П. Позерн, корабельная ячейка «Авроры» насчитывала уже 42 члена РСДРП(б). Пост командира по результатам выборов занял бывший минный офицер лейтенант Н. К. Никонов. Почти ежедневно на «Авроре» проводили митинги и собрания; команда участвовала во всех мероприятиях, организованных большевиками. Ремонт крейсера отошёл на второй план и стал вялотекущим.
4 июля моряки с «Авроры», участвовавшие в большевистской демонстрации на Садовой, попали под пулемётный огонь верных Временному правительству частей; вскоре семеро матросов были арестованы прибывшей на крейсер следственной комиссией и в течение месяца содержались в «Крестах», пока не были взяты на поруки командиром и командой.

### Октябрьская революция и Гражданская война

#### Участие в Октябрьском вооружённом восстании

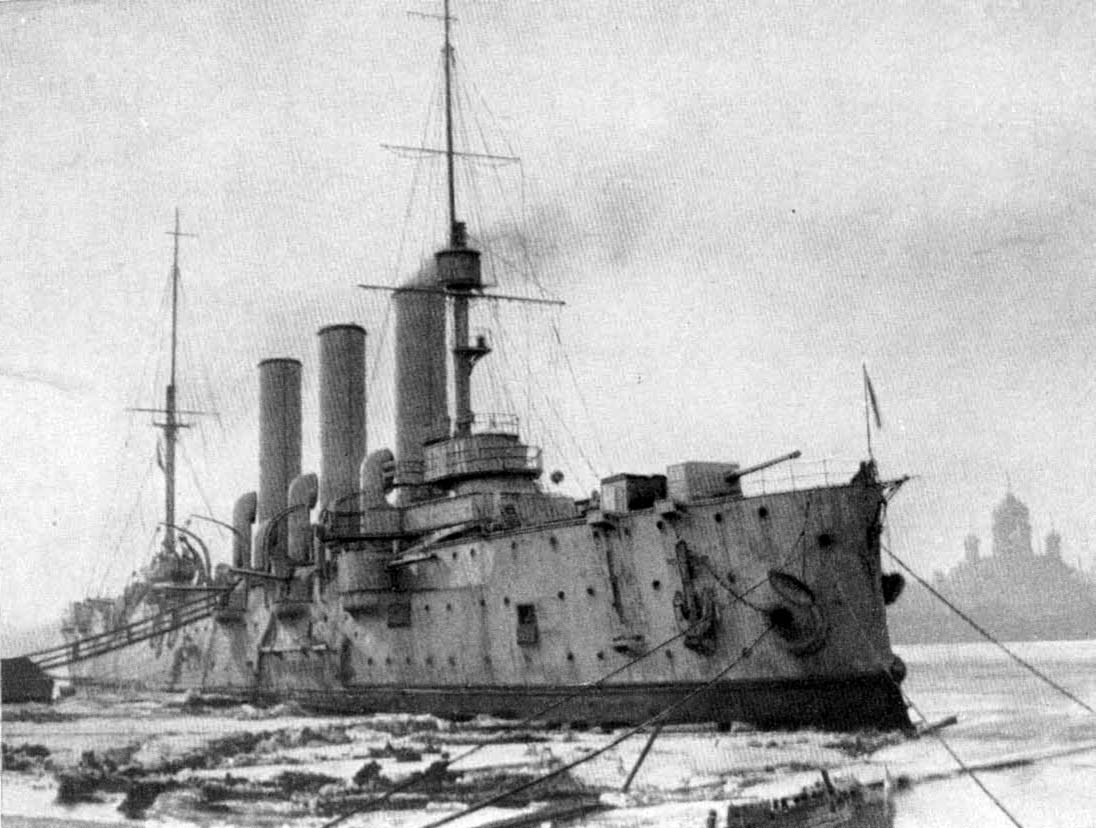
У Франко-русского завода, 1917 год

В начале сентября судовой комитет «Авроры» был переизбран; теперь его председателем стал большевик машинист 1-й статьи А. В. Белышев. На пост командира крейсера вместо убывшего в Главный морской штаб старшего лейтенанта Н. К. Никонова избрали лейтенанта Н. А. Эриксона. Ремонт крейсера близился к завершению, и в октябре «Аврора» должна была выйти в море на испытания машин. Понимая значение крейсера в условиях подготовляемого городского восстания, большевики воспротивились — 24 октября Центробалт постановил «Авроре» «всецело подчиняться распоряжениям революционного комитета Петроградского Совета» и, следовательно, оставаться на Неве.
В ночь на 25 октября Военно-революционным комитетом на «Аврору» была возложена задача «восстановить движение по Николаевскому мосту», разведённому накануне юнкерами. Для выполнения задачи и психологического воздействия на охрану моста требовалось вывести крейсер на середину реки, но Н. А. Эриксон отказался это сделать, мотивируя отказ необследованностью фарватера. После угроз и уговоров со стороны команды командир, опасаясь, что матросы посадят корабль на мель, всё-таки вывел его к мосту. При приближении «Авроры» юнкера оставили мост, а высадившиеся на берег корабельные электрики свели его, выполнив поставленную задачу.

#### Участие в штурме Зимнего дворца
К утру 25 октября в руках большевиков находились основные стратегические пункты и правительственные учреждения Петрограда. Оставалось захватить Зимний дворец; в случае отказа правительства сдаться большевики предполагали обстрелять его из Петропавловской крепости и с «Авроры», а затем взять дворец штурмом. Начальник полевого штаба восставших В. А. Антонов-Овсеенко, прибывший на крейсер днём, отдал распоряжение, что по сигнальному выстрелу Петропавловской крепости «„Аврора“ даст пару холостых выстрелов из шестидюймовки». Одновременно с крейсера на берег сошли три группы моряков для поддержания порядка в городе. По радио с «Авроры» было передано написанное В. И. Лениным воззвание «К гражданам России!».
В 21:40 по приказу комиссара А. В. Белышева комендор Е. Огнев из 6-дюймового бакового орудия «Авроры» произвёл один холостой выстрел, оказавший психологическое воздействие на защитников Зимнего дворца. По версии ряда советских источников, он послужил сигналом для начала штурма Зимнего дворца. По данным историка С. П. Мельгунова, штурм начался 25 октября около 21:00 с сигнального холостого выстрела из Петропавловской крепости:187; по информации историка В. Т. Логинова, вообще без сигнального выстрела. Дальнейших выстрелов орудий «Авроры» не последовало. Мельгунов задаётся вопросом, стала ли бы «Аврора» стрелять по Зимнему дворцу, и выдвигает версию о невозможности боевой стрельбы по нему из-за условий дислокации крейсера на Неве:192.
В последующие дни в печати появилась информация о том, что «Аврора» стреляла по Зимнему дворцу боевыми снарядами. 9 ноября в газете «Правда» было напечатано подписанное комиссаром крейсера опровержение: «…был произведён только один холостой выстрел из 6-дюймового орудия, обозначающий сигнал для всех судов, стоящих на Неве, и призывающий их к бдительности и готовности». Некоторые исследователи высказывают сомнения в том, что на борту крейсера в этот момент вообще находились боевые снаряды.
Очевидец событий Джон Рид в книге «Десять дней, которые потрясли мир» пишет, что выстрелы не были холостыми (Ten Days That Shook the World. Chapter IV):

Тротуар под нашими ногами был засыпан штукатуркой, обвалившейся с дворцового карниза, куда ударило два снаряда с «Авроры». Других повреждений бомбардировка не причинила.
Оригинальный текст (англ.)Underfoot the sidewalk was littered with broken stucco, from the cornice of the Palace where two shells from the battleship Avrora had struck; that was the only damage done by the bombardment...

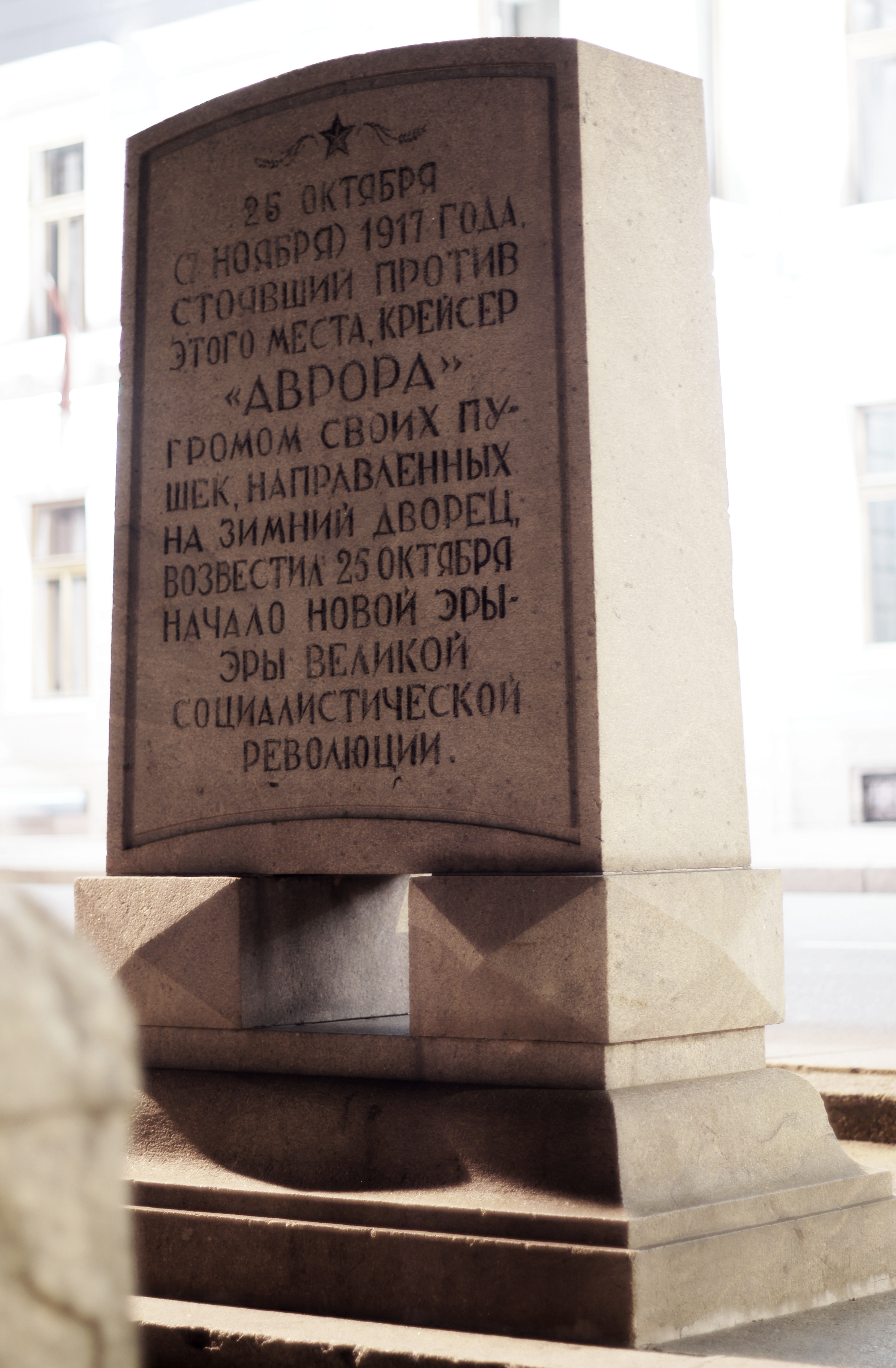
Стела в честь «Авроры» на Английской набережной

Через три дня крейсер вернулся к стенке Франко-русского завода для окончания ремонта. На набережной Красного флота (сейчас Английская набережная), напротив особняка Румянцева, в память об участии крейсера в истории в 1939 году установлена мемориальная стела работы архитектора Гегелло. Надпись на стеле гласит:

25 октября (7 ноября) 1917 года, стоявший против этого места, крейсер «Аврора» громом своих пушек, направленных на Зимний дворец, возвестил 25 октября начало новой эры — эры Великой социалистической революции.

#### На долговременном хранении
28 ноября 1917 года «Аврора», окончив ремонт и успешно проведя швартовные испытания котлов и машин, перешла в Гельсингфорс, где она вновь вошла в состав 2-й бригады крейсеров. 8 декабря были проведены испытания котлов, главных машин и вспомогательных механизмов корабля, выявившие много недостатков; несмотря на это, ремонт машин был признан удовлетворительным, а новые котлы решили повторно испытать весной следующего года.
22 декабря 2-я бригада крейсеров в тяжёлой ледовой обстановке перешла из Гельсингфорса в Кронштадт. Переход же из Кронштадта в Петроград удалось осуществить только 27 декабря при помощи ледокола «Ермак». По возвращении на Неву «Аврора» вновь встала у Адмиралтейского завода, начав работы по устранению дефектов механической установки. В последние дни 1917-го и первые месяцы 1918 года были предприняты две попытки диверсии на корабле: незадолго до Нового года была предпринята попытка отравления экипажа партией отравленного окорока (в госпиталь попало до 200 матросов, некоторыми большевиками заявлялось о 20 погибших), а 30 марта на «Авроре» обнаружили фугас, обезвреженный старшим офицером Б. Ф. Винтером. При разборке взрывателя мины Винтер получил тяжёлое ранение.
К 9 мая на «Авроре» осталось только 127 военморов: часть команды убыла на фронт в составе отрядов добровольцев. В это время с «Авроры» на «Память Азова» без ведома команды перебежал отставленный от должности председатель судового комитета А. А. Корунов. Вскоре было обнаружено, что он похитил революционный красный флаг, который был разыскан в личных вещах Корунова распоротым и предназначенным для пошива кофты. Похитителя арестовали, а дело передали в ЧК.
29 июля крейсер перевели в Кронштадт, где во время активного наступления Северо-Западной армии Юденича его планировали затопить, чтобы преградить путь кораблям интервентов. Несколько раз «Аврору» в числе других кораблей выводили на позиции для затопления в качестве тренировки экипажа; в один из таких выходов крейсер потерял все якоря. Когда стало ясно, что английские корабли не появятся перед Петроградом, на «Авроре» были оставлены около 40 человек экипажа во главе с новым командиром М. Н. Зубовым.
Весной были начаты работы по подготовке к консервации крейсера; в это время «Аврора» обеспечивалась паром от буксира-отопителя. Пройдя в ноябре — декабре 1919 года докование в Константиновском доке, 8 июня 1922 года крейсер со снятой артиллерией и без боезапаса был передан на хранение Кронштадтскому военному порту под охрану крепостного караула.

### Учебный корабль Балтийского флота

#### Восстановление

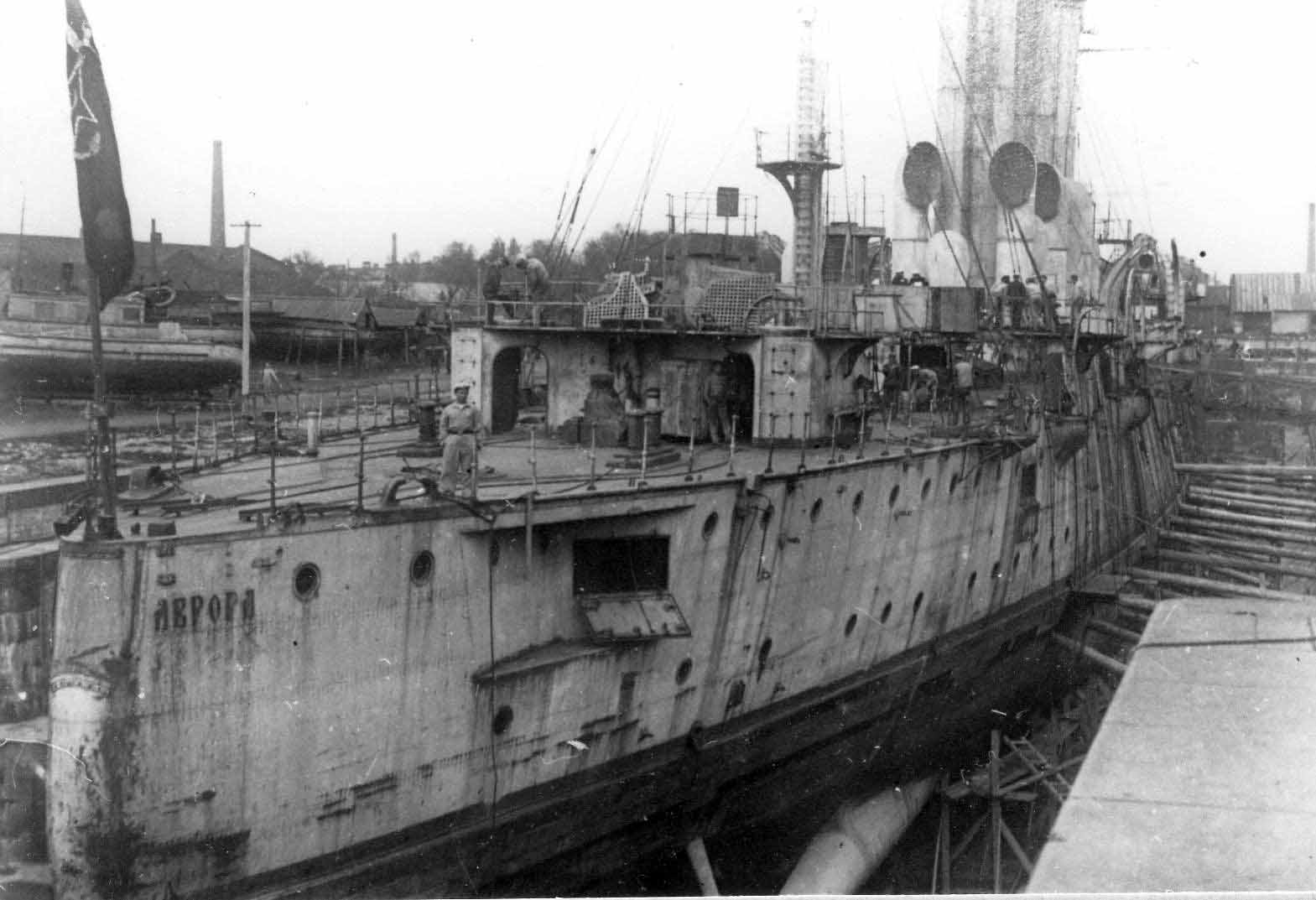
На ремонте в Кронштадте

Осмотревшая «Аврору» в сентябре 1922 года комиссия вынесла заключение, что после несложных работ крейсер возможно было бы ввести в строй в качестве учебного корабля. Капитально отремонтированный в 1917 году корабль меньше всех пострадал во время длительного нахождения на приколе. Приказом по Морским силам № 899 от 30 декабря 1922 года командиром «Авроры» был назначен Л. А. Поленов, ранее проходивший службу на ней мичманом. Укомплектование корабля проводилось как старыми судовыми специалистами, так и молодыми моряками комсомольского набора. 6 человек командного и 35 некомандного состава трудились часто по 24 часа в сутки, первоначально живя на учебном судне «Комсомолец», а 18 января 1923 года перейдя на «Аврору». 23 февраля 1923 года, в день праздника, посвящённого созданию Красной армии, над «Авророй» снова стал развеваться красный флаг. К этому моменту на крейсере находились уже около 100 человек; 11 апреля экипаж пополнили 100 учеников-комсомольцев. «Аврора» под командованием Л. А. Поленова вошла в состав отряда учебных кораблей Балтийского флота, став первым боеспособным крейсером советского Балтийского флота.
По окончании работ по выводу корабля из долговременного хранения его ввели в Константиновский док, где с 23 мая в течение месяца была отремонтирована обшивка и разобраны остатки фор-трала. Выйдя из дока, крейсер получил новое артиллерийское вооружение, состоявшее из 10 современных 130-миллиметровых установок длиной ствола в 55 калибров. Зенитная артиллерия теперь была представлена двумя 76-миллиметровыми пушками Лендера, появившимися на кормовом мостике и четырьмя пулемётами «Ма́ксим». Погреба переоборудовали под хранение новых боеприпасов и установили два дальномера системы Барра и Струда. Кроме того, были вновь установлены минные рельсы, новые радиостанции и средства навигации. Потерянные ранее якоря были подняты с потопленного английским торпедным катером «Олега», а цепи к ним доставали отдельными кусками с разных судов.

#### Походы
18 июля 1923 года состоялись ходовые испытания, которые прошли успешно. В ночь на 20 июля девять моряков с «Авроры» приняли участие в тушении пожара на ближайшем к кораблю форте «Павел I», где находился склад мин. Четверо человек погибли, столько же получили ранения и ожоги; только один остался невредимым. Все девятеро военморов были награждены орденами Красного Знамени. Трагедия произошла из-за халатности матросов с линкора «Парижская коммуна», а моряки с «Авроры» прибыли на форт уже после первых взрывов.
Свою первую кампанию крейсер провёл в плаваниях по Балтийскому морю, выходя не дальше центральной его части — острова Готланд. Осенью «Аврора» участвовала в манёврах флота. 5 сентября Центральный исполнительный комитет СССР взял шефство над кораблём.
Зима 1923—1924 годов прошла в подготовке к будущему заграничному плаванию. Особому Практическому отряду в составе «Авроры» и учебного судна «Комсомолец» предстоял дальний поход по маршруту Кронштадт — Архангельск и обратно с заходом в заграничные порты. 10 июля корабли под командованием Н. А. Бологова отправились в плавание, имея на борту курсантов и преподавателей военно-морских училищ. Поход прошёл благополучно и имел большое политическое значение, так как собрал в иностранной прессе положительные отклики о поведении советских моряков и организации службы в ВМФ СССР. В 1924—1925 гг. крейсер был пришвартован у причала острова Мудьюг.

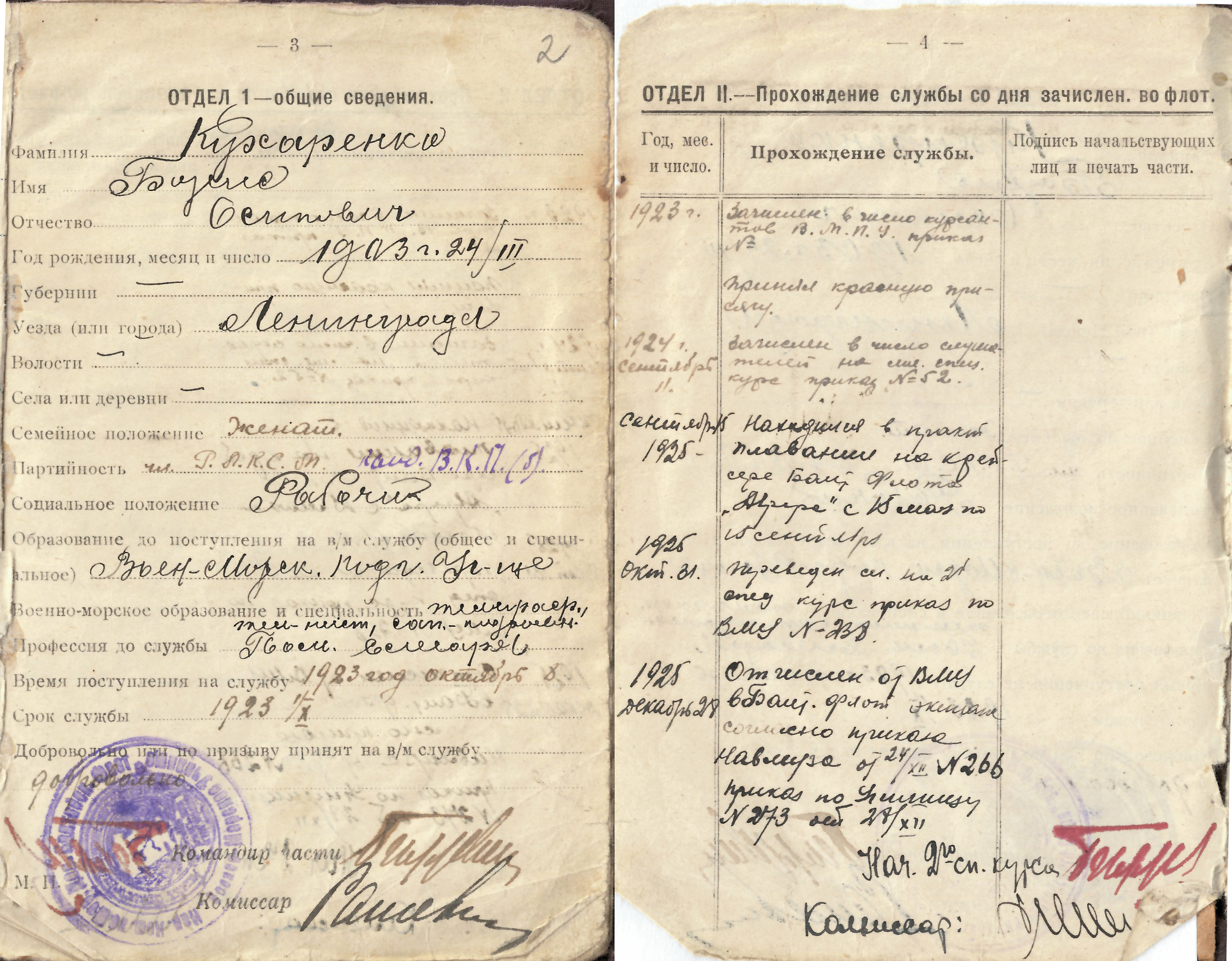
Запись о практическом плавании на «Авроре» в 1925 году в служебной книжке краснофлотца Бориса Кухаренко

Аналогичный поход вокруг Скандинавии был совершён с 15 мая по 15 сентября 1925 года. Отрядом теперь командовал начальник Управления военно-морских учебных заведений В. М. Орлов. На этот раз поведение советских моряков было не столь примерным; так, начальник штаба отряда судов не смог прибыть с визитом к администрации норвежского порта, потому что был нетрезв. Четверо матросов были списаны с «Авроры» в Архангельске за различные провинности.
Зимний период 1925—1926 годов был использован для проведения профилактического ремонта: на крейсер установили четыре дополнительных 75-миллиметровых орудия для практических стрельб и несколько новых штурманских приборов. В кампании 1926 года «Аврора» состояла во внутреннем плавании, кратковременно посетив лишь район Кильской бухты.
2 ноября 1927 года к годовщине Октябрьской революции «Аврору» наградили орденом Красного знамени. 7 ноября на крейсере был в торжественной обстановке поднят Краснознамённый военно-морской флаг, а на щите носового орудия прикрепили бронзовую мемориальную табличку.
За последующие три года «Аврора» совершила несколько заграничных плаваний, посетив в 1928-м году Копенгаген, а в 1929-м году Свинемюнде (вместе с крейсером «Профинтерн»). Эта акция, будучи тогда первым для военных кораблей СССР посещением германского порта, придававшим ей политическое значение, прошла успешно.

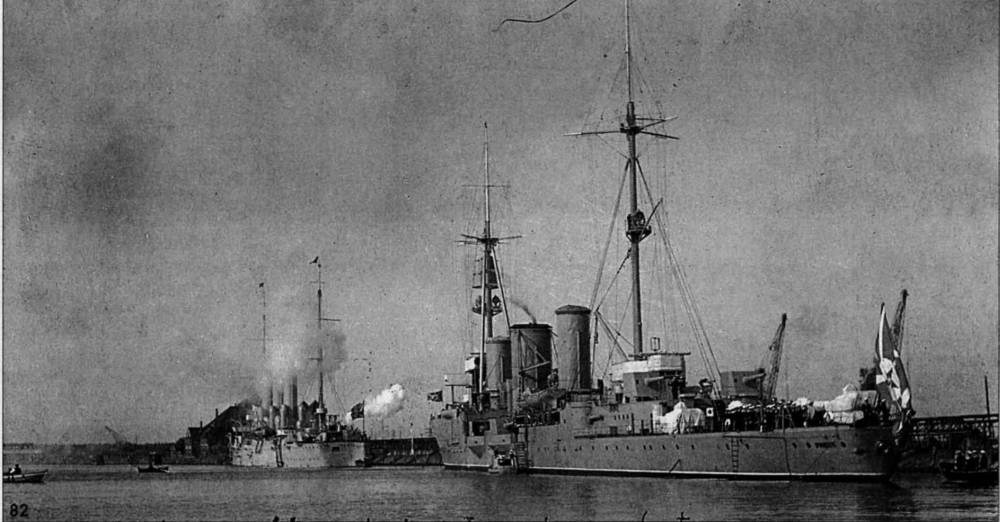
Крейсера «Профинтерн» и «Аврора» в Свинемюнде, 1929 год

Последним дальним походом «Авроры» стало третье в истории крейсера плавание вокруг Скандинавского полуострова, благополучно завершившееся в августе 1930 года. После этого крейсер за пределы Балтийского моря не выходил: из-за износа котлов треть их была выведена из эксплуатации. Тем не менее на пробеге осенью 1932 года крейсер развил 17,5 узлов, что было прекрасным результатом для старого судна.
К осени 1933 года стало очевидно, что крейсеру необходим капитальный ремонт, по объёму превосходящий даже ремонт 1916—1917 годов. Начатые в конце года работы должны были длиться до 1937 года, но из-за постройки большого количества новых кораблей они были прекращены весной 1935 года. Рабочие завода имени А. Марти не успели поменять котлы; в связи с этим «Аврору» переклассифицировали в несамоходную учебную базу. Зимой 1935—1936 годов с корабля демонтировали одно котельное отделение и переделали якорное устройство.
В последующие годы на время кампании «Аврору» на буксире выводили на Восточный Кронштадтский рейд. Здесь на ней проходили практику курсанты первых курсов военно-морских училищ. Зимой базу возвращали к набережной Лейтенанта Шмидта или в Ораниенбаум, где передавали подводникам. По мнению исследователей, к 1941 году «Аврору» планировали исключить из списков флота, но осуществлению этого помешала война.

### Великая Отечественная война
С началом Великой Отечественной войны с «Авроры» списали курсантов, а сам корабль, находившийся в Ораниенбауме, включили в систему противовоздушной обороны Кронштадта. К этому времени, по данным Л. Л. Поленова, «кроме десяти 130-мм орудий в состав артиллерийского вооружения „Авроры“ входили: две универсальные 76,2-мм артустановки длиной в 55 калибров, установленные на полубаке, два зенитных 76,2-мм орудия системы Лендера на среднем мостике, три универсальных 45-мм орудия длиной в 45 калибров, стоявшие на кормовом мостике, и пулемёт системы „М-1“». Некоторые авторы считают, что ютовое орудие корабля было новой артсистемой Б-13 первой серии. Командиром базы являлся капитан 3-го ранга И. А. Саков, под начальством которого находилось 260 человек экипажа. По мере приближения гитлеровских войск к Ленинграду с «Авроры» на фронт уходили краснофлотцы; с крейсера снимали вооружение.
В июле 1941 года была сформирована располагавшаяся в районе Дудергофа батарея «А» («Аврора»), в состав которой вошли девять снятых с крейсера 130-миллиметровых орудий. Батарея «А» была сформирована приказом командующего морской обороной Ленинграда и озёрного района контр-адмирала К. И. Самойлова от 8 июля 1941 года за № 013. В целом, приказом был сформирован отдельный артиллерийский дивизион специального назначения двухбатарейного состава. До 30 сентября 1941 года дивизион полностью подчинялся Краснознамённому Балтийскому Флоту. Передан Ленфронту «посмертно», в конце сентября 1941 г. На вооружении у батареи «А» — «Аврора» находились 9 орудий 130-мм/55 типа Б—13—1С (первая серия пушек, производства СССР до 1939 г.). Орудия были сняты с крейсера в Ораниенбауме, и тракторными тягачами на волокушах доставлены в Дудергоф. Полный фронт батареи составлял около 15 километров, от пос. Дудергоф до д. Пелёля за Киевским шоссе. Полные списки личного и командного состава дивизиона не установлены. В составе расчётов орудий присутствовали моряки с крейсера «Аврора» и из других частей. С 3 сентября 1941 года Батарея «А» («Аврора») начала активные боевые действия, начав наносить удары по скоплениям противника в Ям-Ижоре. В течение 3—7 сентября удары были нанесены по скоплениям противника в населённых пунктах Кипень, Скворицы, Высоцкое, Лемпелово, Пелези. Координаты целей передавались из КП артдивизиона в Пулково. 10 сентября, после артиллерийской и авиаподготовки немцы вошли в Дудергоф, зайдя в тыл батарее, которая к тому времени все ещё не имела должной огневой поддержки от других родов войск. Связь с КП дивизиона у батареи была прервана бомбовыми ударами. Воронью гору, расположенную севернее батареи «А» (батарея располагалась под горой Ореховая), — защищали не вступавшие во взаимодействие с батареей 282-й ОАПБ и 1-я ТД. К вечеру 10 сентября немцы захватили Воронью гору. 2-й батальон 500-го стрелкового добровольческого полка в противотанковом рву перед батареей был рассеян атакой противника на рассвете 11 сентября. Одновременно, утром 11 сентября, немцы атаковали 1-е орудие батареи «А» у подножия Ореховой горы, и в течение дня с боями захватили семь огневых позиций правого фланга и цитадели у подножия горы Кирхгоф. Выжившие моряки отступили на 8 и 9 орудия за Киевское шоссе и продолжали вести огонь до исчерпания снарядов на каждом орудии, после чего по возможности выводили орудия из строя либо портили приборы наводки. К исходу восьмого дня боёв из 165 человек личного состава вышли к своим только 26 моряков.

По официальной справке из ЦВМА за 1987 год, — по донесению командира артдивизиона на позиции батареи «Б» 13-14 сентября вышли 90 человек л/состава, и 6 человек из 12 командного состава батареи «Аврора». На позиции 1-го орудия батареи «Аврора» первый обелиск был сооружён в 1963 году. Незадолго до этого военный корреспондент К. К. Грищинский провёл первое исследование истории батареи, которое было отражено в газетах и журналах. В те же годы образовался Краеведческий Музей в 289-й можайской школе, который при содействии ЦВММузея начал заниматься историей батареи, устанавливал биографии и контакты выживших батарейцев — авроровцев.
Послевоенная история батареи «А» в советский период была тесно связана в печати с именами: лейтенанта, командира 5-го орудия, — Алексея Васильевича Смаглия, по утверждениям местных жителей — сожжённого вместе с боевыми товарищами и санитаркой на позиции первого орудия 11 сентября 1941 года, и Александра Александровича Антонова, — по легенде взорвавшего себя вместе с политруком А. А. Скулачёвым на позиции орудия № 2, не желая сдаваться в плен. Обстоятельства казни и подрыва моряков за пределами художественной литературы детально не установлены. В 1984 году был сооружён мемориал «Морякам-Авроровцам» на месте первого орудия. В 1987 году открыт мемориал «Взрыв» на месте второго орудия. Станина 5-го орудия была перенесена в 1988 году в в\ч 14108, где был открыт свой мемориал «Боевой славы». На 31-м километре Киевского шоссе в 1987 году так же появился мемориал «Залп Авроры» (современное название — «Артиллеристам Авроры»), которому предшествовал утверждённый межведомственной комиссией мемориал «Морская Волна» на 29-м километре того же шоссе. По неизвестным причинам предыдущий памятник не был построен, равно как и не были увековечены позиции 3-7 орудий согласно утверждённым эскизам. В целом — изначально планировалось построить «комплексный мемориал». Памятники и мемориалы, увековечивающие память батареи «А», строились по проектам архитектора А. Д. Левенкова, общественным инициатором была А. Г. Павлушкина. Стройка проходила на общественных началах, в ней участвовали жители Ленинграда и Ленобласти, учащиеся, солдаты воинских частей, и курсанты военных учебных заведений. С апреля по сентябрь 1984 года на строительство мемориала «Морякам-авроровцам», согласно ведомости учёта работ вышло около 2500 человек. Мемориалы артбатареи «А» включены в Зелёный пояс Славы.

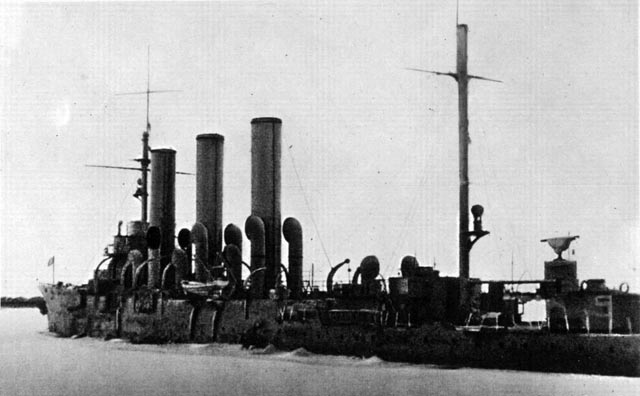
В Ораниенбауме на грунте, 1944 год

Немецкая авиация начала подвергать «Аврору» налётам. 16 сентября во время массированного налёта зенитчики «Авроры», по свидетельствам очевидцев, сбили один самолёт. Через пять дней огонь по крейсеру открыла немецкая сухопутная артиллерия. С этого момента комбинированные артиллерийские и авиационные налёты происходили ежедневно. Видя бессмысленность дальнейшего пребывания экипажа на борту судна, капитан 3-го ранга Саков своей властью разместил моряков в безопасном месте на берегу, оставив на «Авроре» постоянную вахту. За это командир крейсера был арестован и вскоре расстрелян по обвинению в «паникёрстве» и «бегстве с корабля». 27—30 сентября крейсер получил несколько попаданий, в результате которых сел на грунт с креном 3° на правый борт.
В конце ноября жизнь на корабле стала невозможной, и (теперь по решению командования) экипаж перевели на берег. Вахту несли у единственного боеспособного зенитного орудия и Краснознамённого флага. Начатый ещё осенью демонтаж артиллерии и оборудования теперь проходил в неимоверно трудных условиях под огнём противника. Так, 1 декабря гитлеровская батарея выпустила по «Авроре» 56 снарядов, добившись четырёх попаданий. Последнее 130-миллиметровое орудие, снятое с крейсера, после ремонта было установлено на бронепоезде «Балтиец».
Видя флаг, развевающийся над севшим на грунт крейсером, немецкие батареи время от времени открывали по нему огонь. В августе 1943 года «Аврора» вновь получила три попадания; осколком снаряда был сбит Краснознамённый флаг, немедленно поднятый из воды старшим краснофлотцем А. И. Волковым.
Обстрелы «Авроры» прекратились лишь со снятием блокады Ленинграда.

### Памятник — база Нахимовского училища
Крейсер «Аврора», 1983 г.
В августе 1944 года исполнительный комитет Ленинградского городского Совета депутатов трудящихся принял постановление, по которому «Аврору» надлежало установить у Петроградской набережной в качестве музея-памятника истории флота и учебного блокшива Ленинградского Нахимовского военно-морского училища. 20 июля корабль был поднят специалистами ЭПРОНа и с командой из 13 человек под командованием капитана 3-го ранга П. А. Доронина переведён в Ленинград. Зима ушла на очистку корабля от мусора, а 3 мая 1945 года был неожиданно обнаружен увеличивавшийся с каждым часом крен. Неисправность кингстона левого борта среднего котельного отделения привела к затоплению машинного отделения; «Аврору» пришлось снова посадить на грунт. Через 20 дней вновь поднятый корабль был на буксире переведён в Кронштадтский док, где он провёл с 14 июля по 6 сентября.
7 сентября крейсер отбуксировали в Ленинград и начали разгрузку помещений и демонтаж оборудования. 23 октября 1945 года «Аврору» предоставили в распоряжение съёмочной группы киностудии имени М. Горького, занимавшейся съёмками фильма «Крейсер „Варяг“». «Авроре» предстояло сыграть роль прославленного крейсера. До начала 1946 года «Аврору» «гримировали» под «Варяг»: устанавливали четвёртую, фальшивую, трубу, несколько 152-миллиметровых пушек, снимали с некоторых орудий щиты, делали носовое украшение и командирский балкон в кормовой оконечности. Палубу покрыли сосновой доской, а завод «Судобетонверфь» выполнял герметизацию корпуса. Сначала с поверхности обшивки была тщательно удалена ржавчина, затем почти всю подводную часть залили тонким слоем бетона высокой марки.
Затянувшиеся съёмки, в которых принял участие весь личный состав корабля, окончились 29 сентября 1946 года. Уже на следующий день «Аврору» возвратили к стенке судоремонтной мастерской у Масляного канала. Здесь на корабль установили четырнадцать 152-миллиметровых орудий Канэ, причём одиннадцать из них имели сухопутные станки и щиты, а для трёх пришлось изготавливать щиты по образцу имеющихся. Для производства салютов установили четыре 45-миллиметровых орудия: попарно на среднем и кормовом мостиках. 6 ноября 1947 года «Аврора» была установлена у моста Лейтенанта Шмидта, откуда её после окончания праздничных мероприятий, посвящённых 30-летию Октябрьской революции, снова перевели к заводу для завершения переоборудования.
17 ноября 1948 года «Аврору» перевели к окончательному месту стоянки на Большую Невку. Здесь корабль принял на борт воспитанников выпускной роты Ленинградского Нахимовского военно-морского училища. Созданный на крейсере музей в 1956 году расширили и сделали филиалом Центрального военно-морского музея. В 1960 году, после кратковременного докового ремонта, постановлением Совета Министров СССР «Аврора» была включена в число памятников, охраняемых государством. К этому времени крейсер перестал быть базой Ленинградского Нахимовского военно-морского училища.
В честь крейсера «Аврора» названа бухта в Антарктиде (бухта Аврора, Берег Правды, 66°28′ ю. ш., 94°42′ в. д., бухта нанесена на карту в 1956 году, название присвоено не позже 1965 года).

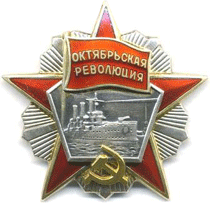
Рельефное изображение «Авроры» на Неве помещено в центре ордена Октябрьской Революции. Автор эскиза ордена — художник В. П. Зайцев

22 февраля 1968 года указом Президиума Верховного Совета СССР Краснознамённый крейсер «Аврора» был награждён орденом Октябрьской Революции, став единственным в стране дважды орденоносным кораблём. На ордене изображён сам крейсер.

### Ремонт 1984 года

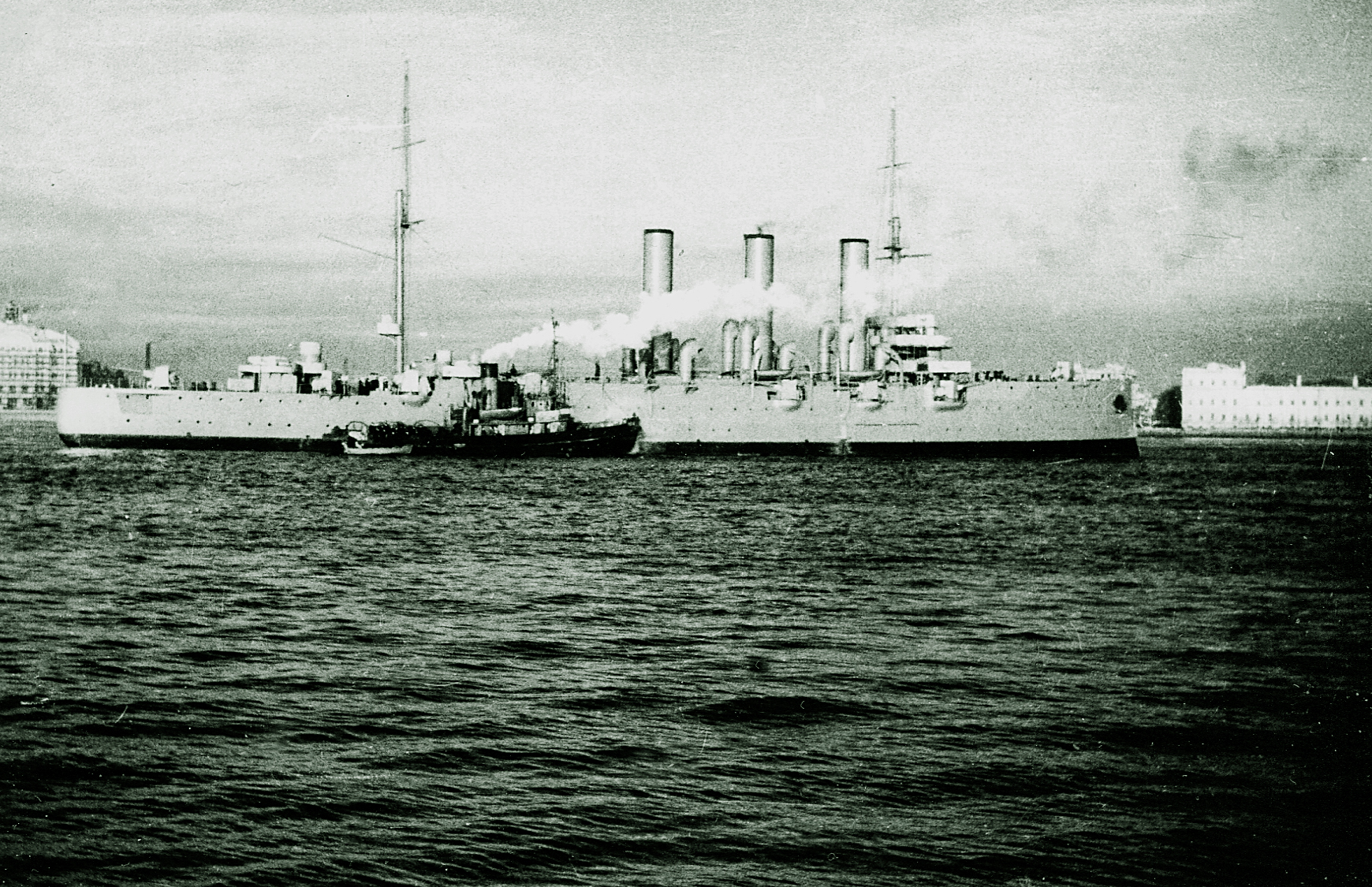
Выход «Авроры» на Неву, 1984 год

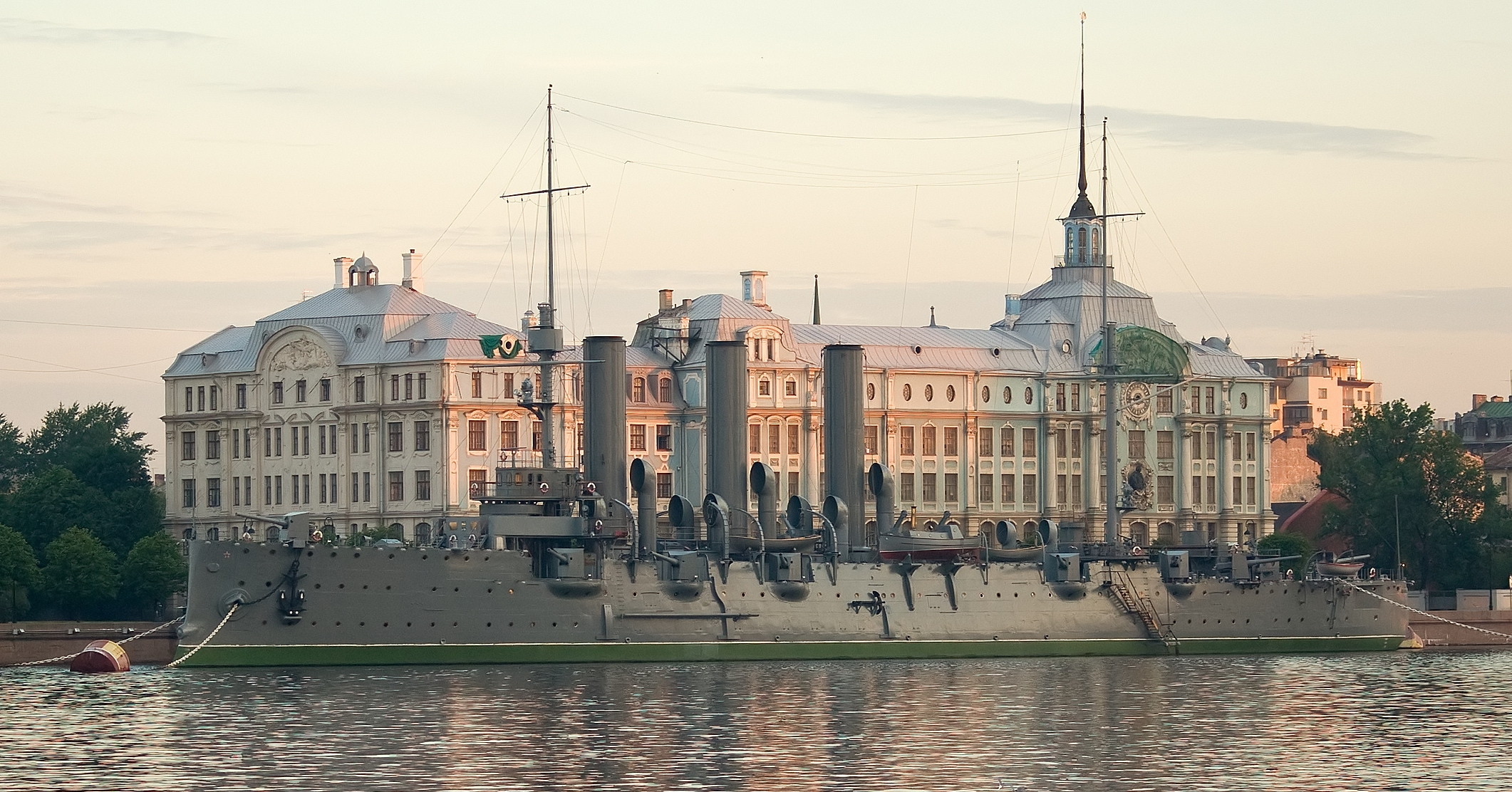
На вечной стоянке

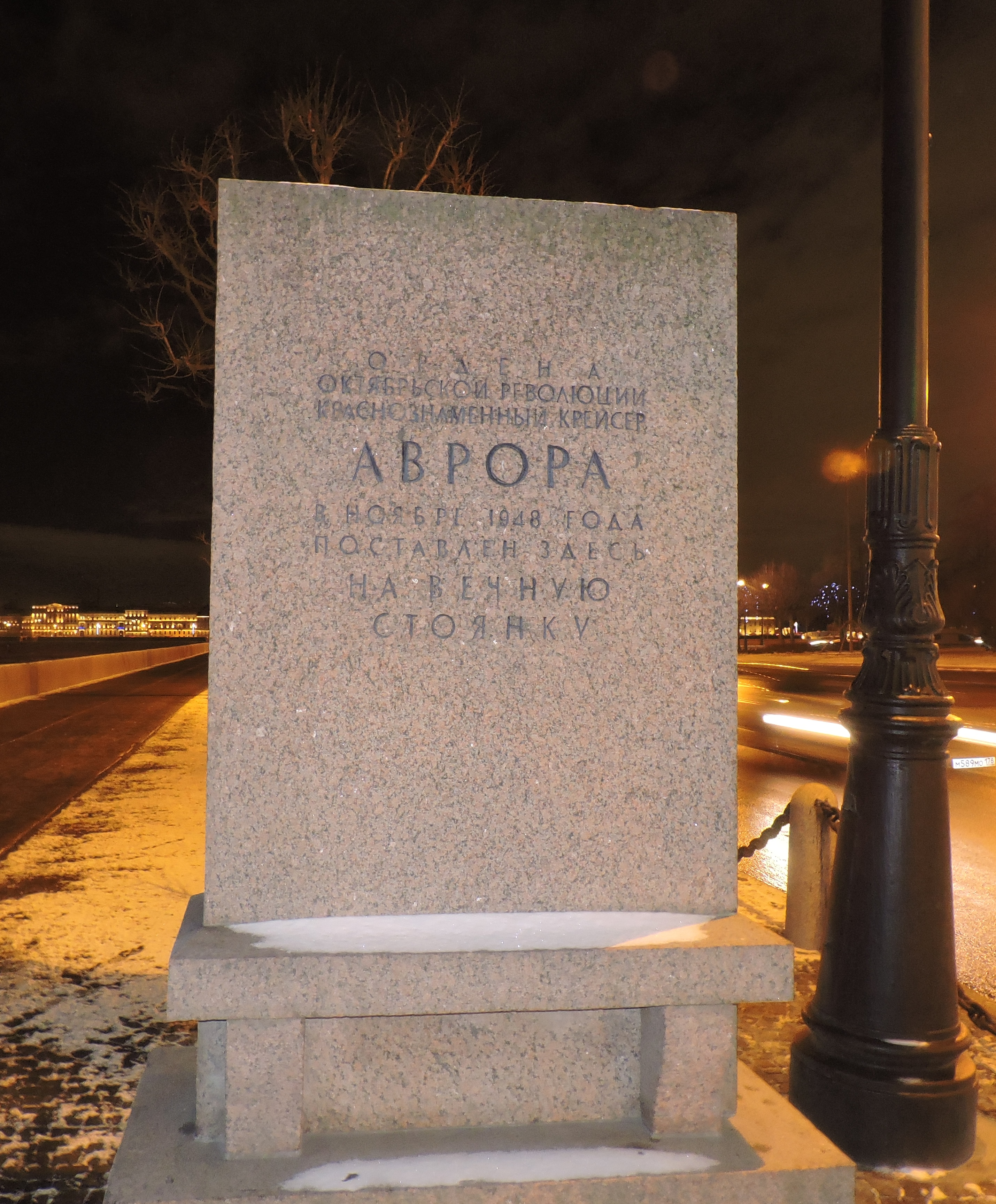
Стела в честь «Авроры» на Петроградской набережной

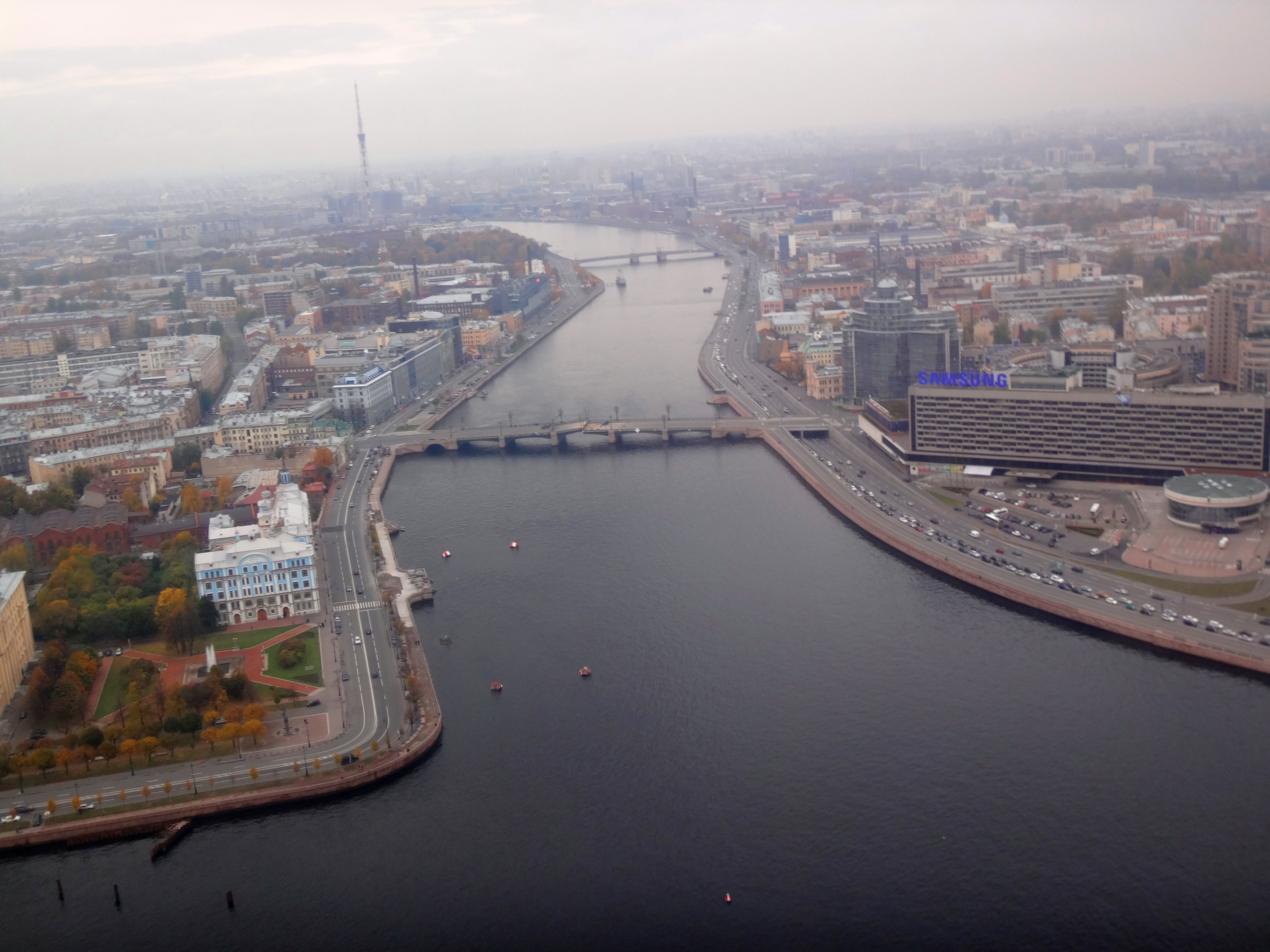
Исток Большой Невки с борта вертолёта. Слева — место вечной стоянки «Авроры»

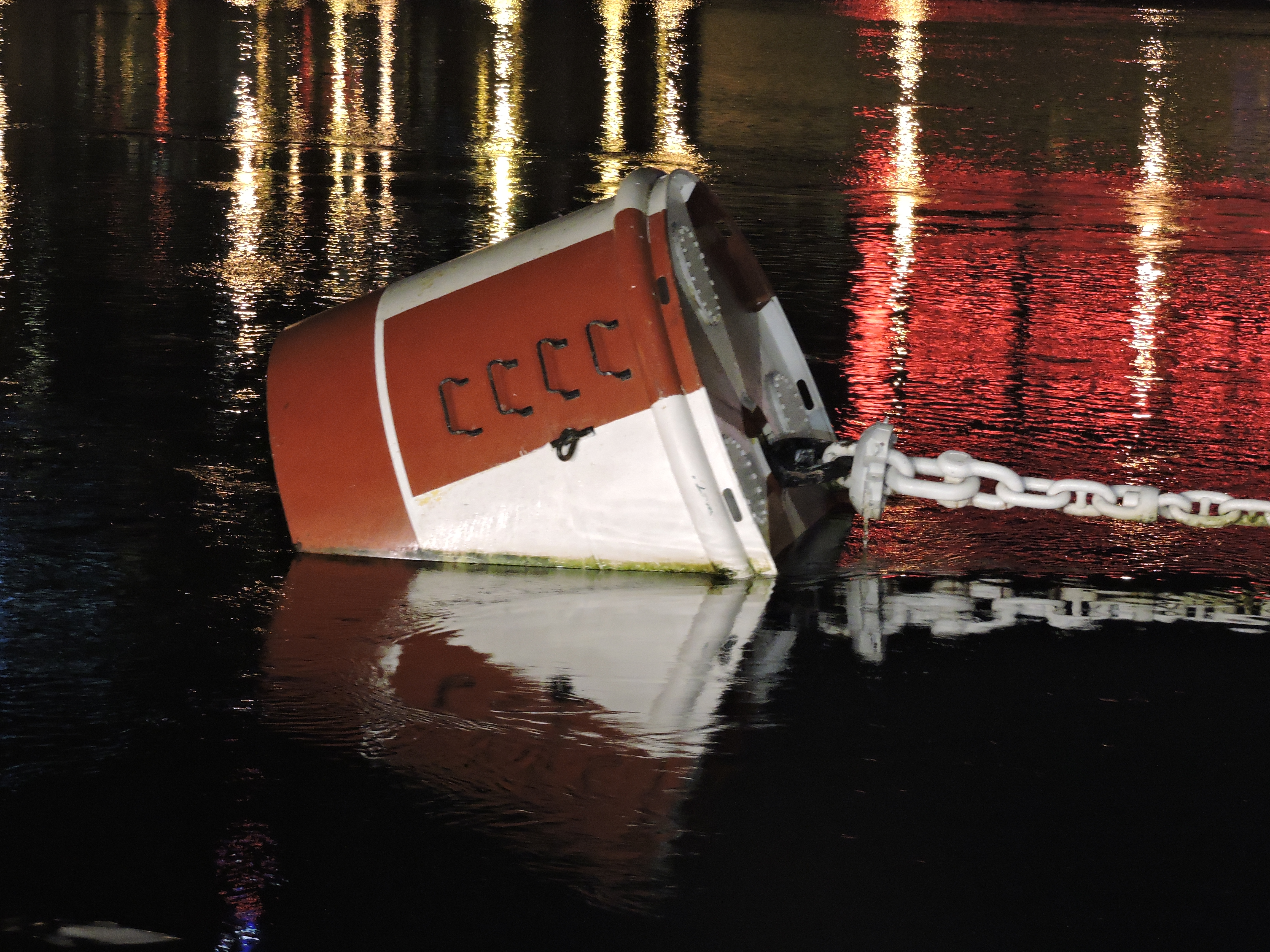
К этим четырём якорным бочкам прикреплён крейсер

К концу 1970-х годов корпус «Авроры» пришёл в аварийное состояние. Межведомственная комиссия, созванная Главкомом ВМФ осенью 1980 года, после полугодовой работы представила заключение по техническому состоянию корпуса и предложила три способа обеспечения плавучести крейсера. После двухлетних исследований были отвергнуты все три варианта: решили провести восстановительный ремонт с заменой повреждённых элементов корпусных конструкций. Проектировщиком назначили Северное проектно-конструкторское бюро, исполнителем стал Судостроительный завод имени А. А. Жданова. Несмотря на протесты со стороны историков флота, стремившихся сохранить уникальный памятник техники и истории, инженеры приняли решение о полной замене подводной части с применением современных технологий.
18 августа 1984 года «Аврора» была кормой вперёд подведена к стенке завода. В следующем году корпус ввели в док, где была отделена практически вся подводная часть корпуса. В конце лета в заново отстроенное днище загрузили отремонтированное оборудование и начали монтаж броневой палубы. Котлы Бельвиля-Долголенко заменили макетами, машину удалось сохранить. Часть не понадобившейся брони пошла на изготовление памятных поделок и сувениров. После достройки в эллинге к апрелю 1987 года на крейсер приварили оконечности с бронзовыми штевнями, на которые прикрепили куски подлинного корпуса; кроме того, установили надстройки, трубы и мачты. Затем была начата реконструкция помещений, которые старались восстановить в первозданном виде.
К августу 1987 года «реставрация» «Авроры», стоившая примерно 35 миллионов рублей, была окончена. Существуют разные оценки проведённых работ: новая подводная часть, швы электросварки и применение современных технологий дали повод говорить о превращении «Авроры» в новодел. Наиболее заметные внешние отличия от облика крейсера на 1917 год заключаются в «сухопутных» щитах орудий главного калибра, иных якорных клюзах и множестве мелких деталей (таких как, например, неточность реконструкции буксируемого спасательного буя и отсутствие мусорных шпигатов на батарейной палубе). На прежнем месте вечной стоянки (у Петровской набережной) «Аврора» была установлена на рейдовое крепление и штатное позиционное, которые обеспечивали перемещение корпуса крейсера только по вертикали при любых колебаниях уровня реки.
Существенно расширенная с 1950-х годов экспозиция корабельного музея занимает пространство от 10-го до 68-го шпангоута. В экспозиции хранится более 500 уникальных экспонатов, среди которых документальные фотографии, корабельные предметы и документы, представляющие культурную и историческую ценность. Экспозиция музея расположена в шести помещениях. Открытыми для посещения экскурсионных групп являются также боевая рубка, машинное и котельное отделения корабля.
Подводная часть крейсера не была утилизирована и по состоянию на 2011 год находится в затопленном состоянии у населённого пункта Ручьи Кингисеппского района. Торчащие из воды части остова в 1980-х годах растащили на стройматериалы жители близлежащего посёлка. В июле 2010 года к историческим обломкам впервые отправилась экспедиционная группа подводных исследователей из Москвы и Санкт-Петербурга, но проведению детального осмотра остова крейсера помешала плохая видимость под водой, вызванная сильным волнением.

### Современная история
В 1990-х годах на крейсере был оборудован стоматологический кабинет, в котором проходили практику курсанты Военно-медицинской академии.
В ночь на 6 июня 2009 года во время Петербургского экономического форума на борту крейсера прошла вечеринка журнала «Русский пионер», вызвавшая широкий резонанс в обществе. Ведущими были: журналистка Тина Канделаки и Андрей Колесников (редактор журнала «Русский Пионер»). Развлекал гостей своими песнями Сергей Шнуров (группа «Рубль»). Среди гостей вечера оказался полномочный представитель президента РФ в Северо-Западном федеральном округе И. И. Клебанов, министр экономического развития Э. С. Набиуллина, губернатор Санкт-Петербурга В. И. Матвиенко. После возникшего скандала корабль для подобных празднеств закрыли, изредка устраивая на его борту благотворительные концерты. Ни один из организаторов и гостей «вечеринки на Авроре» не был привлечён к ответственности.

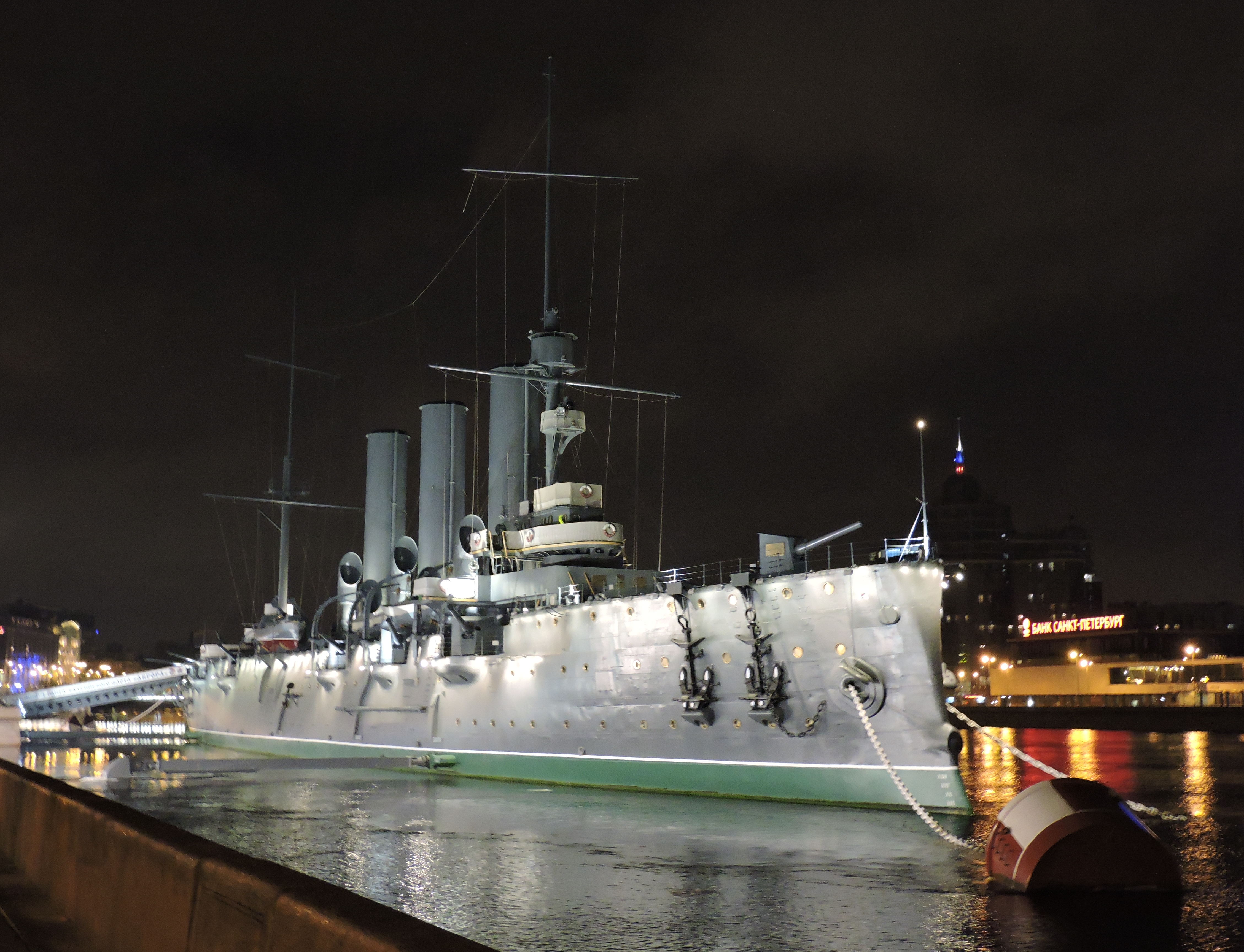
Ночной вид крейсера «Аврора»

1 декабря 2010 года крейсер «Аврора» приказом министра обороны РФ был выведен из состава ВМФ и передан на баланс Центрального военно-морского музея. Военный экипаж крейсера переформировали на штат численностью трое военнослужащих и 28 человек гражданского персонала; статус корабля остался прежним.
16 октября 2011 года трое человек забрались на мачту крейсера и подняли пиратский флаг. Ответственность за акцию взяли на себя петербургские организации «Народная доля» и «Еда вместо бомб».
11 ноября 2011 на видеохостинге YouTube появилось видео «Выстрел Авроры 1 Ранга 2011», где двое неизвестных в гидрокостюмах плывут в направлении крейсера, пробираются по палубе до бакового орудия и производят выстрел. Директор Центрального военно-морского музея Андрей Лялин заявил РИА Новости: «Мне об этом известно, это фальсификация». Ответственность за «выстрел» взяло на себя московское агентство Echoviruses, занимающееся вирусным маркетингом.
27 июня 2012 года депутаты Санкт-Петербургского законодательного собрания приняли обращение к Президенту РФ с просьбой вернуть крейсеру статус корабля № 1 в составе ВМФ с сохранением военного экипажа.
26 января 2013 года министр обороны РФ генерал армии С. К. Шойгу заявил, что крейсер «Аврора» будет отремонтирован, а затем приведён в ходовое состояние. При ремонте будет заменена забортная арматура, электрокабели, насосы, системы пожаротушения и другие узлы и агрегаты, отремонтированы генераторы. В дальнейшем предлагается направить «Аврору» уже на более детальный ремонт, в ходе которого установить навигационное оборудование, средства связи и радиотехническое вооружение, а ход корабля обеспечить дизель-электрической энергетической установкой. Таким образом, в полностью историческом виде корабль предлагается не восстанавливать.
1 июля 2013 года распоряжением министра обороны РФ генерала армии С. К. Шойгу крейсер вернулся в состав флота в качестве «несамоходного стоечного судна», включённого в соединение строящихся и ремонтируемых кораблей Ленинградской военно-морской базы Балтийского флота.

#### Ремонт 2014 года
21 сентября 2014 года «Аврора» была отбуксирована в ремонтный док Кронштадтского морского завода Минобороны РФ для ремонта.

В 10 часов утра корабль начали буксировать на завод. В 14:50 «Аврора» установлена в док Велещинского.

По состоянию на 26 ноября 2014 года крейсер выведен из дока и ошвартован к достроечной стенке, для прохождения второго этапа ремонта.
Крейсер «Аврора» вернулся на место вечной стоянки 16 июля 2016 года. По данным попечительского совета «Авроры», стоимость ремонта крейсера составила около 840 млн рублей, которые были направлены на обновление корпуса корабля и на создание новой экспозиции филиала Центрального военно-морского музея, действующего на «Авроре».
Ремонт 2014—2016 г., в отличие от предыдущих, не предусматривал вмешательство в конструкцию корабля, перестройку его внутренних помещений и надстроек. Обследование корпуса при помощи ультразвука показало, что со времени последнего ремонта динамика коррозии практически отсутствует. Во время докового ремонта был произведён ремонт цистерн, танков и других механизмов, провели опрессовку и проверку герметичности примыкания бронзовых штевней и стального корпуса. Сохранившиеся с момента постройки крейсера в неизменном виде штевни оказались в прекрасном состоянии. Соединения корпуса, сделанные в 1987 году, оказались качественными. Самые крупные работы были направлены на освидетельствование силовых кабель-трасс, замену электросети, ремонт палуб, мачт и всех систем жизнеобеспечения корабля, установку рангоута, замену такелажа, ремонт шлюпочных устройств, катеров, шлюпок, восстановление надстройки, конструкций корпуса (с частичной заменой проржавевшего металла) и дельных вещей. Крейсер получил новейшие системы пожаротушения («Водяной туман»), водоснабжения, связи, видеомониторинга.
Внешний вид также не был оставлен без внимания. Был восстановлен исторический облик каюты флагмана, дизайн-проект которой был утверждён главнокомандующим ВМФ России. В кубриках экипажа и кают-компании проведён косметический ремонт. Обновлена палуба из тикового дерева. Корму «Авроры» украсил новый орденский флаг, разработанный геральдической службой Вооружённых Сил РФ. Однако, советские символы на крейсере, построенном для Российского императорского флота, после ремонта остались. Герб Советского Союза на корме крейсера не был заменён на герб Российской Федерации и не были убраны красные звёзды с бортов, как предполагалось в ходе работ, хотя это противоречит указу президента о символике кораблей ВМФ России, но для «Авроры» сделали исключение, поскольку, по словам председателя Санкт-Петербургского клуба моряков-подводников Игоря Курдина, это стало бы «порчей объекта культурного наследия». Не был восстановлен ростральный двуглавый орёл и на носу корабля, хотя эту идею обсуждали, но отклонили.
На борту «Авроры» в ходе ремонта создана новая музейная экспозиция (в сравнении с прежней количество экспонатов выросло более чем в два раза), посвящённая крейсеру как участнику трёх войн: Русско-японской, Первой мировой и Великой Отечественной.

К июлю 2018 года на «Авроре», по архивным фотографиям и чертежам, восстановлен православный корабельный храм, упразднённый в 1917 году. В дни церковных праздников и выходные в нём проводятся богослужения.

Буксировка крейсера на ремонт, 21 сентября 2014 год.
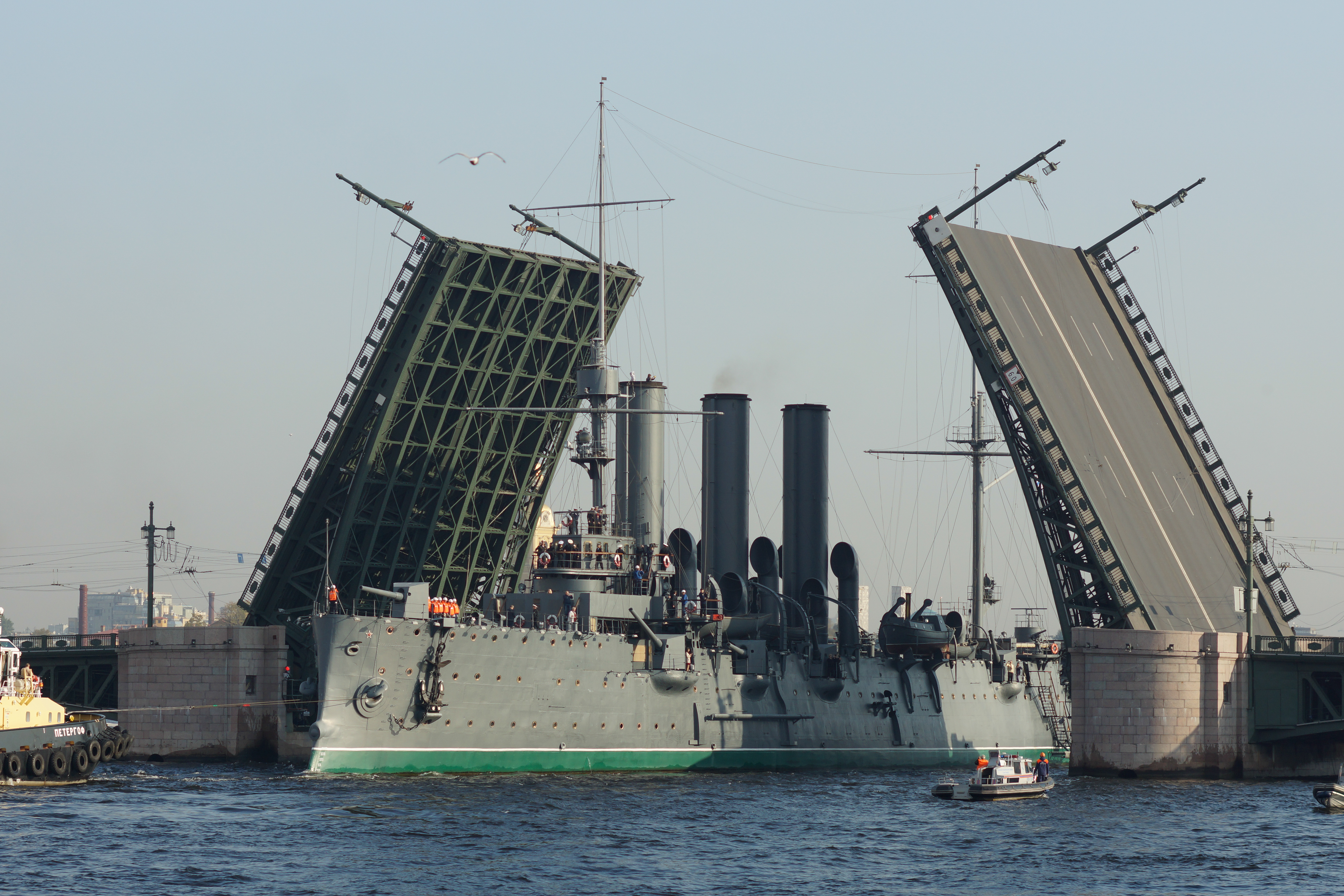
Крейсер Аврора проходит под разведённым Дворцовым мостом
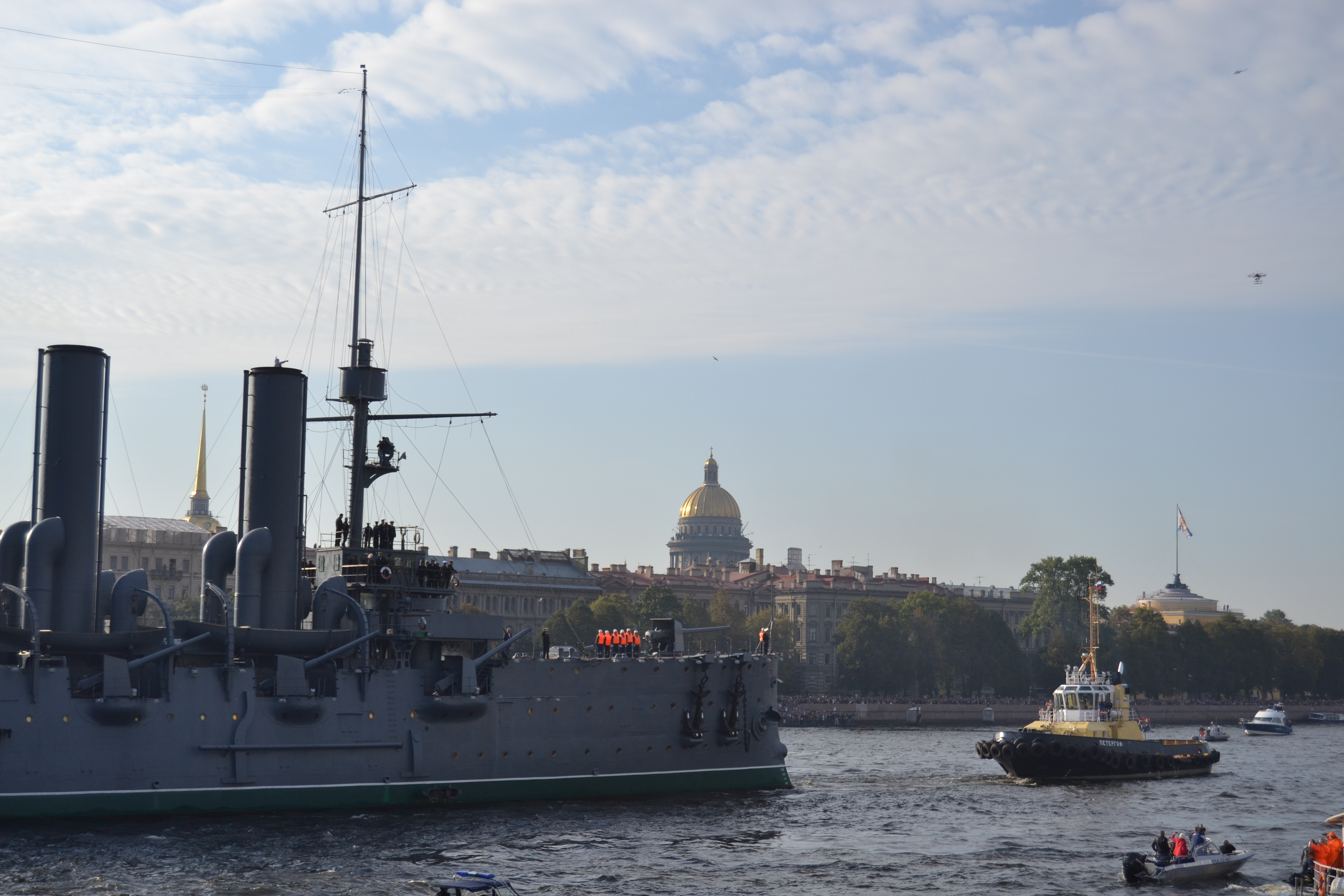
Буксировка «Авроры» по Неве
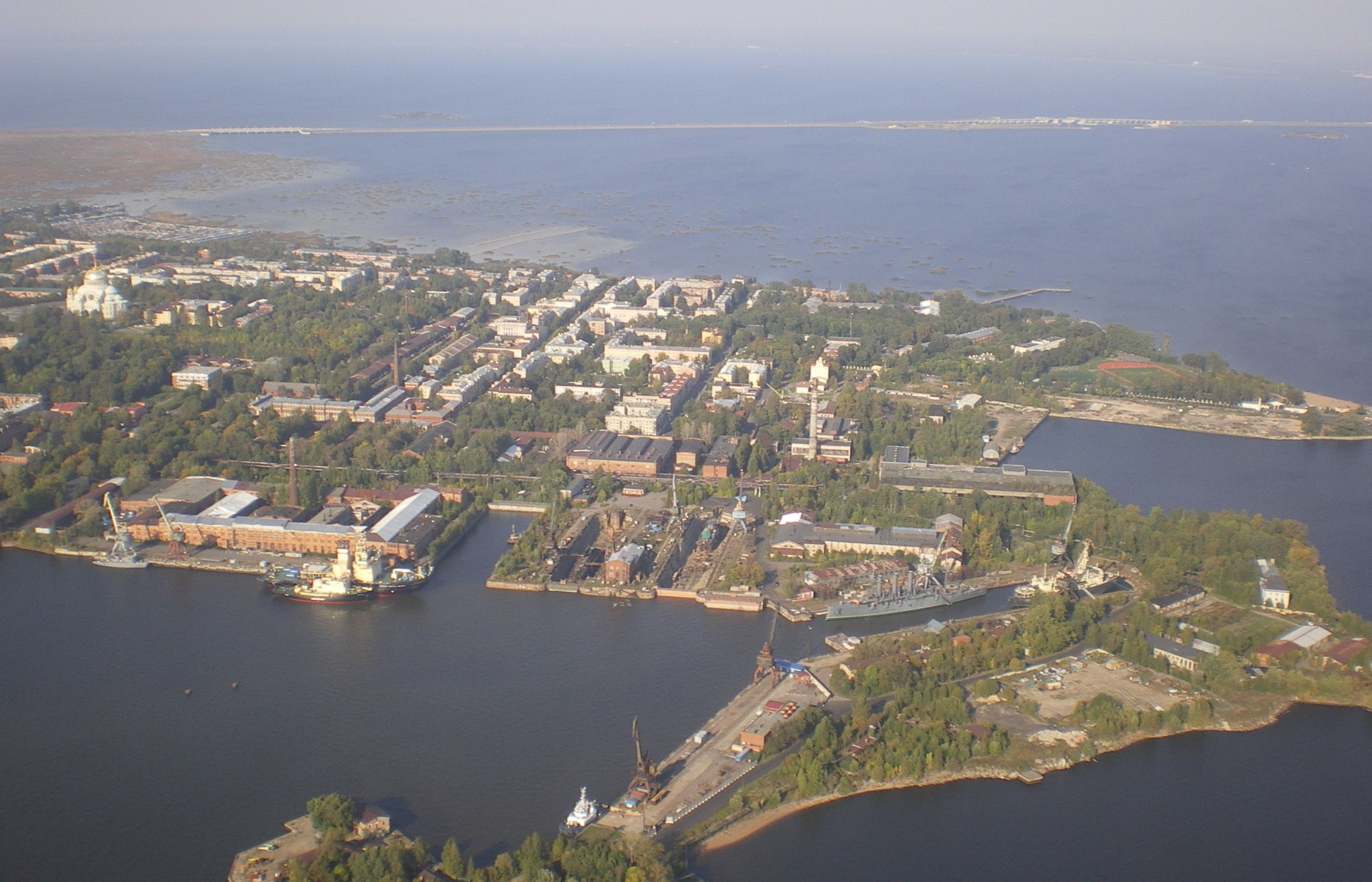
«Аврора» и «Красин» в Кронштадте

Крейсер "Аврора" в Кронштадте во время ремонта в 2015 году
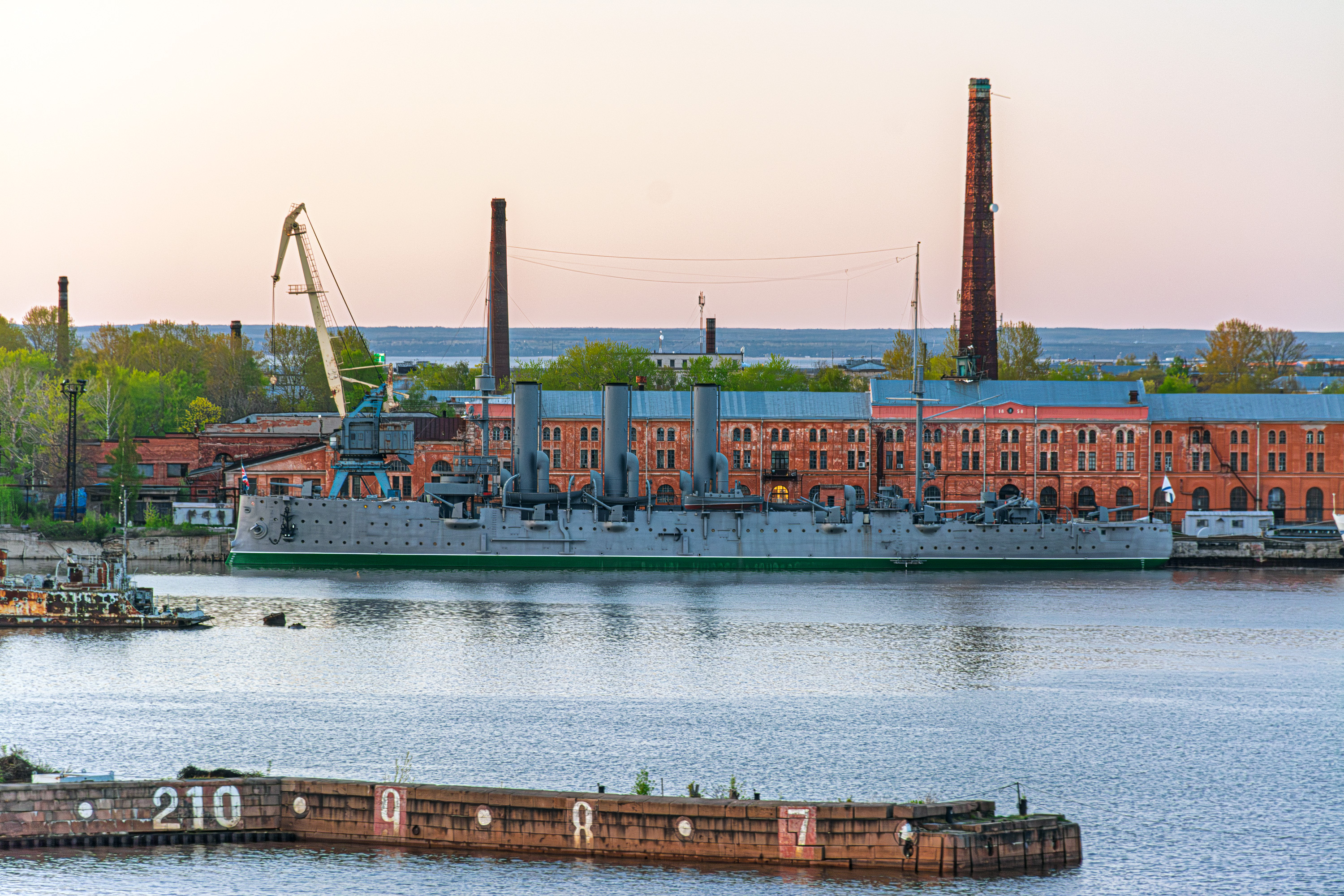
"Аврора" в Кронштадте в 2015 году
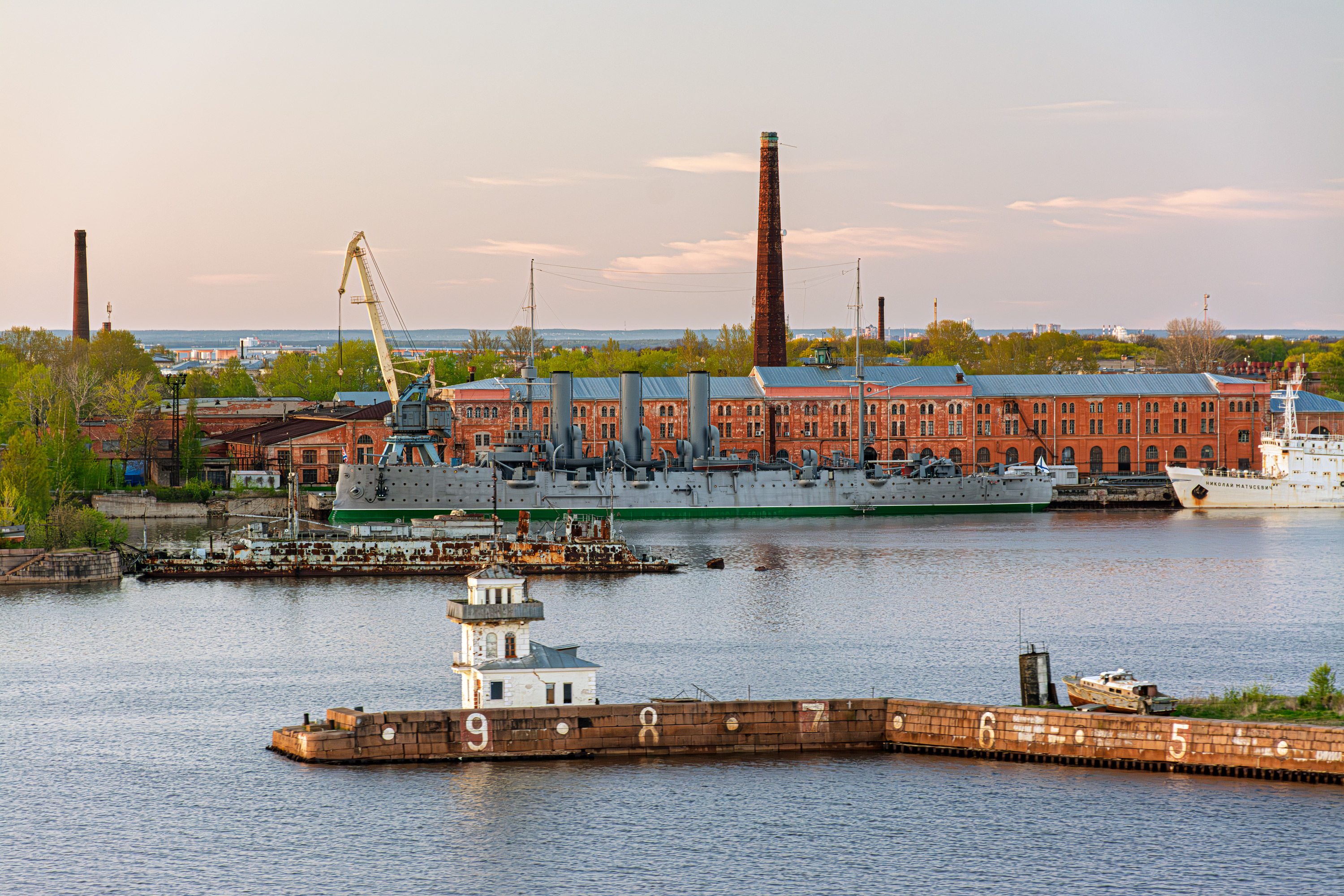
"Аврора" в Кронштадте в 2015 году

## Командиры
- Капитан 1-го ранга П. П. Молас (октябрь — ноябрь 1897)
- Капитан 1-го ранга А. А. Мельницкий (ноябрь 1897 — октябрь 1898)
- Капитан 1-го ранга П. П. Молас (повторно; ноябрь 1898 — январь 1900)
- ВРИД командира капитан 2 ранга А. П. Киткин (январь — июнь 1900)
- Капитан 1-го ранга Н. К. Иениш (июнь — декабрь 1900)
- Капитан 1-го ранга И. В. Сухотин (январь 1901 — июль 1904)
- Капитан 1-го ранга Е. Р. Егорьев (июль 1904 — 14 мая 1905, погиб)
- ВРИД командира капитан 2-го ранга А. К. Небольсин (14 мая — сентябрь 1905)
- Капитан 1-го ранга В. Л. Барщ (сентябрь 1905 — май 1908)
- Капитан 1-го ранга барон В. Н. Ферзен (май 1908 — январь 1909)
- Капитан 1-го ранга П. Н. Лесков (январь 1909 — декабрь 1912)
- Капитан 1-го ранга Л. П. Опацкий (август — декабрь 1912)
- Капитан 1-го ранга Д. А. Свешников (декабрь 1912 — апрель 1913)
- Капитан 1-го ранга В. А. Карцов (апрель 1913 — июль 1914),
- Капитан 1-го ранга Г. И. Бутаков (июль 1914 — февраль 1916)
- Капитан 1-го ранга М. И. Никольский (февраль 1916 — 28.02.1917, убит)
- Старший лейтенант Н. К. Никонов (выборный, март — август 1917)
- Лейтенант Н. А. Эриксон (выборный, сентябрь 1917 — июль 1918)
- ВРИД командиры РККФ М. Н. Зубов, Н. А. Шелгачёв, Б. М. Петров, Н. А. Телемаков (осень 1918 — 8 июня 1922)
- Командир РККФ Л. А. Поленов (ноябрь 1922 — январь 1928)
- Командир РККФ А. Ф. Леер (январь 1928 — сентябрь 1930)
- Командир РККФ Г. И. Левченко (сентябрь 1930 — июнь 1931)
- Командир РККФ А. П. Александров (июнь — декабрь 1931)
- ВРИД командир РККФ К. Ю. Андреус (декабрь 1931 — март 1932)
- Командир РККФ А. А. Кузнецов (март 1932 — октябрь 1934)
- Капитан 2-го ранга В. Е. Эмме (октябрь 1934 — январь 1938)
- Капитан 2-го ранга Г. Н. Арсеньев (январь — сентябрь 1938)
- Капитан 2-го ранга Ф. М. Яковлев (сентябрь 1938 — август 1940)
- Капитан 3 ранга Г. А. Гладкий (август 1940 — март 1941)
- Капитан 3 ранга И. А. Саков (март — сентябрь 1941, расстрелян)
- Старший лейтенант П. С. Гришин (октябрь 1941 — июль 1943)
- Капитан 2-го ранга П. А. Доронин (июль 1943 — август 1948)
- Капитан 1-го ранга Ф. М. Яковлев (август 1948 — январь 1950)
- Капитан 2-го ранга В. Ф. Шинкаренко (январь 1950 — февраль 1952)
- Капитан 2-го ранга И. И. Попадько (февраль 1952 — сентябрь 1953)
- Капитан 2-го ранга Н. П. Епихин (сентябрь 1953 — август 1959)
- Капитан 1-го ранга И. М. Гойлов (сентябрь 1959 — июль 1961)
- Капитан 2-го ранга К. С. Никитин (июль 1961 — май 1964)
- Капитан 1-го ранга Ю. И. Фёдоров (май 1964 — май 1985)
- Капитан 1-го ранга А. А. Юдин (май 1985 — ноябрь 1998)
- Капитан 1-го ранга А. В. Бажанов (ноября 1998—2010)
- Капитан-лейтенант Ю. Шишкарев (2012—2013)
- Капитан-лейтенант А. Знаменщиков (с сентября 2013-25 июля 2019)
- Капитан 3 ранга Ю. Шишкарев (с 25 июля 2019)

## Кормовой флаг

с 16 июля 1903 года[294]
25 октября 1917 года[295]
с 23 февраля 1923 года
с 7 ноября 1923 года
с 7 ноября 1927 года
с 1 июля 1928 года
с 27 мая 1935 года
с 23 февраля 1968 года
с 26 июля 1992 года
с 1 января 2001 года
с 31 июля 2016 года

## В искусстве

### Фильмы
- Корабль и люди. Об истории и славных традициях крейсера Аврора  (документальный, реж. Г. Венгерова и др., 1973 г.)
- В советском немом фильме 1926 года «Чёртово колесо» главный герой — краснофлотец крейсера «Аврора» Иван Шорин — вовремя не вернулся на корабль, уходящий в заграничный поход (исходя из истории крейсера как учебного судна, можно сделать вывод, что действие фильма происходит в мае 1925 года).
- Советский мультфильм «Аврора» с песней В. Я. Шаинского и М. Л. Матусовского «Что тебе снится, крейсер „Аврора“…» (см. ниже).
- В роли крейсера «Варяг» на съёмках одноимённого фильма.
- Советский фильм вышедший 29 октября 1965 года «Залп „Авроры“» повествующий о событиях Великой Октябрьской революции в Петрограде 1917 года (реж. Ю. М. Вышинский).
- На борту крейсера снимался эпизод «Кино» «Броненосец Потёмкин-2» телепередачи Городок (1999) № 63 «Алё, Городок!»

### Филателия и нумизматика

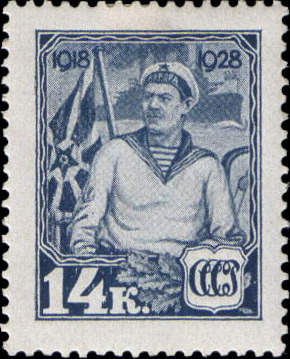
Первая марка с изображением «Авроры»
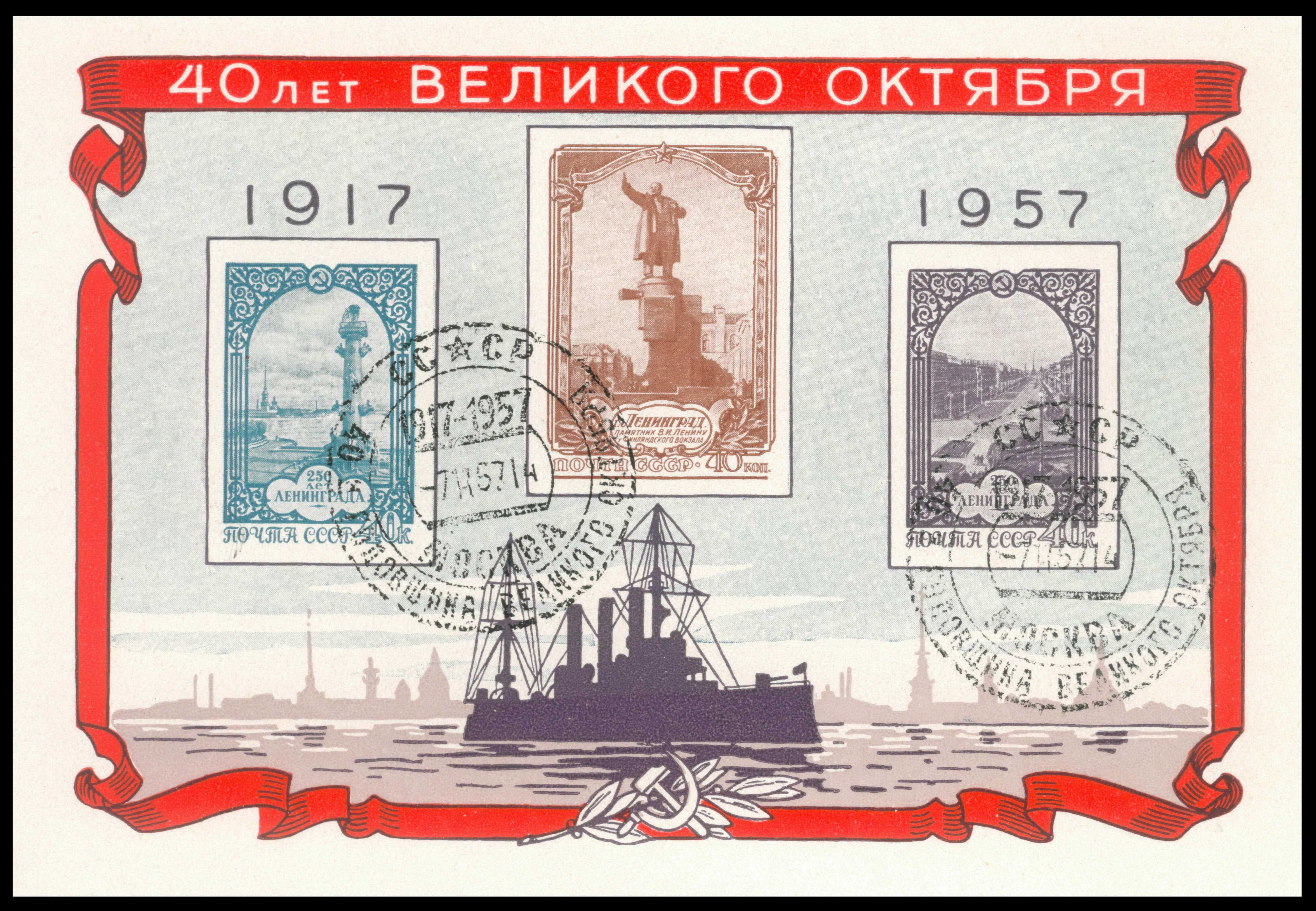
Крейсер на почтовом блоке СССР. 1957
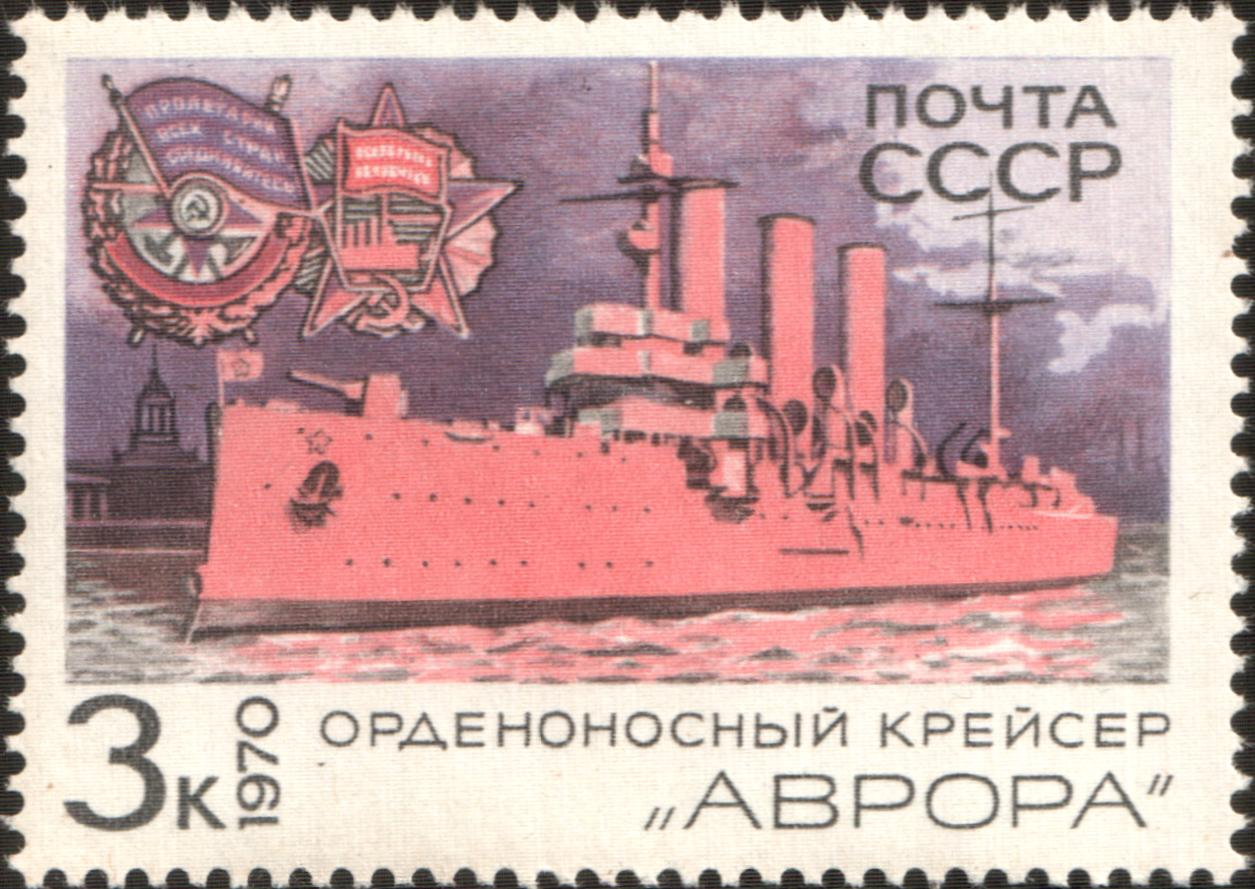
Марка 1970 года: Крейсер «Аврора», серия: Боевые корабли Военно-Морского Флота СССР
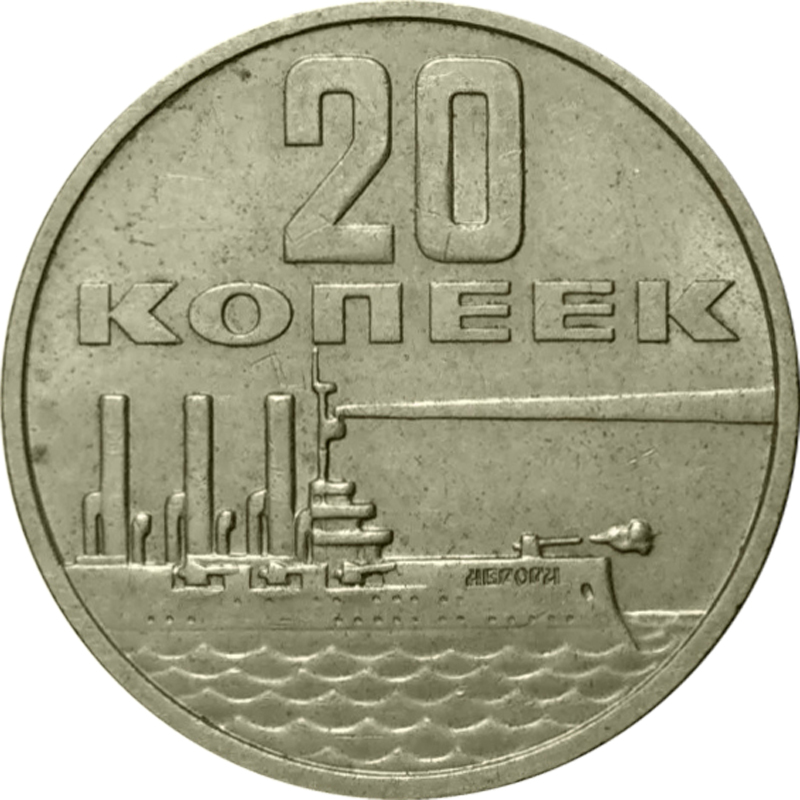
Памятная монета СССР. 1967
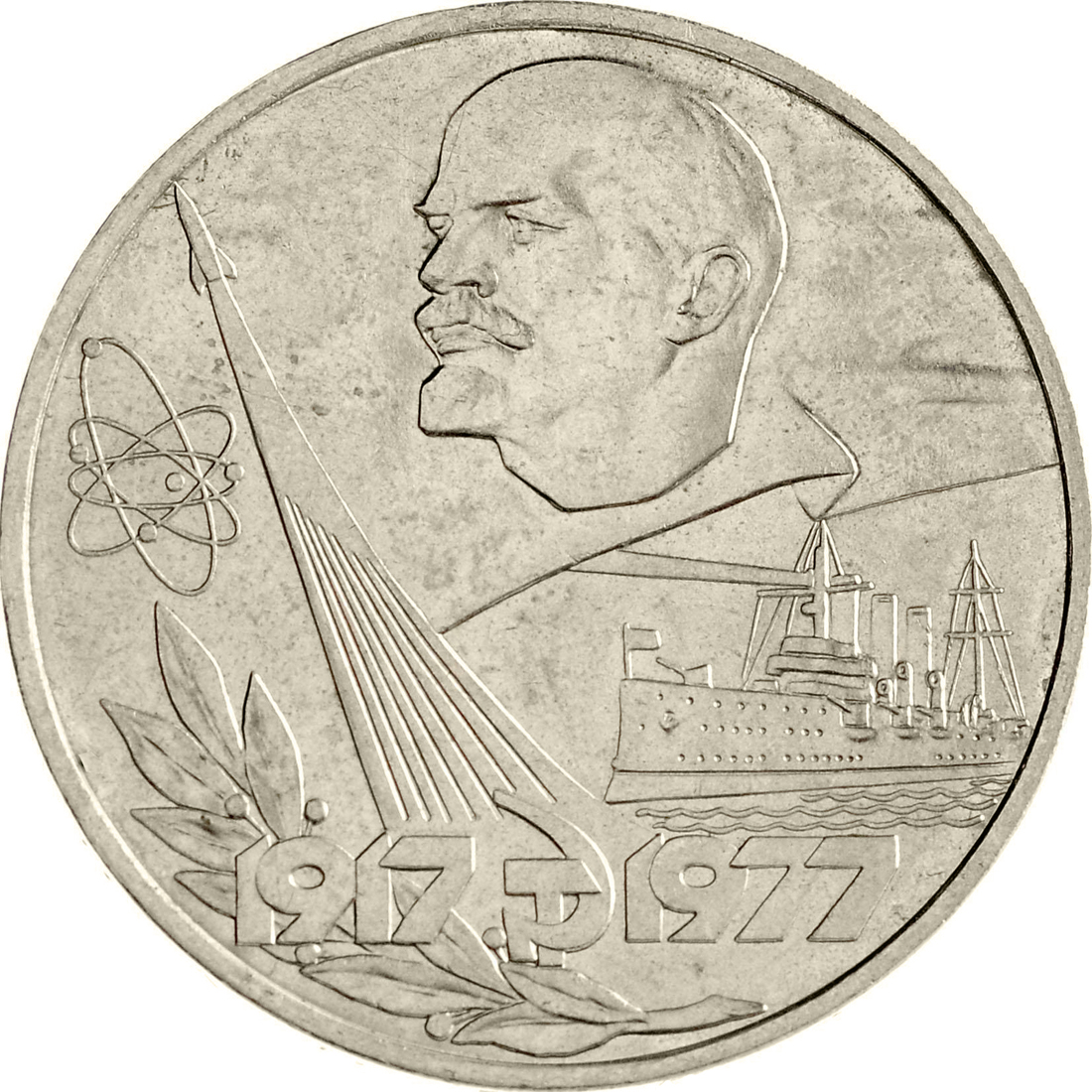
Рубль 1977 года